# 6. Juli
Der 6. Juli ist der 187. Tag des gregorianischen Kalenders (der 188. in Schaltjahren), somit bleiben 178 Tage bis zum Jahresende.

## Ereignisse

### Politik und Weltgeschehen
- 0969: Die Fatimiden beginnen im von ihnen eroberten Ägypten mit dem Bau ihrer neuen Residenzstadt Kairo.
- 1189: Durch den Tod seines Vaters Heinrich II. wird Richard Löwenherz englischer König.
- 1253: Der litauische Fürst Mindaugas erhält nach seinem Übertritt zum Christentum auf Veranlassung von Papst Innozenz IV. die Königskrone. Er wird damit der einzige König in der litauischen Geschichte.

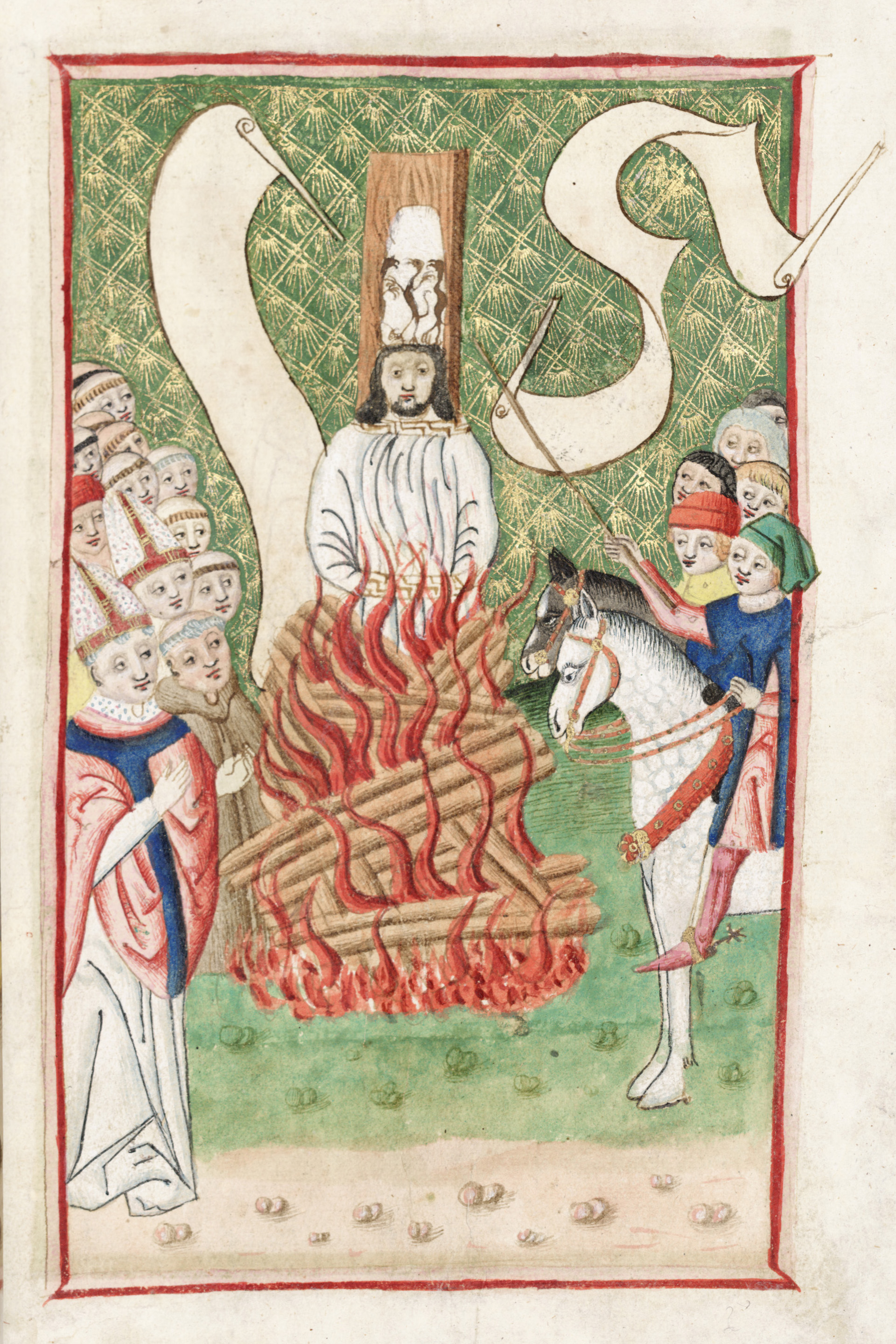
1415: Jan Hus auf dem Scheiterhaufen

- 1415: Der böhmische Reformator Jan Hus wird auf dem Konzil von Konstanz als Ketzer verbrannt, obwohl ihm König Sigismund freies Geleit zugesagt hat.

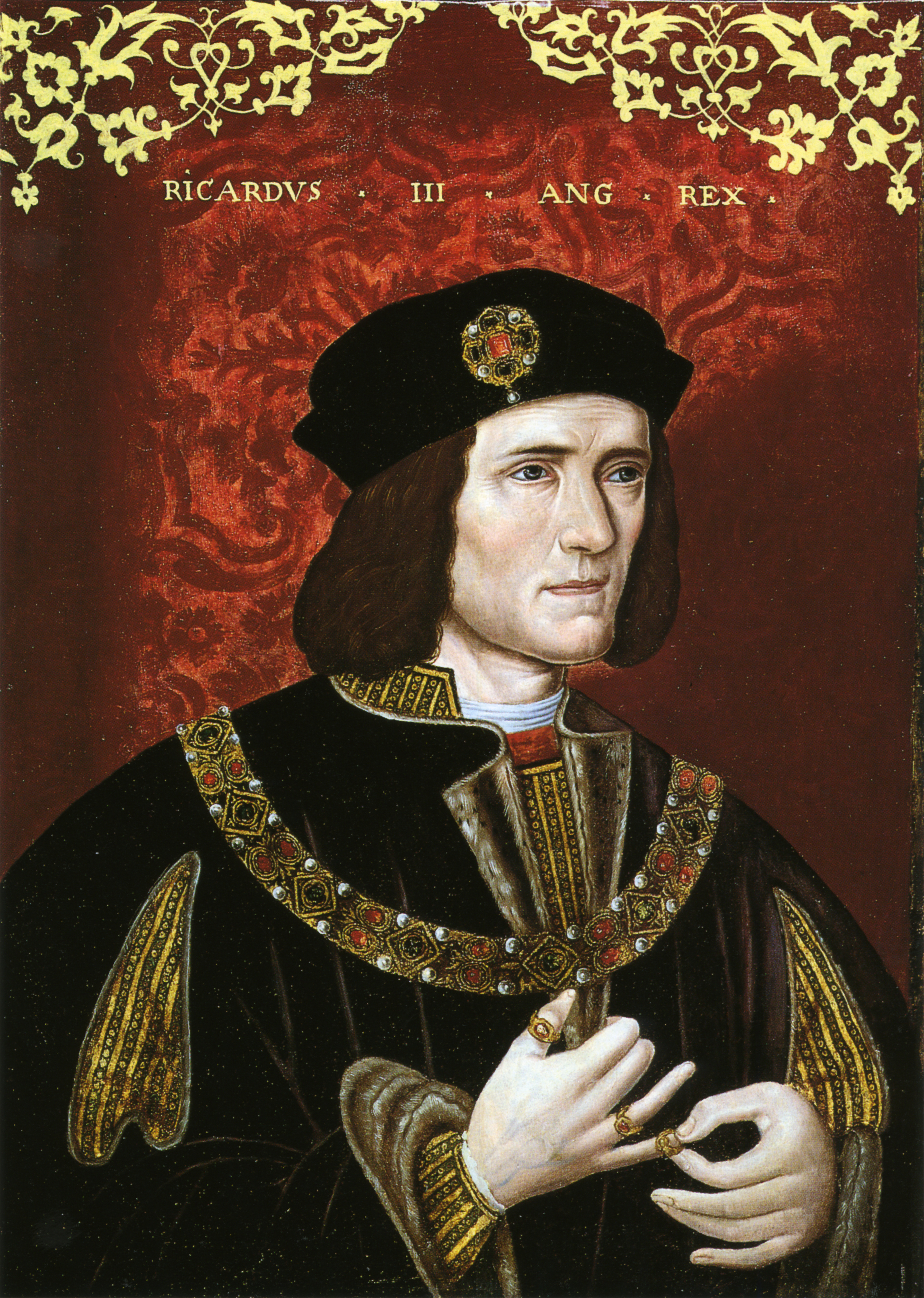
1483: Richard III. von England

- 1483: Richard III. aus dem Hause York wird zum König von England gekrönt.
- 1495: Die Heilige Liga unter dem Oberbefehl von Francesco II. Gonzaga besiegt Karl VIII. von Frankreich in der Schlacht bei Fornovo. Den Venezianern und ihren Verbündeten gelingt es dadurch vorübergehend, die Franzosen im Ersten Italienischen Krieg aus Italien zu vertreiben.
- 1510: In Berlin werden die Urteile im Berliner Hostienschänderprozess gesprochen: 43 Todesurteile, 60 Verbannungen. 102 Urteile richten sich gegen Juden.
- 1535: Der englische Staatsmann und Autor Thomas Morus wird nach einem Todesurteil wegen Eidverweigerung auf dem Londoner Tower Hill hingerichtet. Als Katholik mochte er den Suprematseid nicht ablegen.
- 1573: Die erste Belagerung der Hugenottenhochburg La Rochelle während des Vierten Hugenottenkrieges durch Karl IX. von Frankreich endet erfolglos.
- 1609: Kaiser Rudolf II. gewährt im Majestätsbrief den Ständen in Böhmen Religionsfreiheit.
- 1618: Das Reichskammergericht bestätigt in einem lange schwelenden Rechtsstreit den Status Hamburgs als Freier Stadt. Das Urteil wird vom dänischen König Christian IV. nicht anerkannt. Erst der Gottorper Vertrag führt im Jahr 1768 zum Einlenken.
- 1630: Gustav II. Adolf landet mit einem Heer von 13.000 Mann schwedischer Truppen in Deutschland und greift in den Dreißigjährigen Krieg ein.
- 1777: Während des Amerikanischen Unabhängigkeitskrieges nehmen die Briten Fort Ticonderoga ein, ohne einen Schuss abgegeben zu haben.
- 1799: Ranjit Singhs 25.000 Mann starten ihren Marsch in Richtung Lahore, um den Punjab unter seiner Führung zu vereinen.
- 1801: Ein französisches Geschwader besiegt ein britisches Geschwader im Ersten Seegefecht von Algeciras.

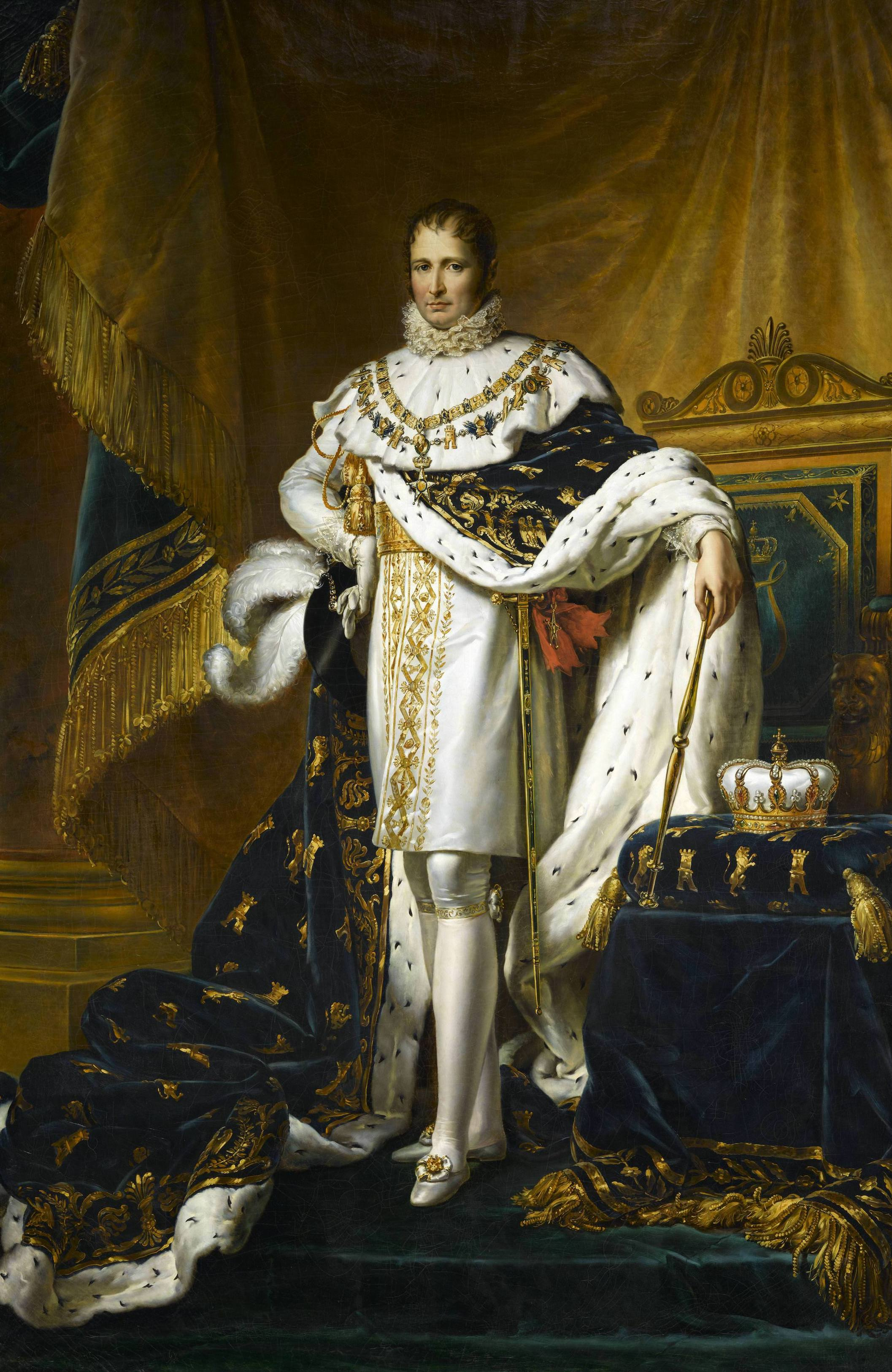
1808: Joseph Bonaparte als König von Spanien

- 1808: Napoleon Bonapartes Bruder Joseph wird in Bayonne zum König von Spanien ernannt.
- 1809: Frankreichs Armee unter Napoleon Bonaparte besiegt im Fünften Koalitionskrieg das österreichische Heer in der Schlacht bei Wagram.
- 1827: Im Londoner Vertrag verlangen die Großmächte Großbritannien, Frankreich und Russland das Einstellen der durch die Griechische Revolution ausgelösten Feindseligkeiten zwischen Griechen und dem Osmanischen Reich. Sie bieten ihre Vermittlung bei der Schaffung eines unabhängigen griechischen Staates an.
- 1854: In Jackson (Michigan) findet die erste Tagung der Republikanischen Partei statt.
- 1892: Dadabhai Naoroji wird erstes indisches Parlamentsmitglied im Vereinigten Königreich von Großbritannien und Irland.
- 1914: Vorgeschichte des Ersten Weltkriegs: Der deutsche Kaiser Wilhelm II. erklärt in der Blankovollmacht, „im Einklang mit seinen Bündnisverpflichtungen und seiner alten Freundschaft treu an der Seite Österreich-Ungarns zu stehen“.
- 1917: Arabische Truppen erobern unter der Führung von Thomas Edward Lawrence („Lawrence von Arabien“) Aqaba von den Türken.
- 1918: Russischer Bürgerkrieg: Die Ermordung des deutschen Botschafters in Moskau, Wilhelm von Mirbach-Harff, durch Nikolai Andrejew und Jakow Grigorjewitsch Bljumkin, zwei Mitarbeiter der Tscheka, ist das Signal für den Aufstand der Linken Sozialrevolutionäre mit dem Ziel, Russland zurück in den Krieg gegen Deutschland zu führen. Der Aufstand wird innerhalb von 24 Stunden von den Bolschewisten niedergeschlagen. Am selben Tag bricht in Jaroslawl ein von Boris Wiktorowitsch Sawinkow geführter Aufstand aus.
- 1923: Das Zentrale Exekutivkomitee der UdSSR verabschiedet die sowjetische Verfassung.
- 1938: Die auf Initiative des US-Präsidenten Franklin D. Roosevelt einberufene Konferenz von Évian beginnt. Vertreter von 32 Staaten und 71 Hilfsorganisationen beraten bis zum 15. Juli über die Situation der aus Deutschland auswandernden Juden.

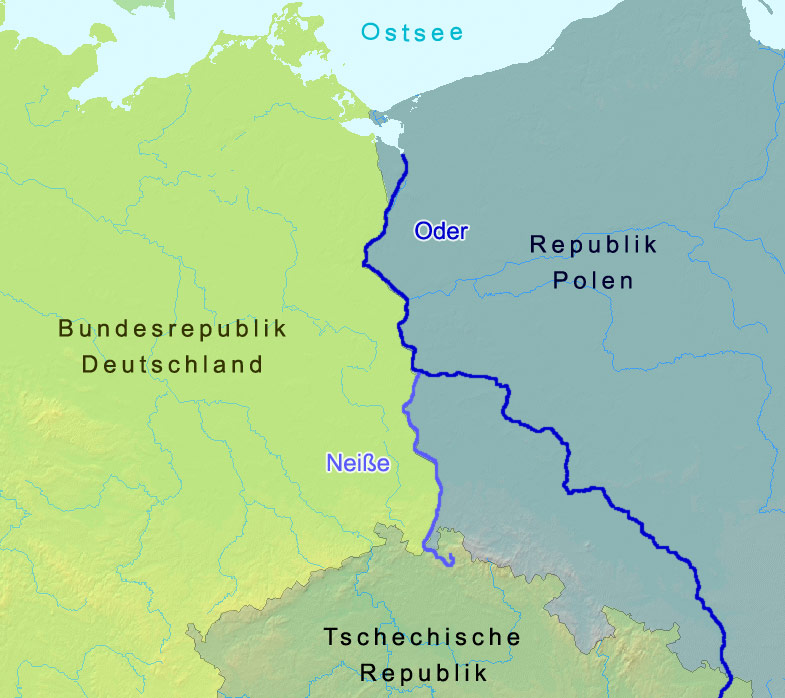
1950: Der Grenzverlauf zwischen DDR und Polen

- 1950: Im Görlitzer Abkommen zwischen der DDR und der Volksrepublik Polen wird die Oder-Neiße-Linie als neue polnische Westgrenze festgelegt.
- 1964: Malawi erklärt seine Unabhängigkeit von Großbritannien. Genau zwei Jahre später wird die Republik mit einem Ein-Parteien-System ausgerufen. Hastings Kamuzu Banda wird Präsident mit diktatorischen Vollmachten.
- 1964: In der Schlacht von Nam Dong greifen Vietkong einen amerikanischen Feldstützpunkt der US Army Special Forces in Vietnam an.

1967: Karte Biafras

- 1967: Biafra-Krieg: Nigerianische Truppen dringen in Biafra ein und beginnen einen fast dreijährigen Krieg, in dessen Verlauf fast zwei Millionen Menschen sterben.
- 1975: Die Komoren erklären ihre Unabhängigkeit von Frankreich.
- 1988: Aus einer mit Pannen gespickten Präsidentschaftswahl in Mexiko geht Carlos Salinas de Gortari als Sieger hervor.
- 1995: Der SPD-Politiker Johannes Rau wird zum fünften Mal zum Ministerpräsidenten von Nordrhein-Westfalen gewählt.
- 2003: In einem Referendum in Korsika lehnt eine knappe Mehrheit der Abstimmenden die vorgeschlagene Reform der Institutionen Korsikas ab.
- 2006: Der Grenzpass am Nathu La zwischen Indien und der Volksrepublik China wird nach 44-jähriger Schließung wieder für den Verkehr geöffnet.

### Wirtschaft

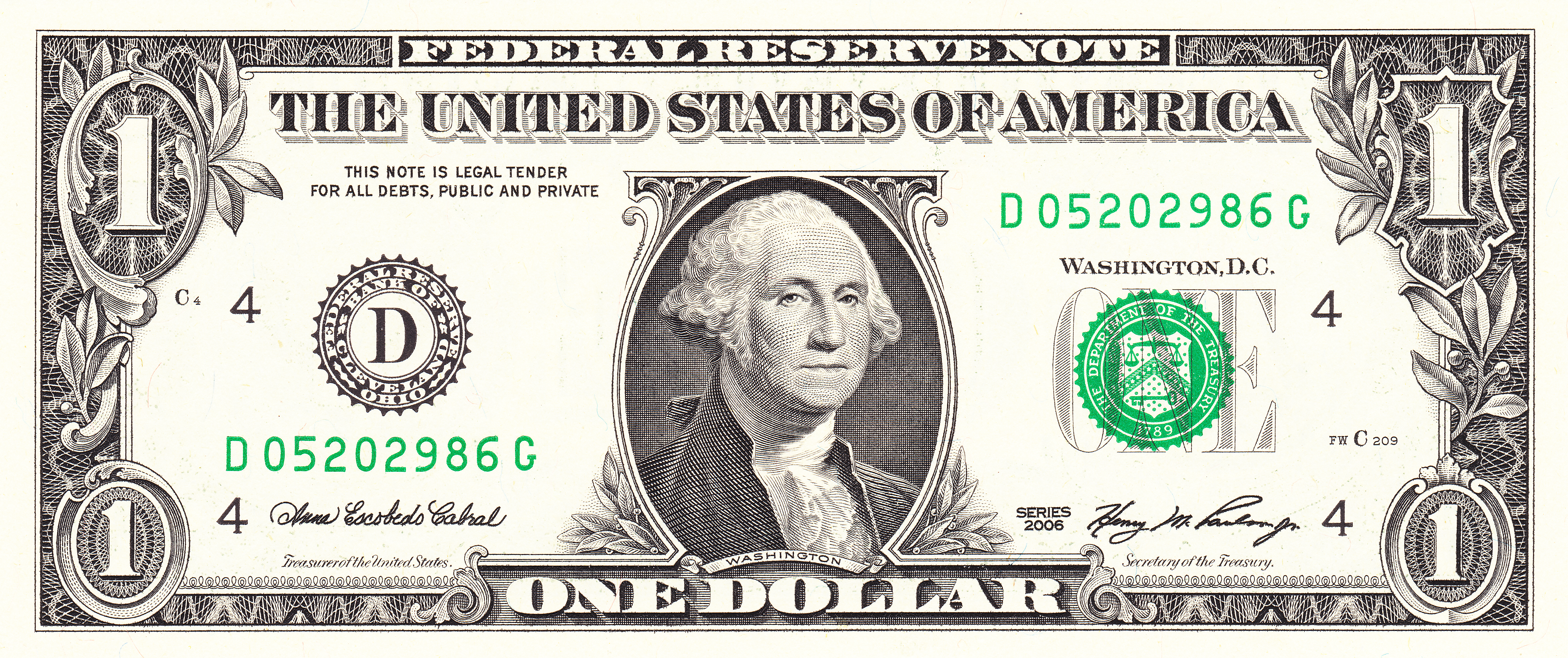
1785: US-amerikanische 1-Dollar-Note („Greenback“)

- 1785: Der US-Dollar wird einstimmig zur Währung der Vereinigten Staaten gewählt. Dies ist das erste Mal, dass ein Staat ein Dezimal-Währungssystem annimmt.
- 1909: Kaiser Wilhelm II. und der schwedische König Gustav V. eröffnen eine Eisenbahn-Fährverbindung über die Ostsee. Der erste Eisenbahnzug wird auf der Königslinie zwischen dem Fährhafen Sassnitz und dem schwedischen Trelleborg von einem Fährschiff übergesetzt.
- 1959: Im seit 1957 durch den Vertrag von Luxemburg in die Bundesrepublik Deutschland eingegliederten Saarland wird der Saar-Franken von der Deutschen Mark abgelöst.
- 1998: Der auf der Insel Chek Lap Kok neu erbaute Hong Kong International Airport nimmt seinen Betrieb auf und ersetzt den Flughafen Kai Tak.

### Wissenschaft und Technik

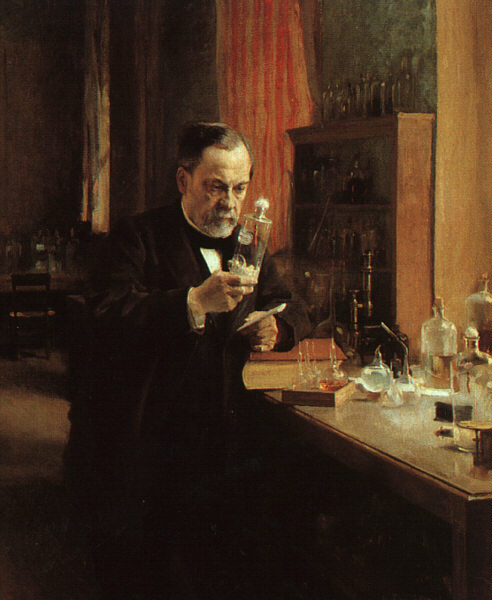
1885: Louis Pasteur in seinem Labor

- 1885: Louis Pasteur testet erfolgreich seinen Impfstoff gegen Tollwut. Der Patient ist Joseph Meister, ein Junge, der von einem tollwütigen Hund gebissen wurde.
- 1919: In Berlin wird das von Magnus Hirschfeld gegründete Institut für Sexualwissenschaft eröffnet.

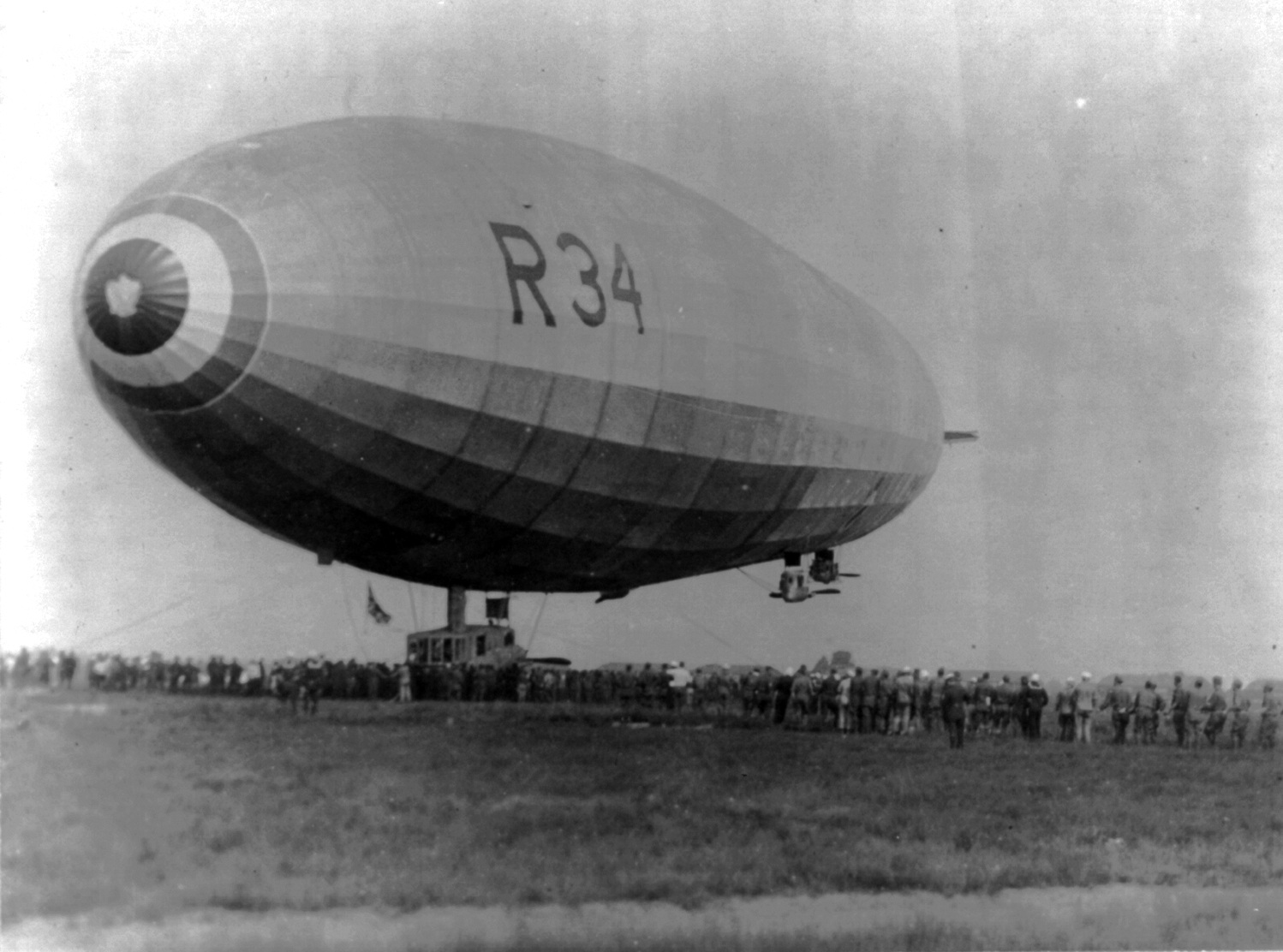
1919: R-34 in Mineola

- 1919: Das britische Starrluftschiff R34 landet nach fast fünf Tagen in der Luft in Mineola, Long Island, New York, und beendet die erste Nonstopfahrt eines Luftschiffs über den Atlantischen Ozean.
- 1938: Seth Barnes Nicholson entdeckt den Jupitermond Lysithea (Jupiter X).
- 1939: Die sowjetische Pilotin Olga Klepikowa stellt mit einem RF-7 Segelflugzeug einen absoluten Streckenrekord auf. Die erflogenen 749,203 Kilometer können erst 1951 durch ein Flugzeug mit Laminarprofil überboten werden.

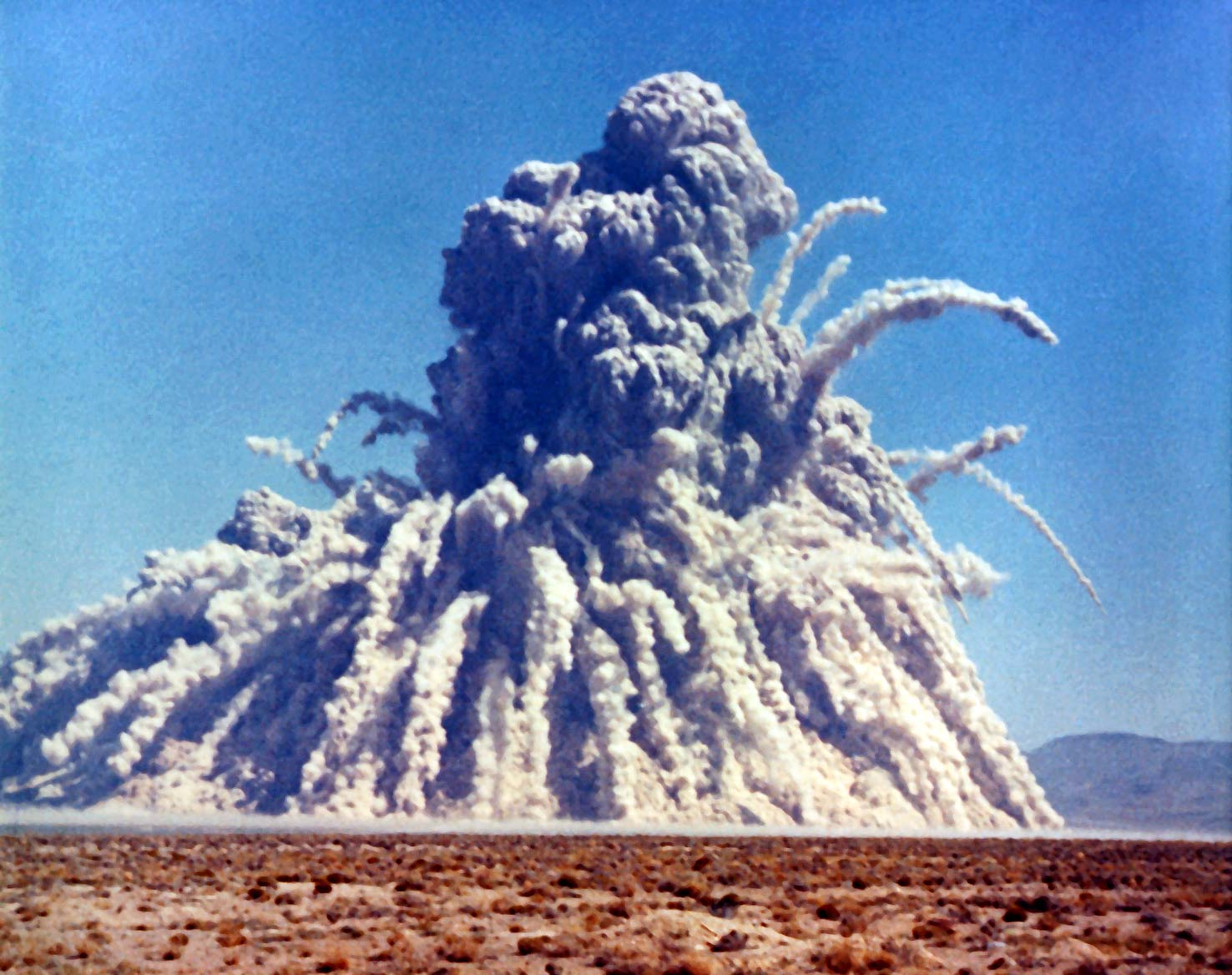
1962: Storax-Sedan-Explosion

- 1962: Im Rahmen der Operation Storax im Plowshare-Programm der Vereinigten Staaten wird der unterirdische Kernwaffentest Sedan durchgeführt. Dabei soll der mögliche Einsatz von Atombomben für zivile Zwecke wie den Bergbau untersucht werden.

### Kultur
- 1706: Uraufführung der Oper Endimione von Giovanni Bononcini im Palazzo di Belfonte bei Wien.
- 1790: Im steirischen Leoben wird ein Stadttheater gegründet, das seither durchgehend bespielt wird. Es zählt inzwischen zu Österreichs ältesten derartigen Einrichtungen.
- 1798: Uraufführung der Oper Die Geisterinsel von Johann Friedrich Reichardt an der Hofoper Berlin.
- 1859: Uraufführung der Operette Les Vivandières de la Grande Armée von Jacques Offenbach am Théâtre des Bouffes-Parisiens in Paris.

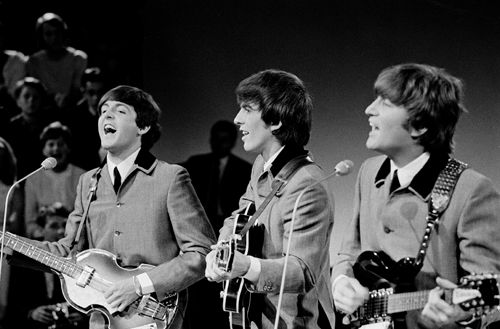
1957/1964: The Beatles

- 1957: John Lennon und Paul McCartney (The Beatles) treffen einander das erste Mal.
- 1964: Der erste Beatles-Film Yeah! Yeah! Yeah! (Originaltitel A Hard Day’s Night) hat Premiere.
- 1979: Am Volkstheater Rostock wird in der DDR die erste Rockoper Rosa Laub uraufgeführt.

### Gesellschaft
- 1811: Der Komponist und Pianist Muzio Clementi heiratet in der St. Pancras Church in London Emma Gisborne.

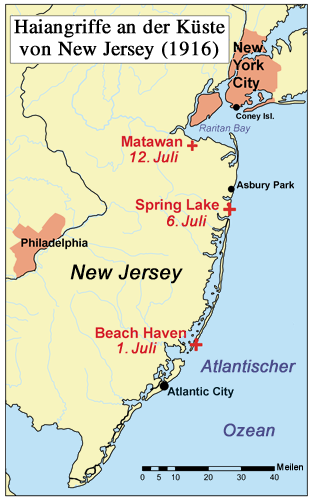
1916: Die Haiangriffe in New Jersey

- 1916: In Spring Lake kommt es zum zweiten der Haiangriffe an der Küste von New Jersey. Charles Bruder wird bei dem Angriff tödlich verletzt. Im Gegensatz zum Vorfall vom 1. Juli wird diesmal Haialarm gegeben.
- 2004: Im Hyde Park in London weiht Königin Elisabeth II. einen Brunnen zum Gedenken an Prinzessin Diana ein.

### Religion
- 1758: Carlo della Torre Rezzonico wird zum Papst gewählt und nimmt den Namen Clemens XIII. an.
- 1809: Papst Pius VII. wird mit Billigung Kaiser Napoleon Bonapartes verhaftet und nach Frankreich gebracht. Der Papst hatte sich der französischen Annexion des Kirchenstaates widersetzt.

### Katastrophen
- 1944: Bei einem Zirkusbrand in Hartford (Connecticut) werden 168 Menschen getötet und über 700 verletzt.
- 1967: Eisenbahnunglück von Langenweddingen: In Langenweddingen bei Magdeburg kollidiert ein Doppelstockzug der Deutschen Reichsbahn mit einem Tanklastwagen, wobei dieser explodiert und den Zug in Brand setzt. Unter den 94 Toten befinden sich 44 Kinder. Es ist das schwerste Eisenbahnunglück in der DDR sowie einer der folgenschwersten Gefahrgutunfälle in Deutschland.
- 1988: Die Ölbohrinsel Piper Alpha in der Nordsee wird durch eine Explosion und den darauf folgenden Brand zerstört, 167 Arbeiter werden getötet.

Kleinere Unglücksfälle sind in den Unterartikeln von Katastrophe und in der Liste von Katastrophen aufgeführt.

### Sport
- 1912: In Stockholm werden die Olympischen Sommerspiele feierlich eröffnet.
- 1958: Der fünfmalige Formel-1-Weltmeister Juan Manuel Fangio gibt nach dem Grand Prix von Frankreich in Reims-Gueux seinen Rücktritt aus dem Motorsport bekannt.
- 1957: Althea Gibson gewinnt als erste schwarze Tennisspielerin das Turnier von Wimbledon.
- 1986: Durch einen Finalsieg gegen Ivan Lendl sichert sich Boris Becker zum zweiten Mal den Titel bei den Wimbledon Championships im Tennis.
- 1992: Simbabwe wird Full Member des International Cricket Council (ICC).
- 2000: Der Weltfußballverband FIFA entscheidet sich bei der Austragung der Weltmeisterschaft 2006 für Deutschland und gegen Mitbewerber Südafrika.
- 2005: Auf seinem Kongress in Singapur vergibt das Internationale Olympische Komitee die XXX. Olympischen Sommerspiele an London.
- 2008: Im Wimbledon-Finale der Herren besiegt der Spanier Rafael Nadal den Schweizer Roger Federer mit 6:4, 6:4, 6:7, 6:7, und 9:7.
- 2013: Die Französin Marion Bartoli gewinnt das Wimbledon-Einzelturnier der Damen, indem sie die Deutsche Sabine Lisicki in zwei Sätzen mit 6:1 und 6:4 besiegt.
- 2014: Im Finale des Wimbledon-Turniers gewinnt der Serbe Novak Đoković gegen den Schweizer Roger Federer mit 6:7, 6:4, 7:6, 5:7 und 6:4.
- 2016: Beginn der 23. Leichtathletik-Europameisterschaften in Amsterdam. Im 10.000-Meter-Finale der Frauen siegt die Türkin Yasemin Can.

Einträge von Leichtathletik-Weltrekorden befinden sich unter der jeweiligen Disziplin unter Leichtathletik.
Einträge zu Fußballweltmeisterschaftsspielen finden sich in den Unterseiten von Fußball-Weltmeisterschaft. Das Gleiche gilt für Fußball-Europameisterschaften.

## Geboren

### Vor dem 18. Jahrhundert

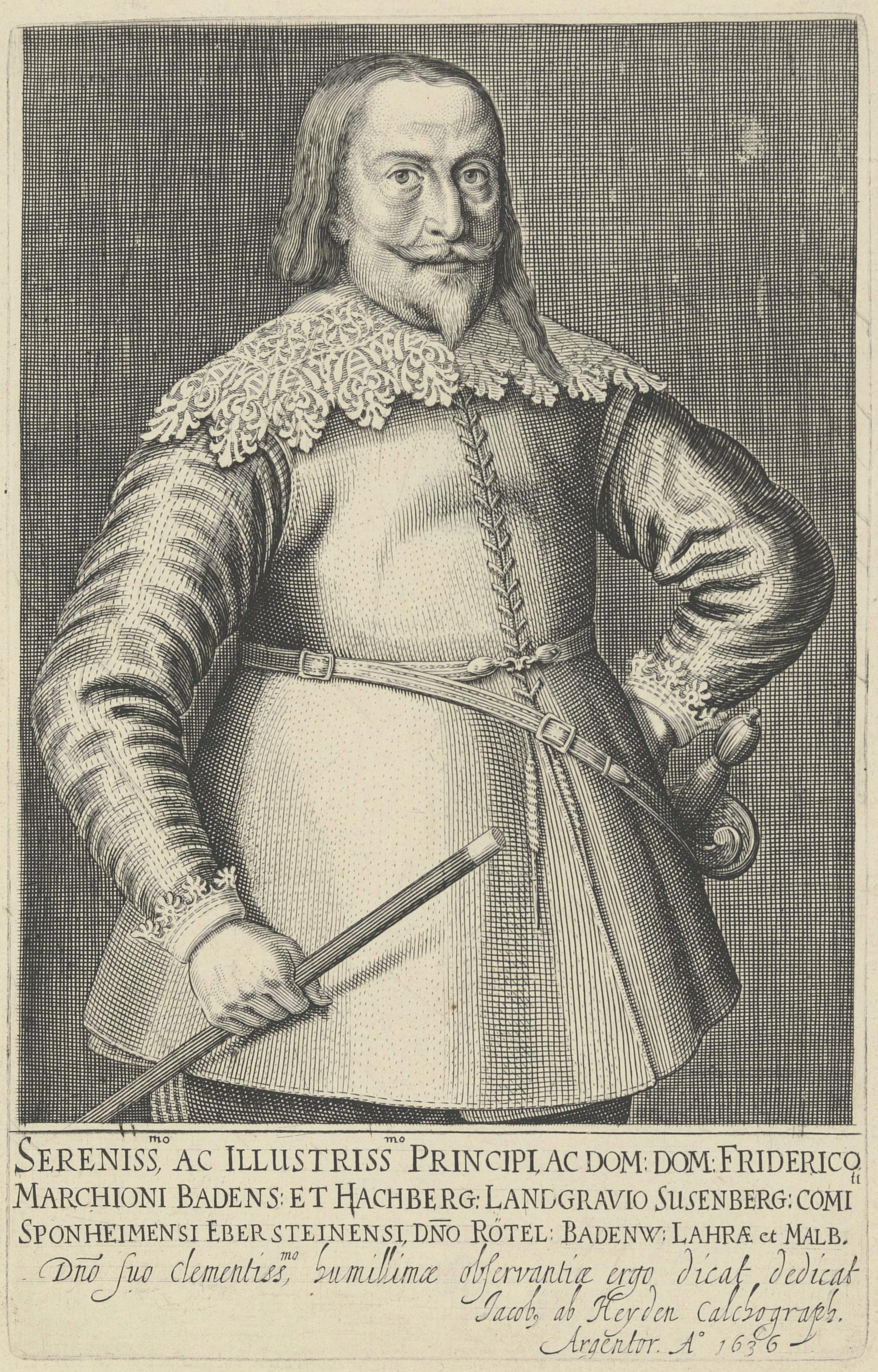
Friedrich V. von Baden (* 1594)
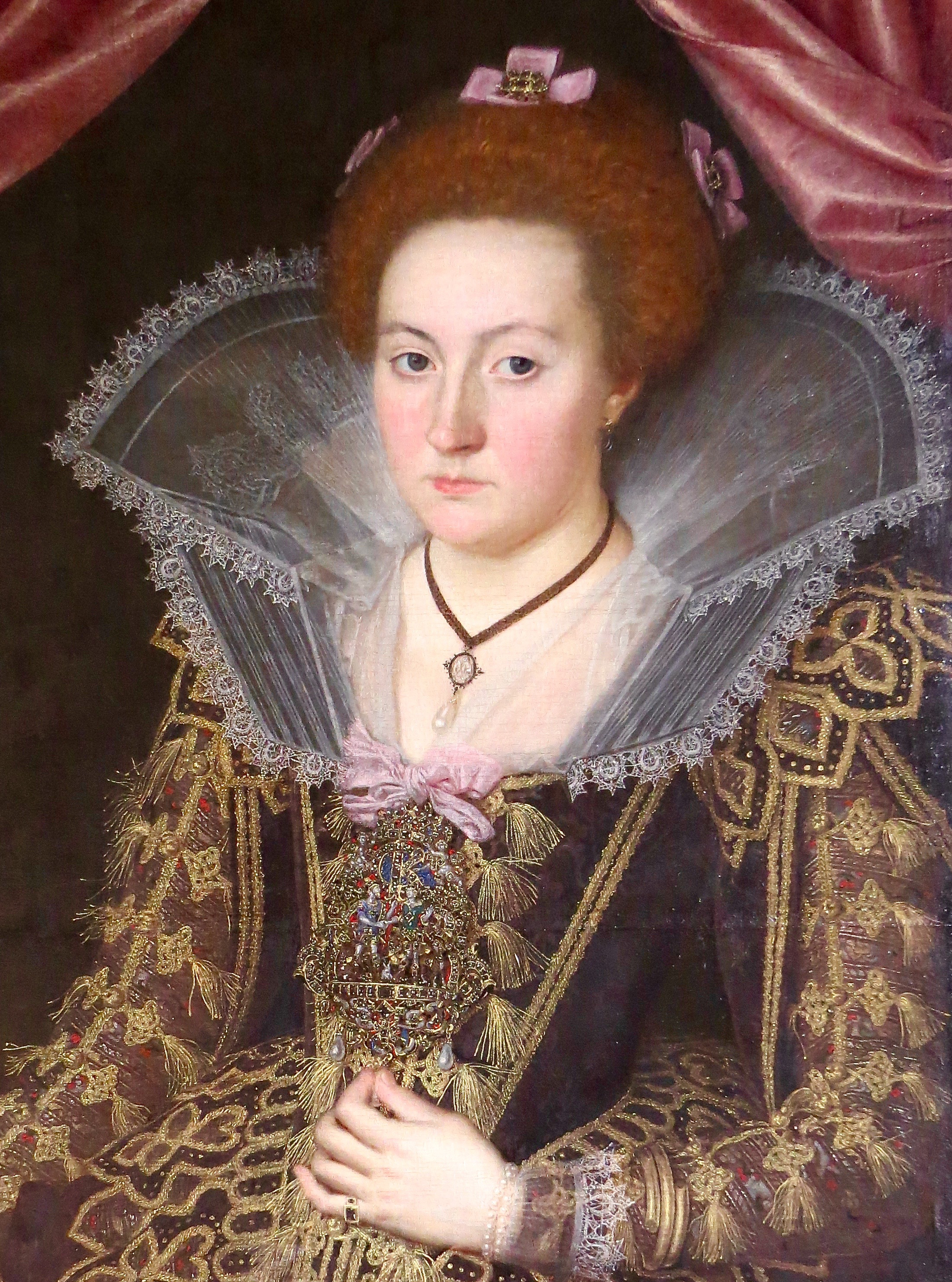
Kirsten Munk (* 1598)
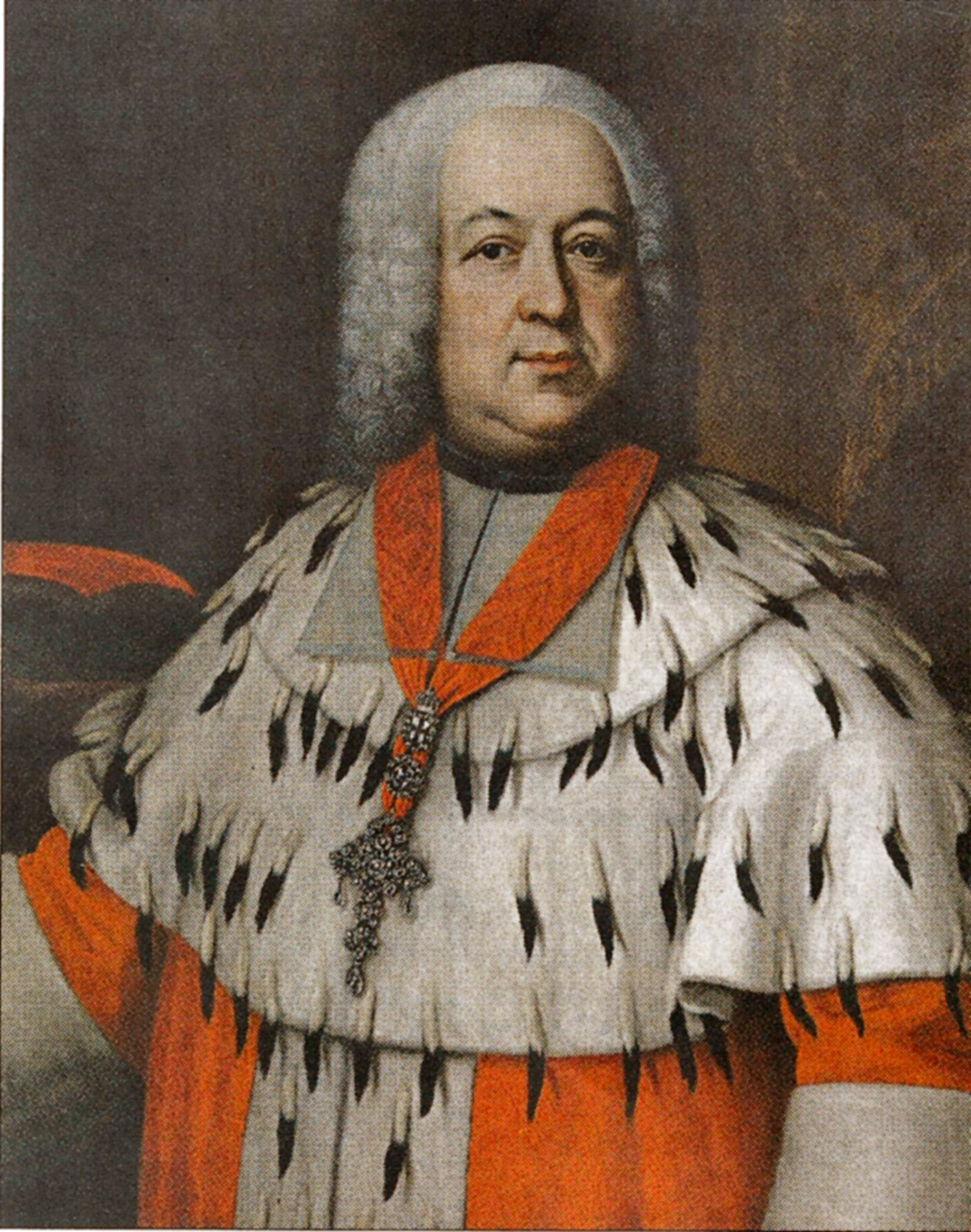
Johann Friedrich Karl von Ostein (* 1689)

- 1125: Imad ad-Din al-Isfahani, muslimischer Chronist
- 1313: Donato Velluti, florentinischer Politiker und Chronist
- 1332: Elizabeth de Burgh, 4. Countess of Ulster, anglo-irische Adelige
- 1387: Blanka von Navarra, Königin von Sizilien, Aragon und Navarra
- 1504: Christoph Lasius, deutscher Theologe
- 1555: Louis II. de Lorraine-Guise, Kardinal und Erzbischof von Reims
- 1594: Friedrich V., Markgraf von Baden
- 1598: Kirsten Munk, zweite Ehefrau des dänischen Königs Christian IV.
- 1601: Justus Gesenius, deutscher Theologe und Kirchenliederdichter
- 1605: Ulrich II., Graf von Ostfriesland
- 1606: Justus Henricus Heidfeldt, deutscher Theologe und Philologe
- 1650: Friedrich Kasimir Kettler, Herzog von Kurland und Semgallen
- 1659: Albrecht Wolfgang zu Hohenlohe-Neuenstein, Graf zu Hohenlohe-Langenburg
- 1668: Pieter Burman der Ältere, niederländischer Philologe
- 1680: Johann Matthias Florin, deutscher Hochschullehrer
- 1680: Johann Joachim Schröder, deutscher Orientalist und Bibliothekar, Theologe und Kirchenhistoriker
- 1686: Antoine de Jussieu, französischer Physiker und Botaniker
- 1689: Johann Friedrich Karl von Ostein, Erzbischof und Kurfürst von Mainz und Bischof von Worms
- 1700: Joseph Gabler, deutscher Orgelbaumeister

### 18. Jahrhundert

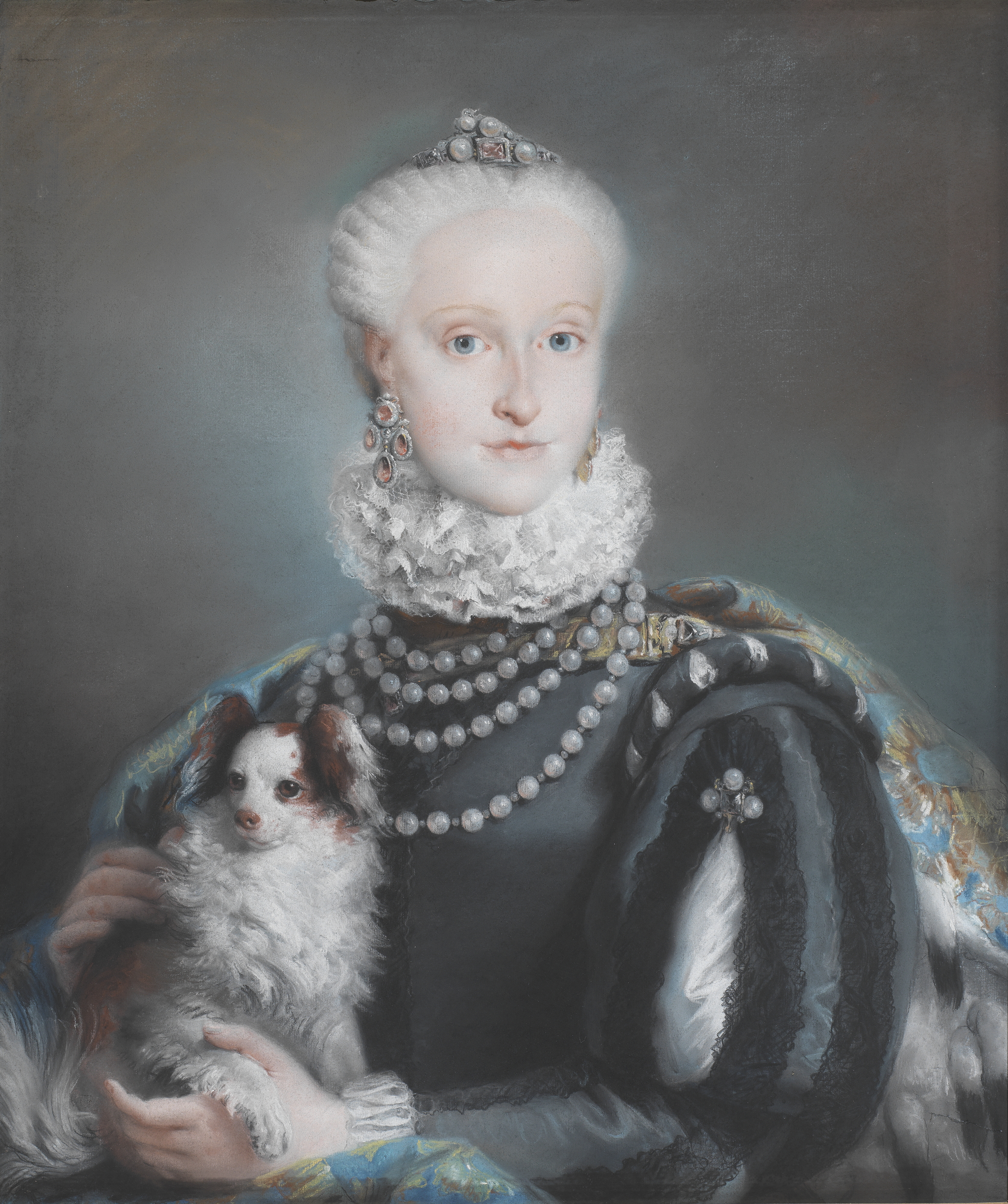
Maria Josefa Carmela von Spanien (* 1744)
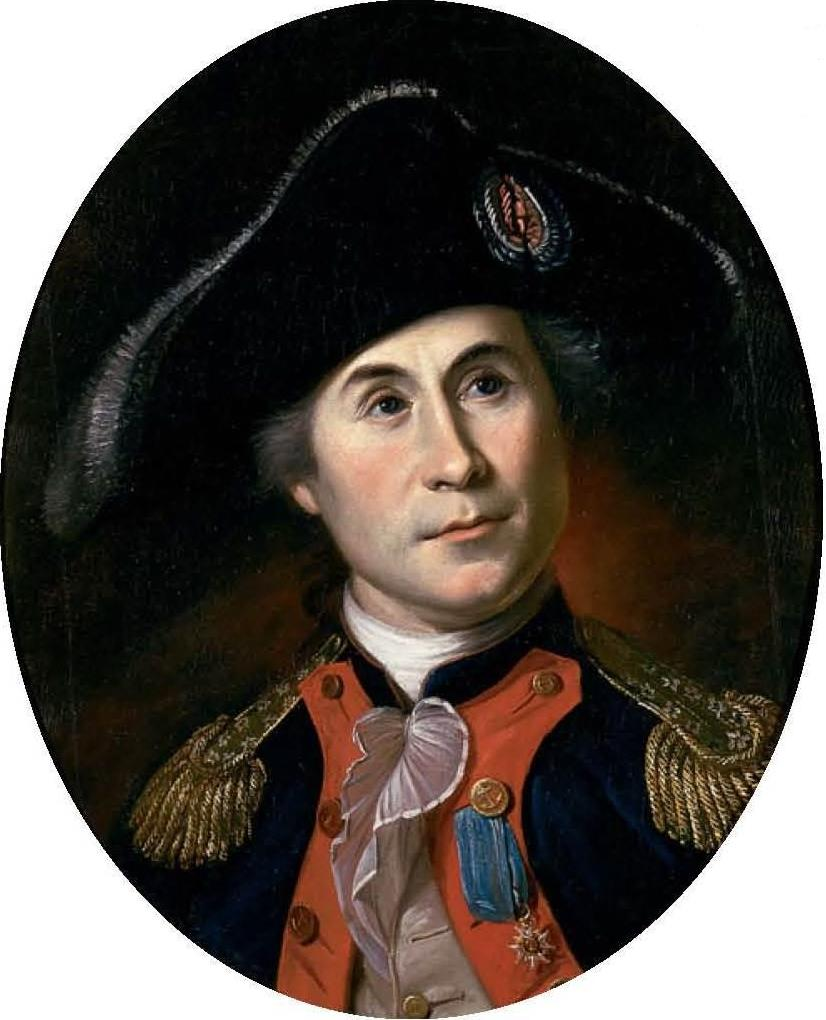
John Paul Jones (* 1747)
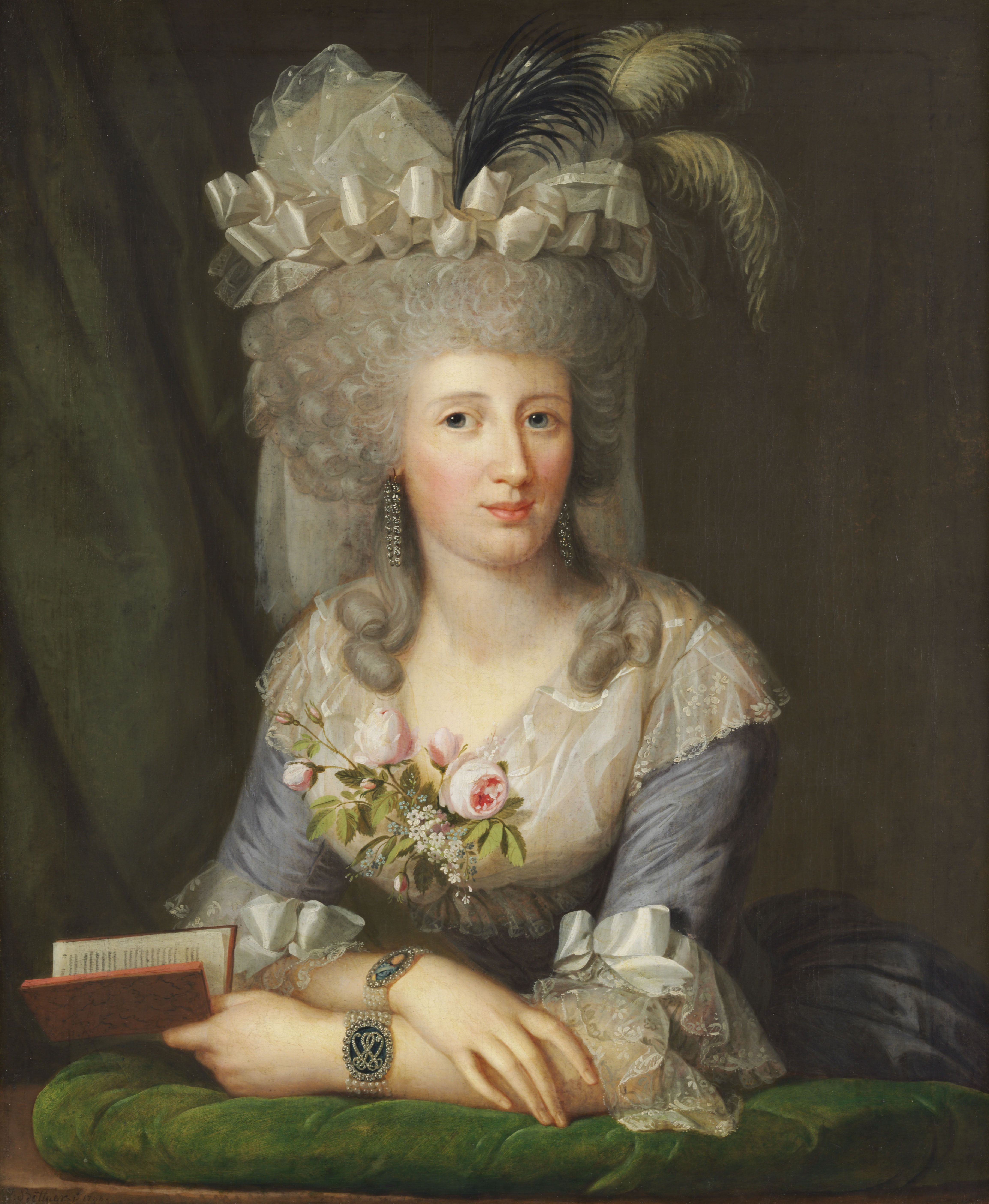
Karoline von Schlotheim (* 1766)
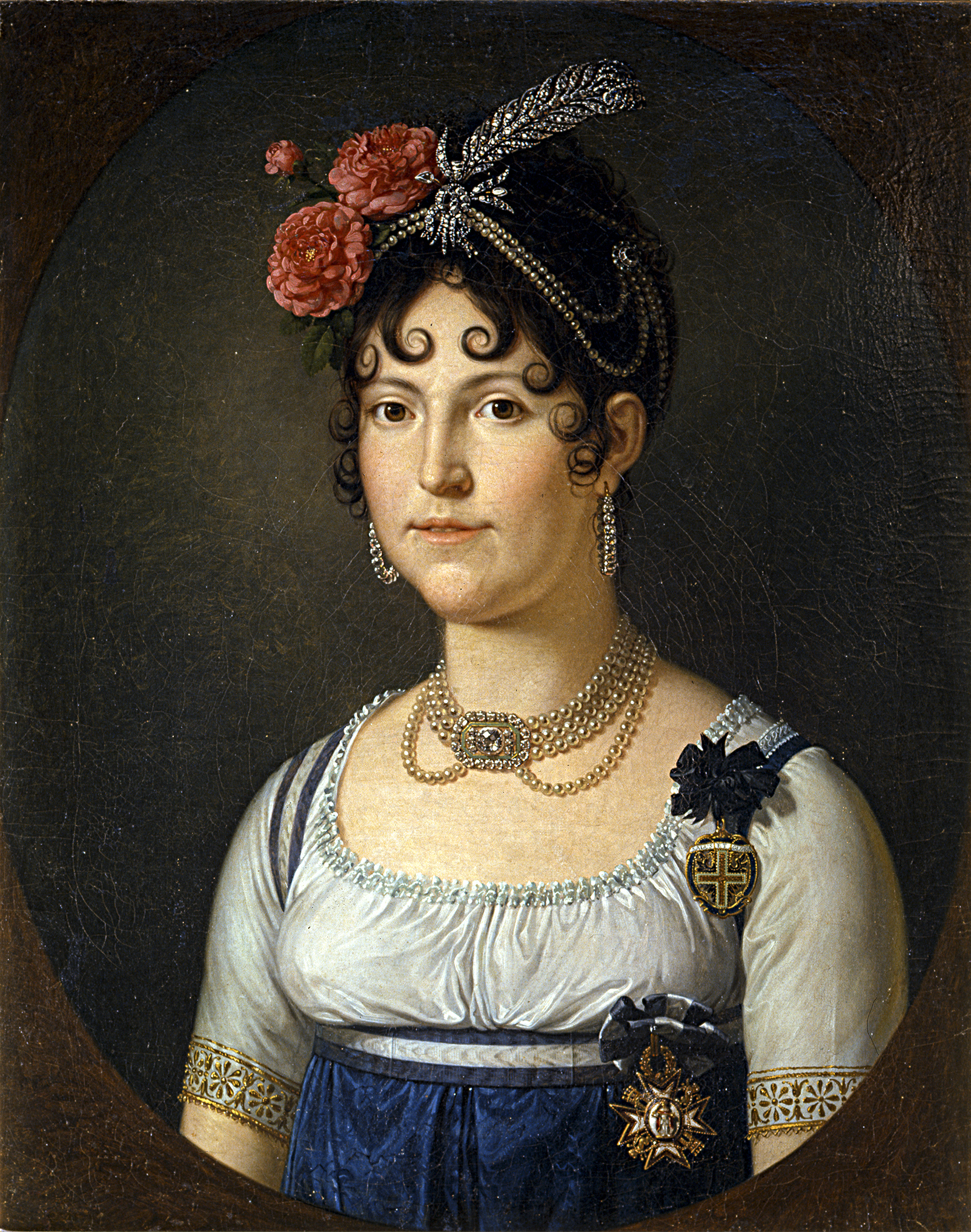
Maria Luisa von Spanien (* 1782)
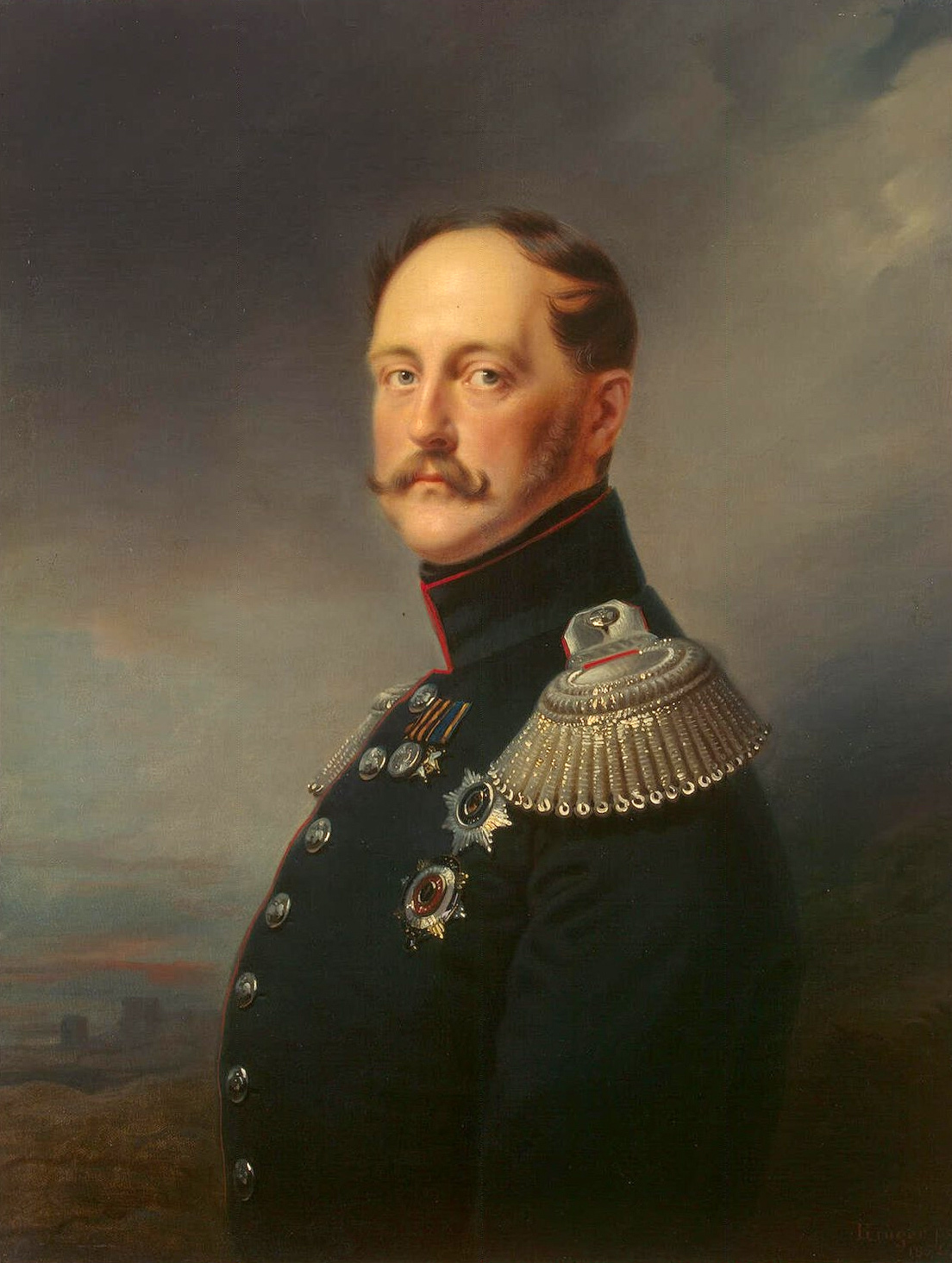
Nikolaus I. (* 1796)

- 1706: Rudolph Joseph von Colloredo, Reichsvizekanzler des Heiligen Römischen Reichs
- 1708: Ignaz Finsterwalder, deutscher Stuckateur
- 1721: Johann Peter Schwartz, deutscher Theologe
- 1722: Gustav Adolf zu Stolberg-Gedern, kaiserlich-königlicher Generalfeldwachtmeister
- 1739: Georges Jacob, französischer Kunsttischler
- 1739: Friedrich Wilhelm Rust, deutscher Violinist und Komponist
- 1744: Maria Josefa Carmela von Spanien, Prinzessin von Neapel und Sizilien, Infantin von Spanien
- 1747: John Paul Jones, britischer Pirat und Seeheld, Marinepionier und Freiheitskämpfer
- 1750: Johann Gottfried Brügelmann, deutscher Textilunternehmer
- 1752: Elisabeth Hudtwalcker, deutsche Malerin
- 1755: John Flaxman, britischer Künstler
- 1756: Franciscus-Antonius de Méan, letzter Fürstbischof von Lüttich
- 1758: Adolph Christian von Bassewitz, mecklenburgischer Gutsbesitzer und Lübecker Domherr
- 1766: Karoline von Schlotheim, Mätresse des Kurfürsten Wilhelm I. von Hessen-Kassel
- 1766: Alexander Wilson, britischer Ornithologe und Dichter
- 1767: Friedrich Karl Ludwig von und zu Guttenberg, deutscher Gutsbesitzer und Polizeipräsident
- 1768: Heinrich Backofen, deutscher Komponist und Klarinettist
- 1771: Johann Kaspar Adolay, deutscher Notar
- 1780: Jean Baptiste Bory de Saint-Vincent, französischer Naturforscher, Botaniker und Oberst
- 1781: Thomas Stamford Raffles, englischer Gründer von Singapur
- 1782: Maria Luisa von Spanien, Königin von Etrurien und Herzogin von Lucca
- 1789: Maria Isabel von Spanien, Königin beider Sizilien
- 1796: Nikolaus I., Kaiser von Russland

### 19. Jahrhundert

#### 1801–1850

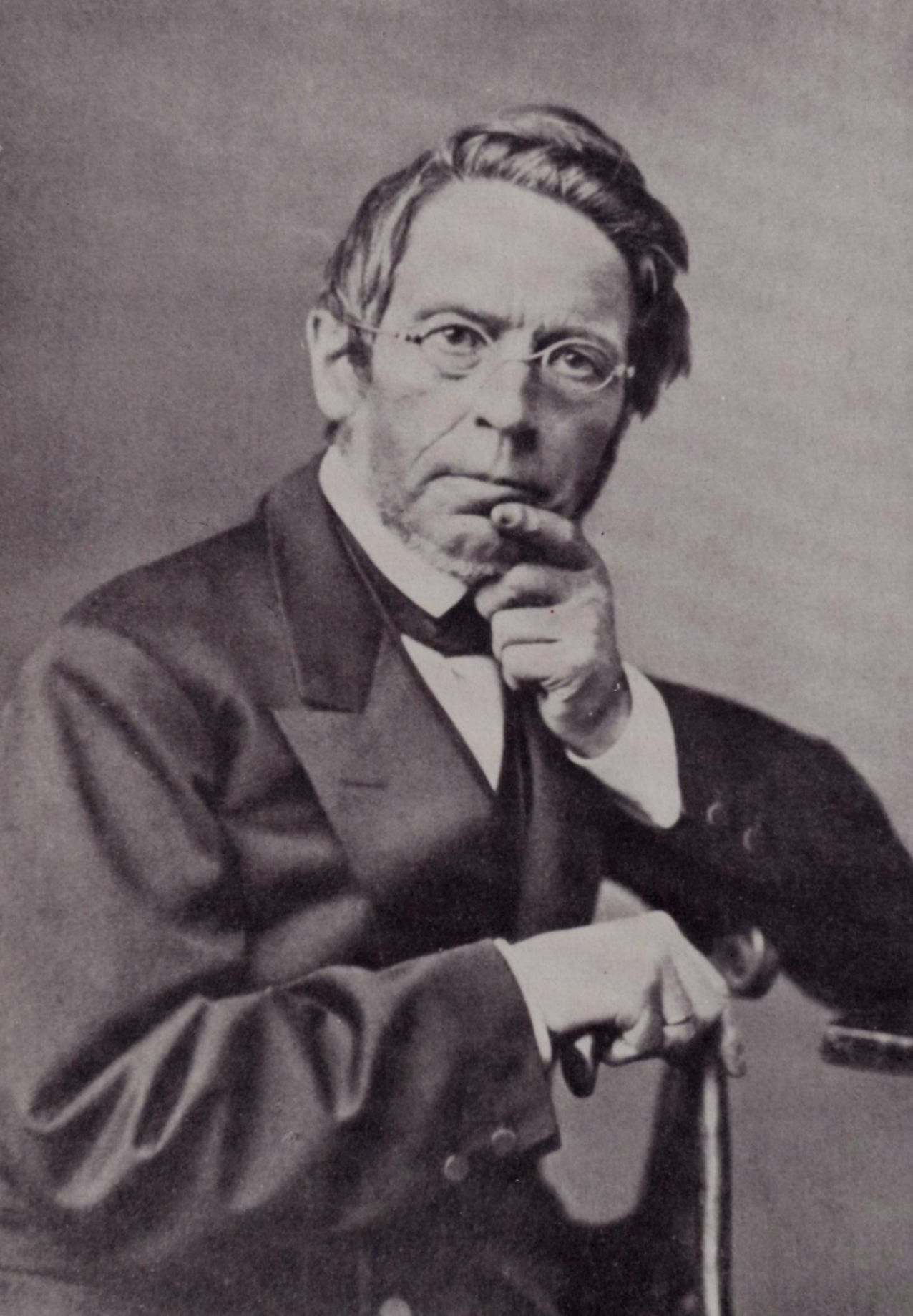
Johann Gustav Droysen (* 1808)
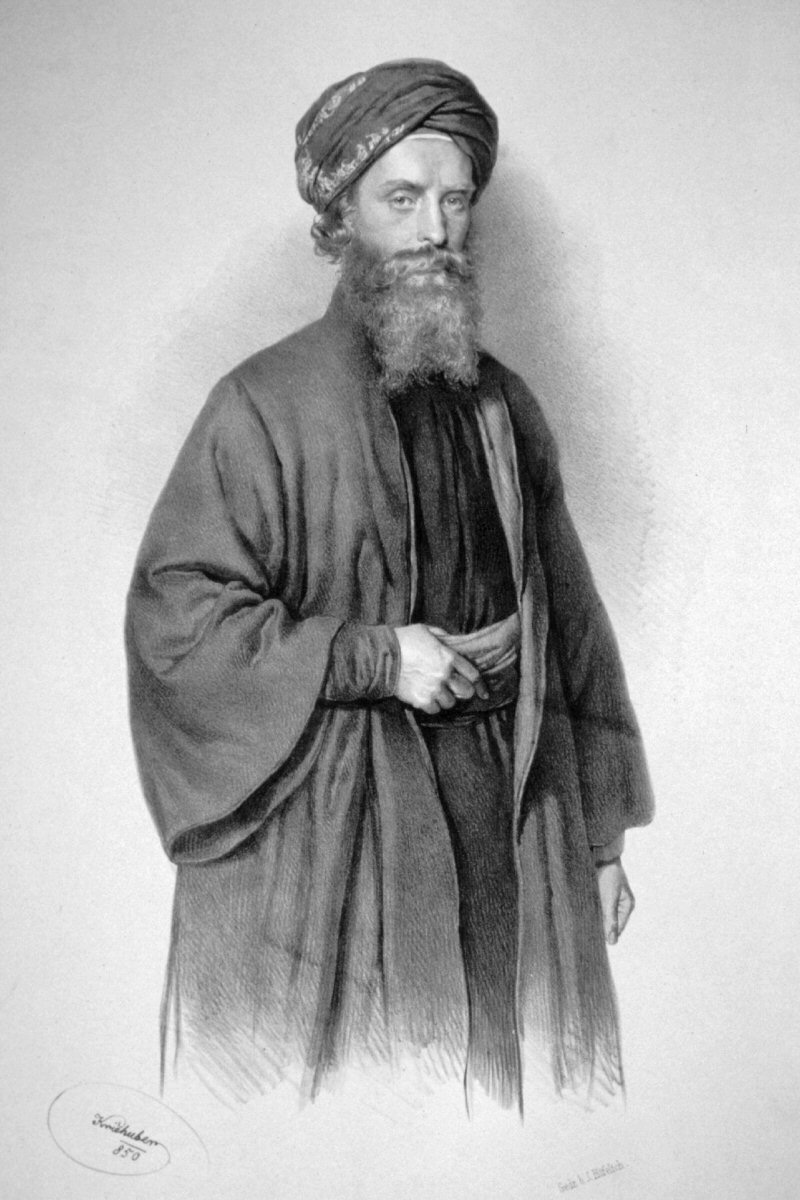
Ignaz Knoblecher (* 1819)
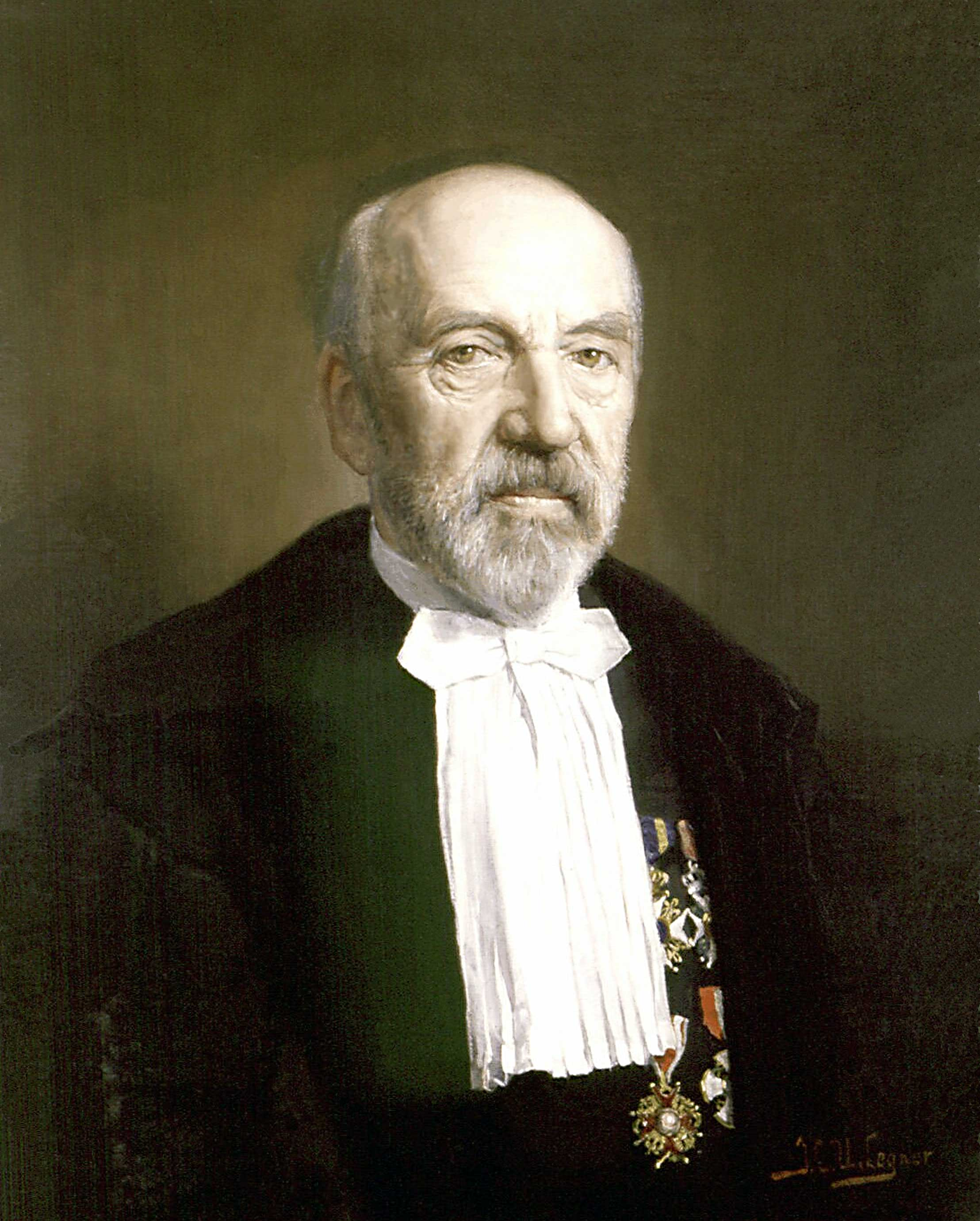
N.W.P. Rauwenhoff (* 1826)
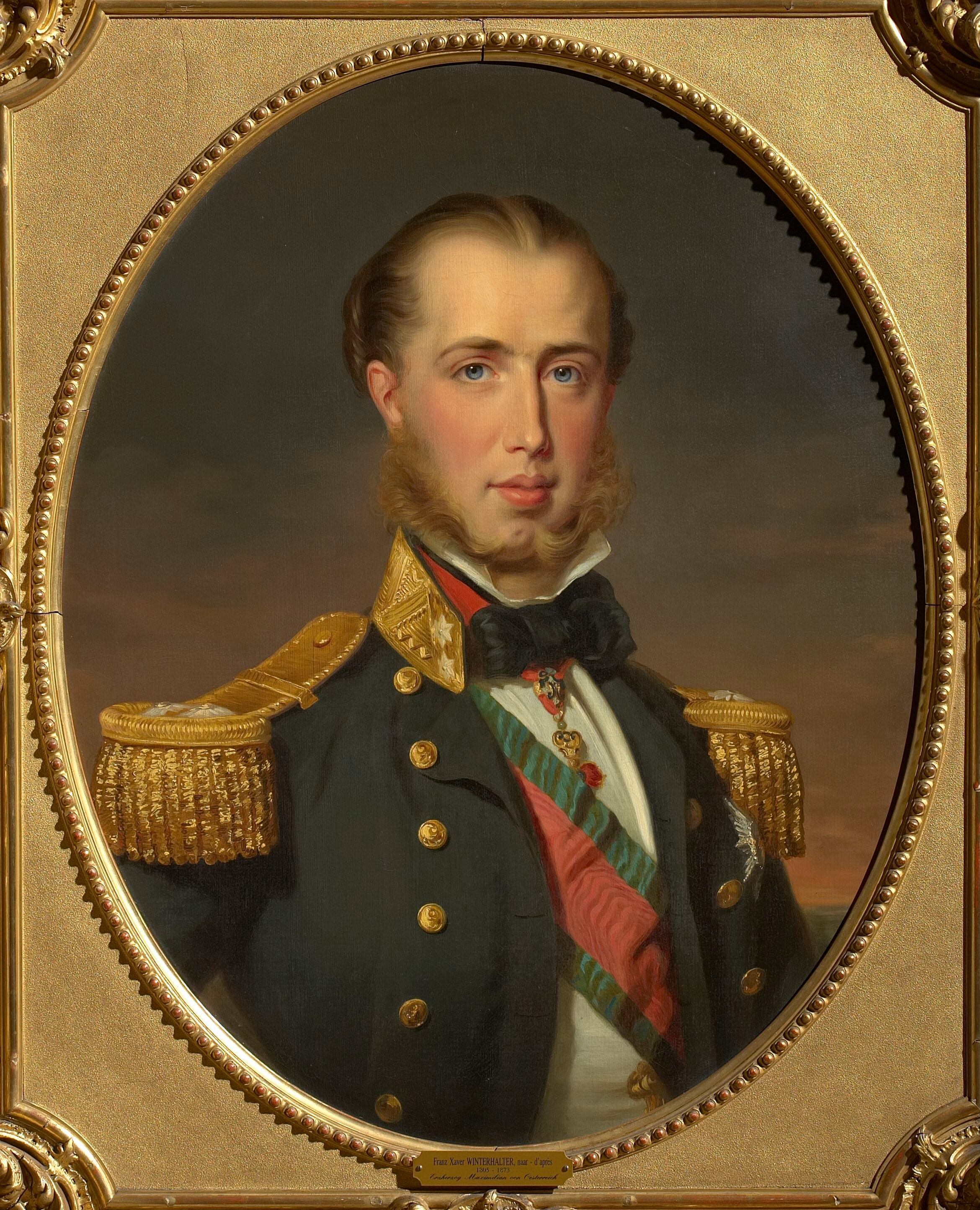
Maximilian I. (* 1832)

- 1802: Émile Bienaimé, französischer Komponist
- 1804: Franz von Woringen, deutscher Jurist, Hochschullehrer und Dichter
- 1805: Heinrich Strack, deutscher Architekt
- 1808: Johann Gustav Droysen, deutscher Historiker, Mitglied der Frankfurter Nationalversammlung
- 1812: Miguel Lerdo de Tejada, mexikanischer Politiker, Minister
- 1817: Albert von Koelliker, Schweizer Anatom und Physiologe
- 1818: Adolf Anderssen, deutscher Schachspieler und -komponist
- 1819: Ignacij Knoblehar, slowenischer Missionar in Afrika
- 1821: Elies Rogent, katalanischer Architekt
- 1823: Sophie Adlersparre, Pionierin der schwedischen Frauenrechtsbewegung
- 1823: Ahmed Vefik Pascha, osmanischer Staatsmann, Botschafter in Persien und Frankreich, mehrfacher Minister, Großwesir
- 1824: John Lourie Beveridge, US-amerikanischer Politiker, Mitglied des Repräsentantenhauses, Gouverneur von Illinois
- 1824: Adolphe van Soust de Borckenfeldt, belgischer Dichter und Kunsthistoriker
- 1826: Nicolaas Wilhelm Pieter Rauwenhoff, niederländischer Biologe
- 1826: Franz Ulpian Wirth, deutscher Kommunalpolitiker und Friedensaktivist
- 1830: Johann Fridolin Müller, Schweizer Unternehmer und Politiker
- 1832: Alexis André, kanadischer Priester und Missionar
- 1832: Maximilian I., österreichischer Erzherzog, Kaiser von Mexiko
- 1833: Auguste Jaccard Schweizer Geologe und Paläontologe
- 1834: Joseph Boehm, österreichisch-britischer Bildhauer
- 1837: Władysław Żeleński, polnischer Komponist
- 1850: Emil Kränzlein, deutscher Fabrikant und Geheimer Kommerzienrat

#### 1851–1900

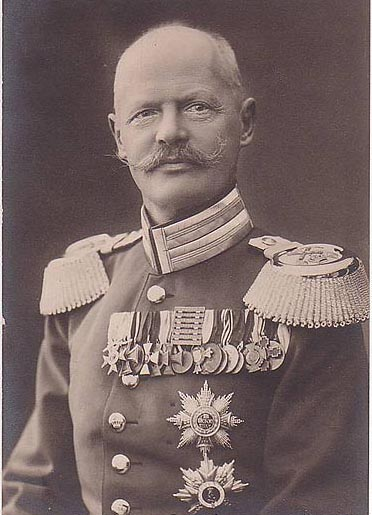
Arnulf von Bayern (* 1852)
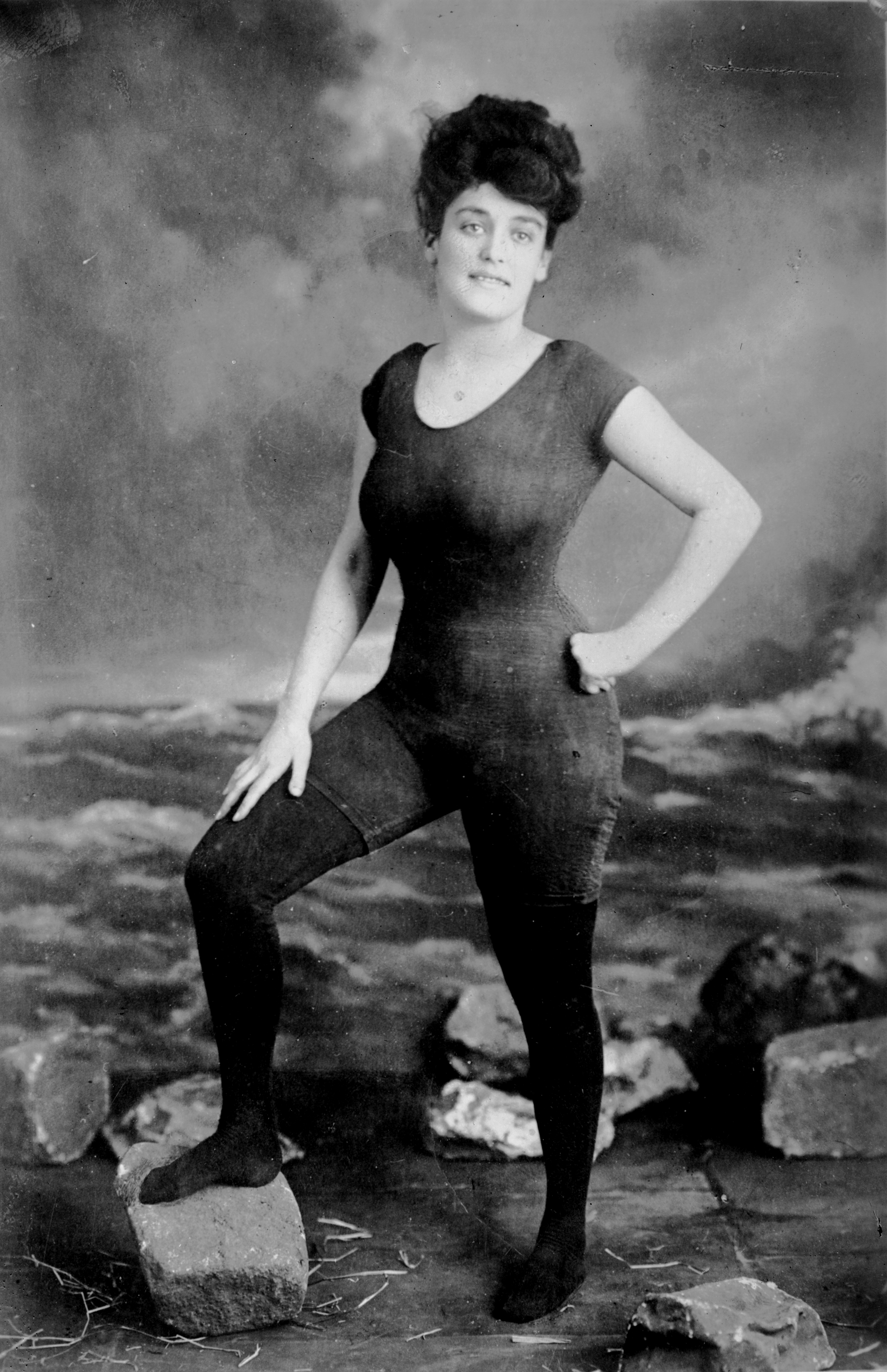
Annette Kellerman (* 1886)
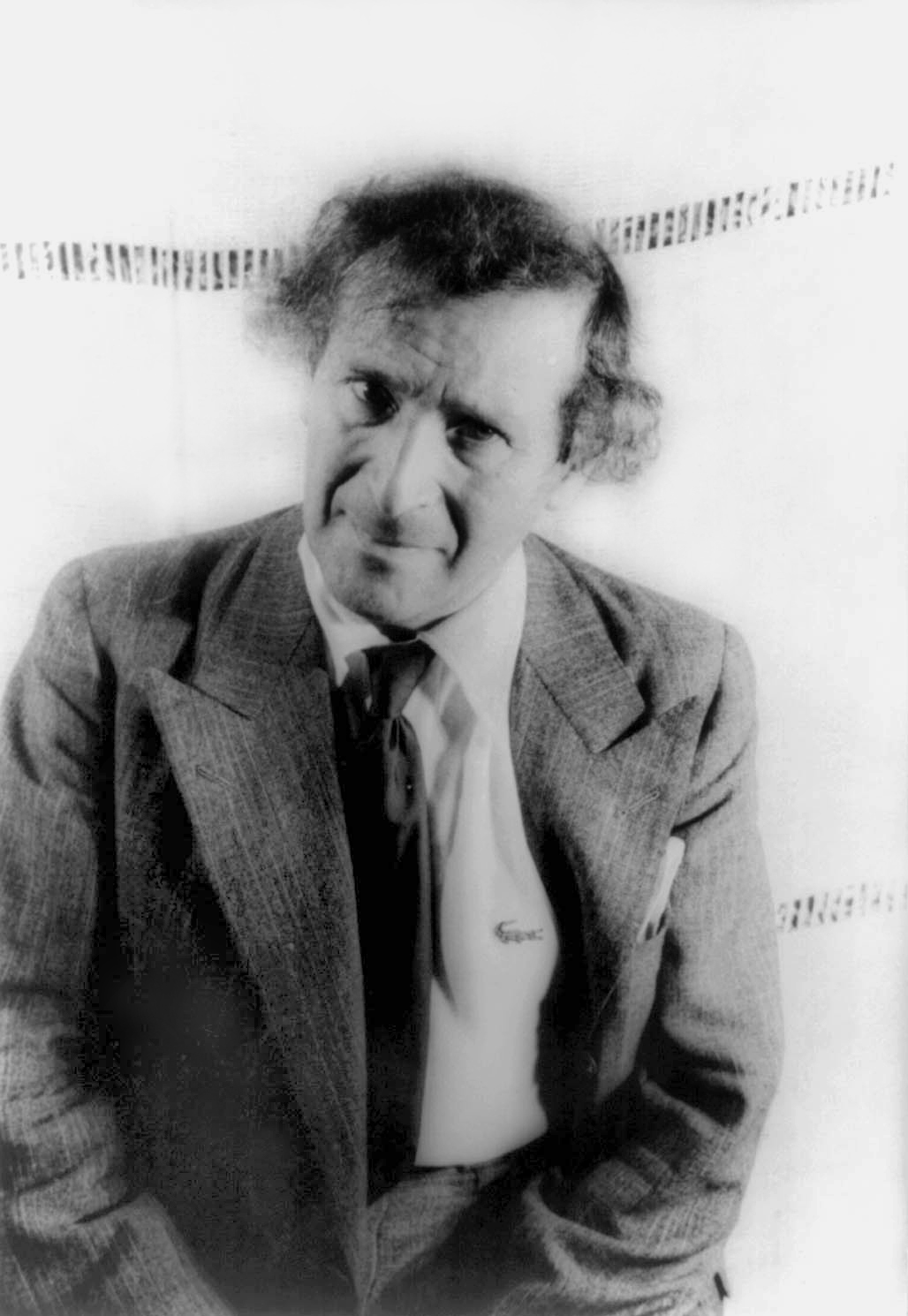
Marc Chagall (* 1887)
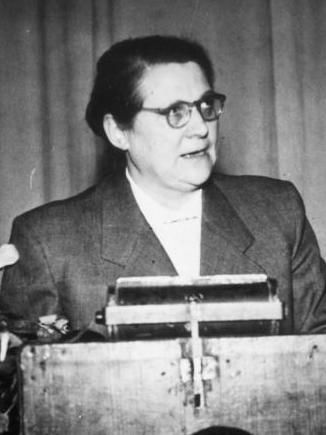
Helene Wessel (* 1898)
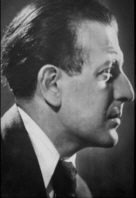
Gustav Ucicky (* 1899)

- 1851: Nikolaus von Rauch, preußischer Oberst
- 1852: Arnulf von Bayern, bayerischer Generaloberst
- 1853: Max von Gruber, österreichischer Mediziner, Biologe und Rassenhygieniker, Begründer der modernen Hygiene
- 1856: Otto Puchstein, deutscher Archäologe
- 1859: Verner von Heidenstam, schwedischer Dichter
- 1864: Hans Chemin-Petit, deutscher Komponist
- 1864: Isaac Henry Mayer, US-amerikanischer Jurist
- 1864: Alberto Nepomuceno, brasilianischer Komponist
- 1865: Émile Jaques-Dalcroze, Schweizer Komponist und Musikpädagoge
- 1866: Walter Troeltsch, deutscher Nationalökonom
- 1873: Paul Keller, deutscher Schriftsteller und Publizist
- 1876: Louis J. Brann, US-amerikanischer Rechtsanwalt und Politiker, Gouverneur von Maine
- 1877: David Stanley Smith, US-amerikanischer Komponist
- 1877: Niceto Alcalá Zamora, spanischer Politiker, erster Staatspräsident der Zweiten Republik
- 1878: Eino Leino, finnischer Schriftsteller
- 1881: Nancy Dalberg, dänische Komponistin
- 1885: Fritz Arndt, deutsch-türkischer Chemiker
- 1885: Ernst Busch, deutscher Generalfeldmarschall
- 1886: Marc Bloch, französischer Historiker, Mitbegründer der Annales-Schule
- 1886: Annette Kellerman, australische Kunstschwimmerin und Filmschauspielerin
- 1886: Julio Madero González, mexikanischer Botschafter
- 1887: Marc Chagall, russisch-französischer Maler
- 1887: Walter Flex, deutscher Dichter
- 1888: Eugen Rosenstock-Huessy, deutsch-US-amerikanischer Kulturphilosoph, Jurist, Historiker und Soziologe
- 1889: G. B. Samuelson, britischer Filmproduzent und -regisseur
- 1890ː Hertha Wiegand, deutsche Ärztin und Opfer des Holocaust
- 1891: Conrad Olsen, norwegischer Ruderer
- 1894: Maria Hofer, österreichische Organistin, Pianistin und Komponistin
- 1896: Anton Heidenreich, deutscher General
- 1897: Karl Hofacker, Schweizer Bauingenieur und Hochschullehrer
- 1898: Hanns Eisler, österreichisch-deutscher Komponist, Musikphilosoph und -theoretiker
- 1898: Helene Wessel, deutsche Politikerin, MdB, eine der vier „Mütter des Grundgesetzes“
- 1899: Konrad Ameln, deutscher Hymnologe und Musikwissenschaftler
- 1899: Gustav Ucicky, österreichischer Regisseur
- 1900: Emil Barth, deutscher Schriftsteller
- 1900: Elfriede Senden, deutsche Mittelstreckenläuferin

### 20. Jahrhundert

#### 1901–1925

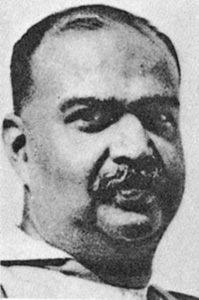
Syama Prasad Mukherjee (* 1901)
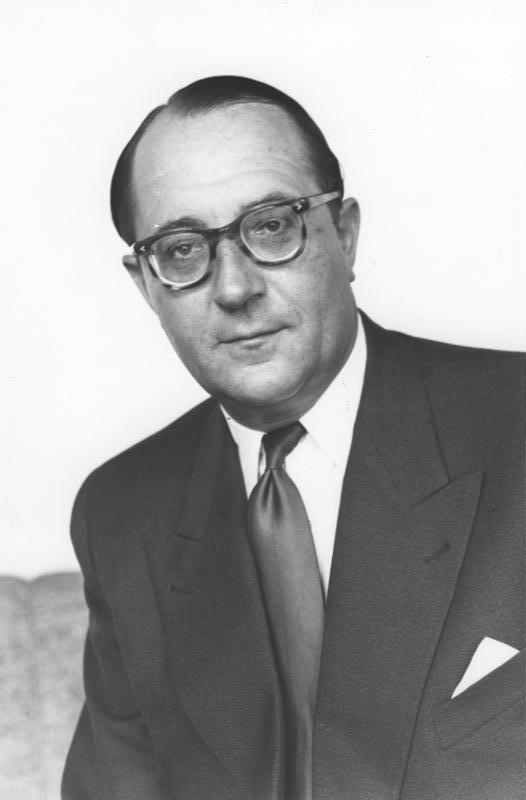
Otto Lenz (* 1903)
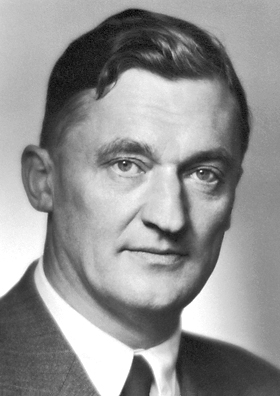
Hugo Theorell (* 1903)
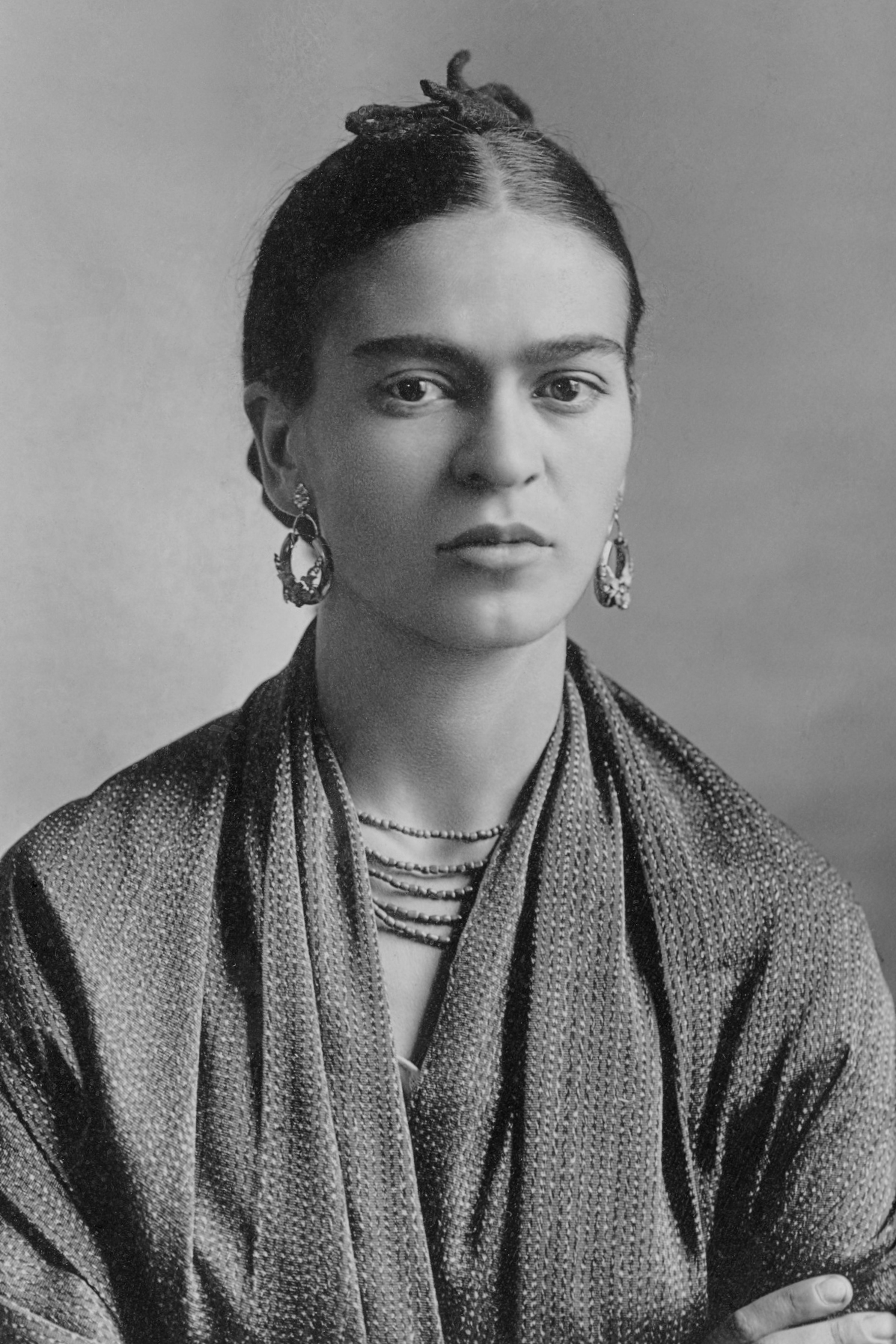
Frida Kahlo (* 1907)

- 1901: Roland Coty, französischer Unternehmer und Automobilrennfahrer
- 1901: Max Hinrichsen, deutsch-britischer Musikverleger
- 1901: Syama Prasad Mukherjee, indischer Politiker
- 1902: Hans Krüger, deutscher Bundesminister
- 1902: Heinz Neumann, deutscher Politiker
- 1903: Otto Lenz, deutscher Politiker
- 1903: Hugo Theorell, schwedischer Biochemiker, Nobelpreisträger
- 1904: Wilhelm Angerer, österreichischer Fotograf
- 1906: Colette Audry, französische Schriftstellerin, Dramaturgin und Drehbuchautorin
- 1906: Cuth Harrison, britischer Automobilrennfahrer
- 1907: Frida Kahlo, mexikanische Malerin des volkstümlichen Surrealismus und der Neuen Sachlichkeit
- 1909: Alexandre Constantin, französischer Automobilrennfahrer und -konstrukteur
- 1910: Samuel Akintola, nigerianischer Politiker
- 1910: Lothar Collatz, deutscher Mathematiker
- 1911: Manuel Enrique Pérez Díaz, venezolanischer Gitarrist, Komponist und Musikpädagoge

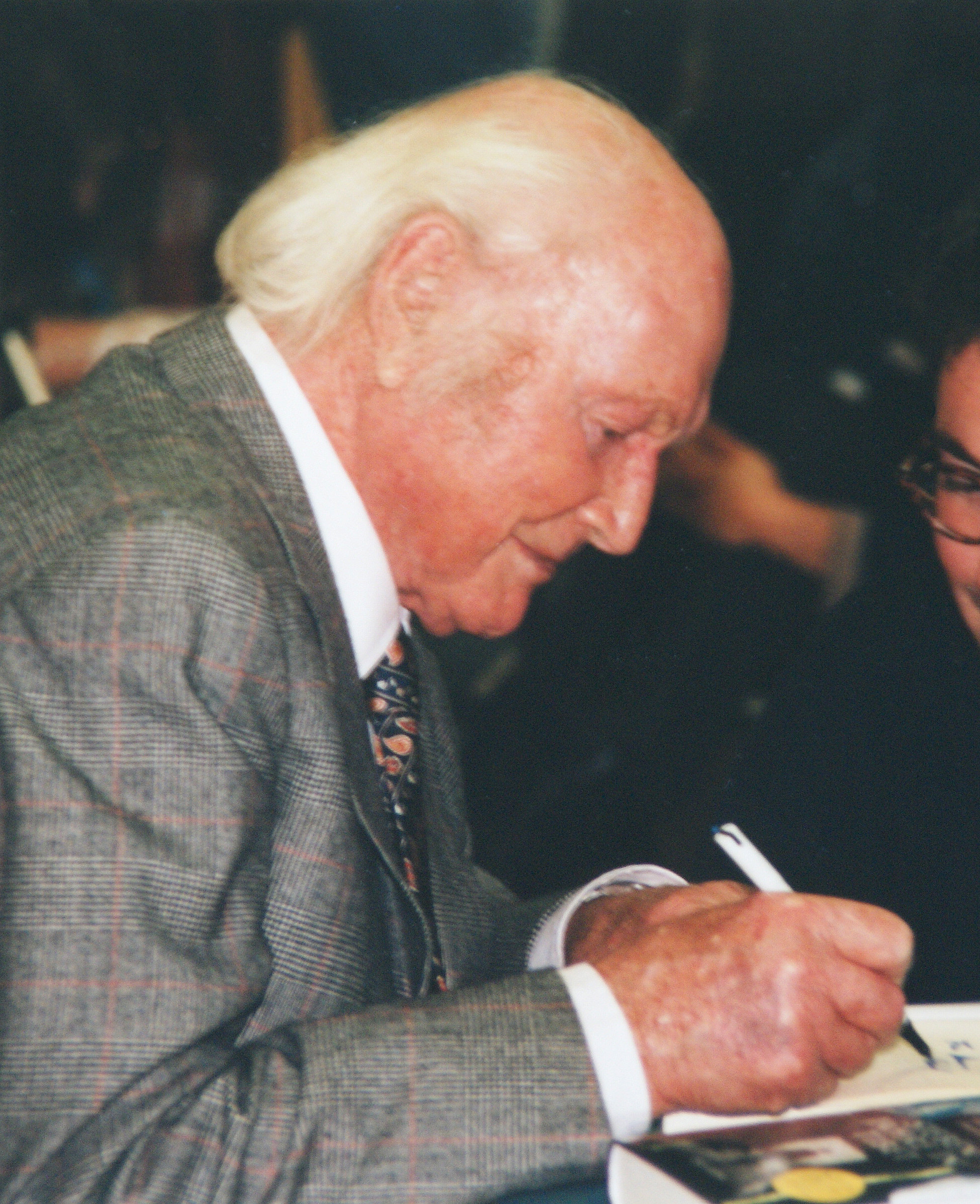
Heinrich Harrer (* 1912)
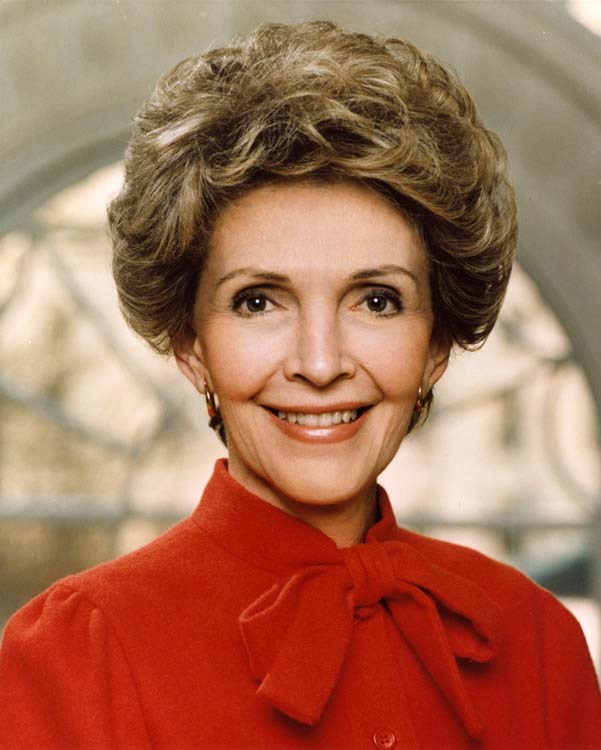
Nancy Reagan (* 1921)
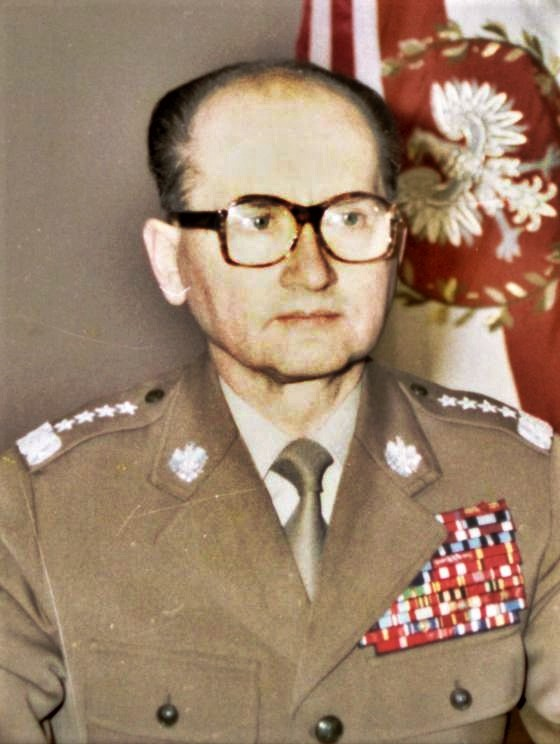
Wojciech Jaruzelski (* 1923)
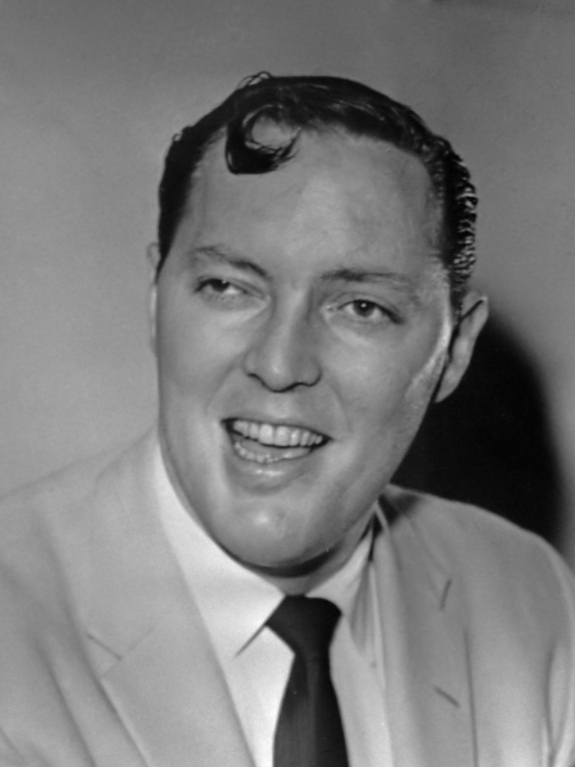
Bill Haley (* 1925)

- 1912: Helmut Arntz, deutscher Indogermanist und Runologe
- 1912: Heinrich Harrer, österreichischer Naturforscher, Bergsteiger und Autor
- 1914: Jens Rohwer, deutscher Komponist, Musikpädagoge, Musikwissenschaftler und Autor
- 1915: Willy Guhl, Schweizer Möbeldesigner
- 1916: Harold Norse, US-amerikanischer Autor und Lyriker
- 1918: Konrad Honold, österreichischer Künstler
- 1919: Oswaldo Guayasamín, ecuadorianischer Maler
- 1919: Ernst Haefliger, Schweizer Tenor
- 1919: Robert Walshaw, britischer Automobilrennfahrer
- 1921: Charles A. Ferguson, US-amerikanischer Sprachwissenschaftler
- 1921: Nancy Reagan, US-amerikanische Schauspielerin, Ehefrau von Ronald Reagan
- 1923: Wojciech Jaruzelski, polnischer General und Politiker
- 1923: Josef Plöger, deutscher Bischof, Domherr von Köln
- 1924: Louie Bellson, US-amerikanischer Jazz-Schlagzeuger, Komponist und Arrangeur
- 1925: Bill Haley, US-amerikanischer Rockmusiker

#### 1926–1950

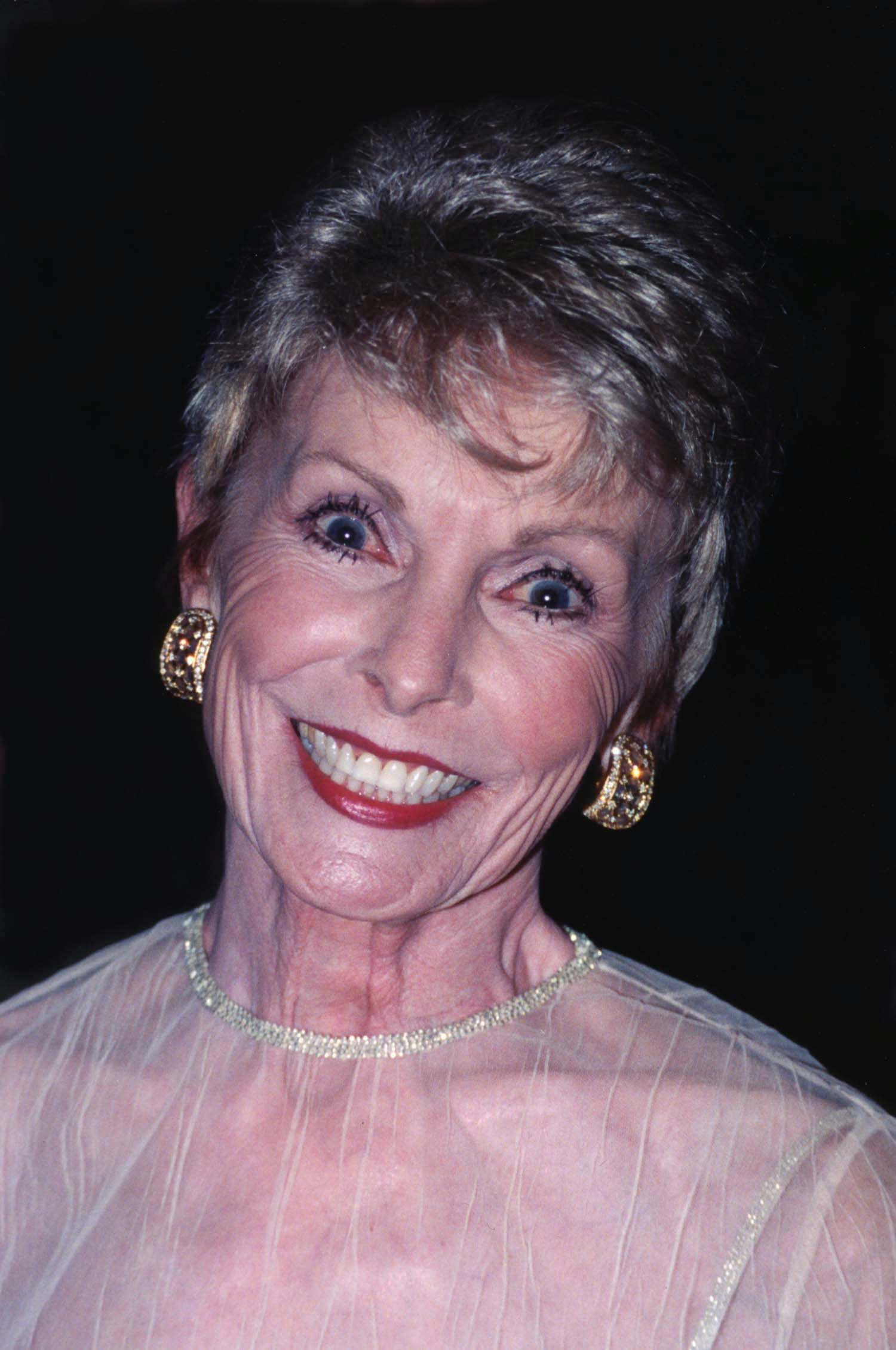
Janet Leigh (* 1927)
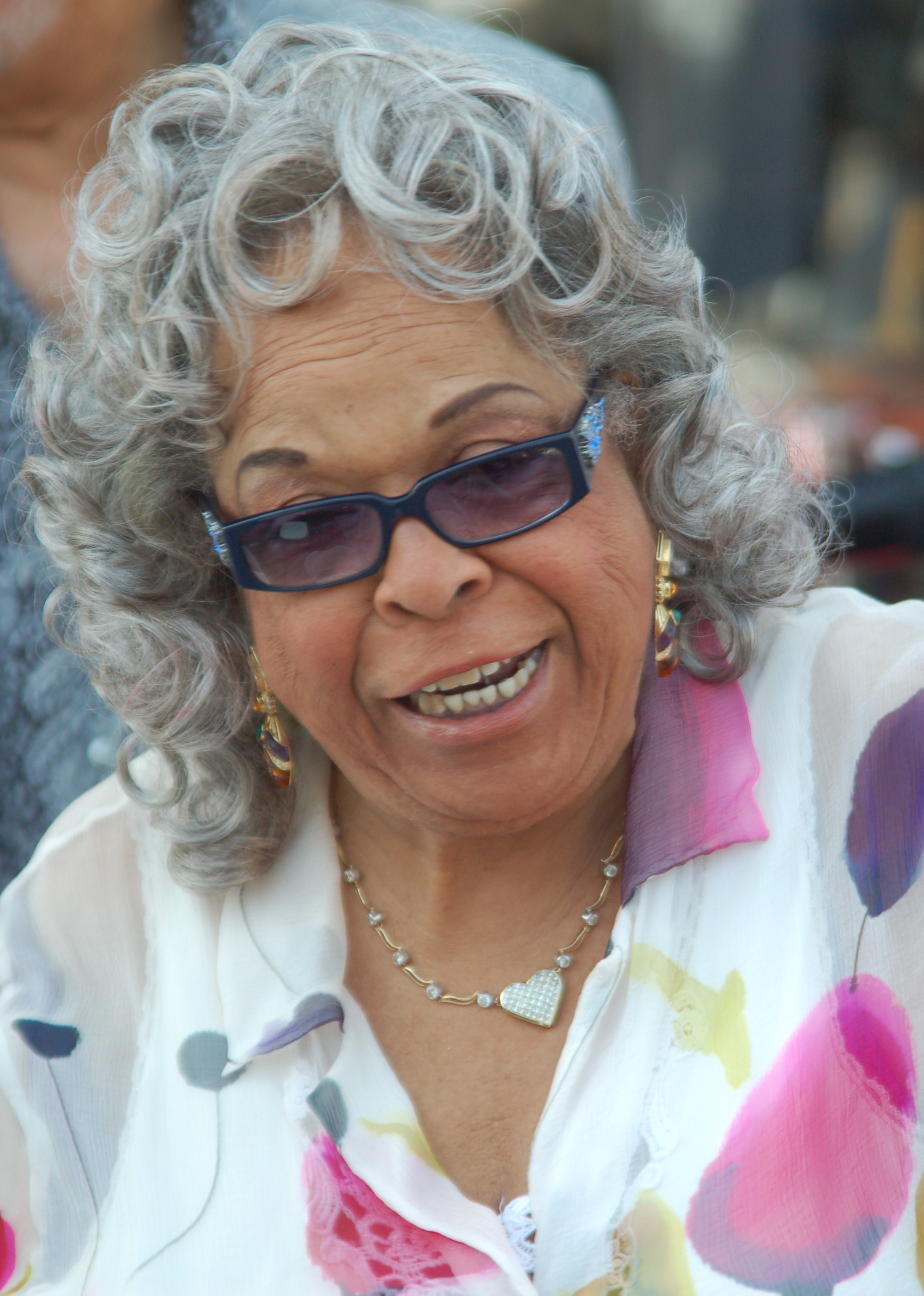
Della Reese (* 1931)
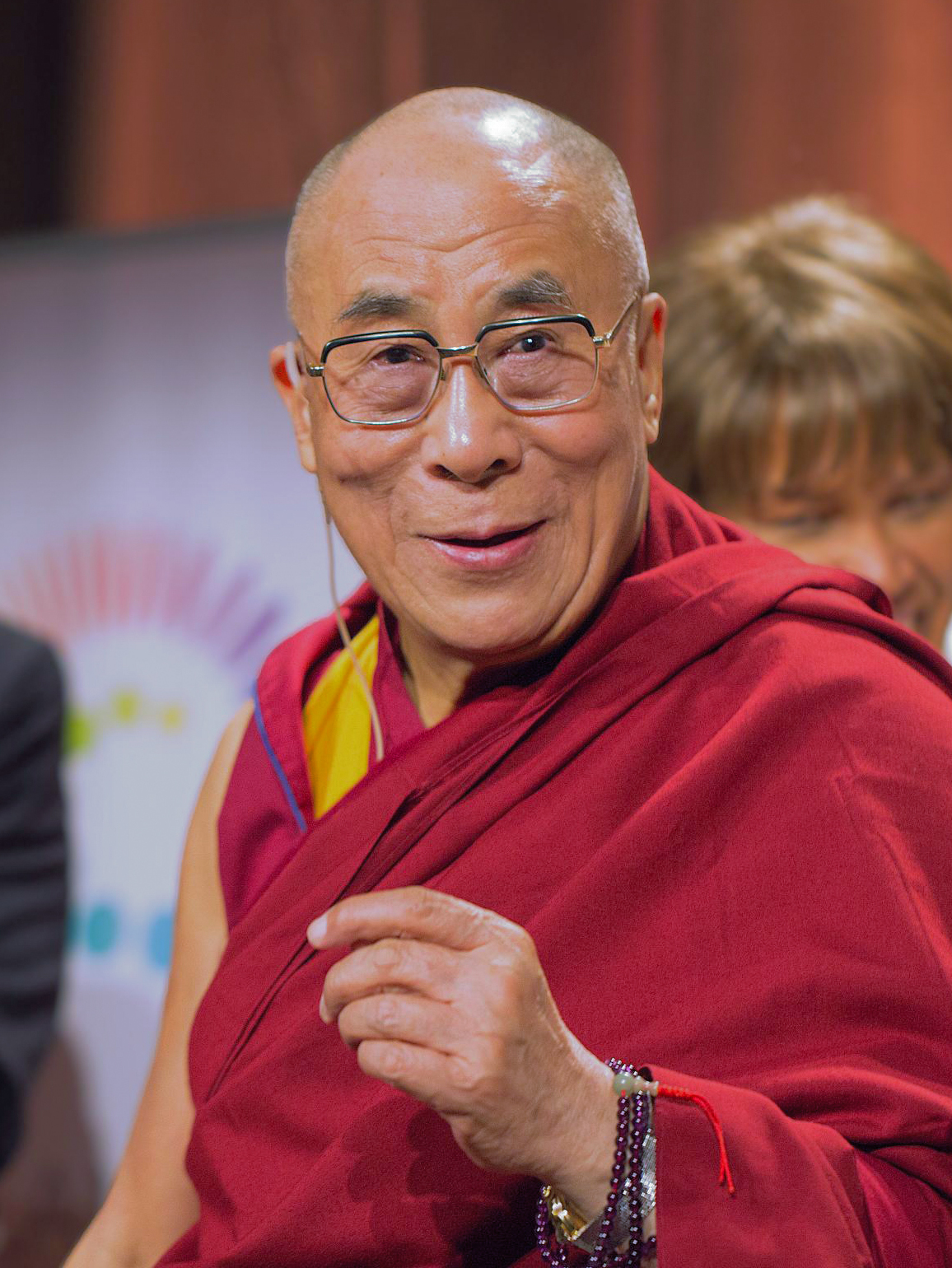
Tenzin Gyatso (* 1935)
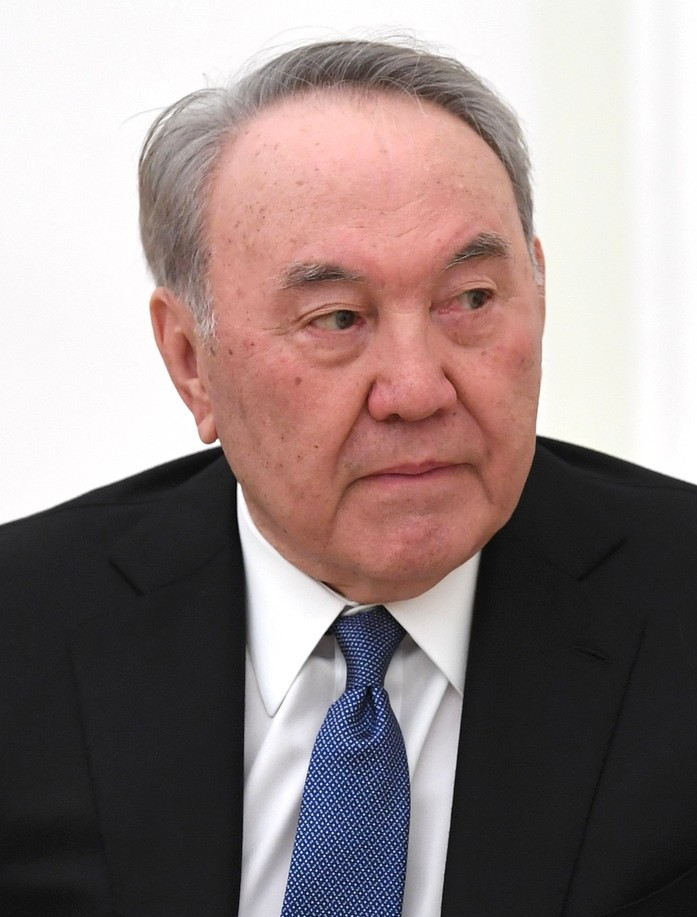
Nursultan Nasarbajew (* 1940)
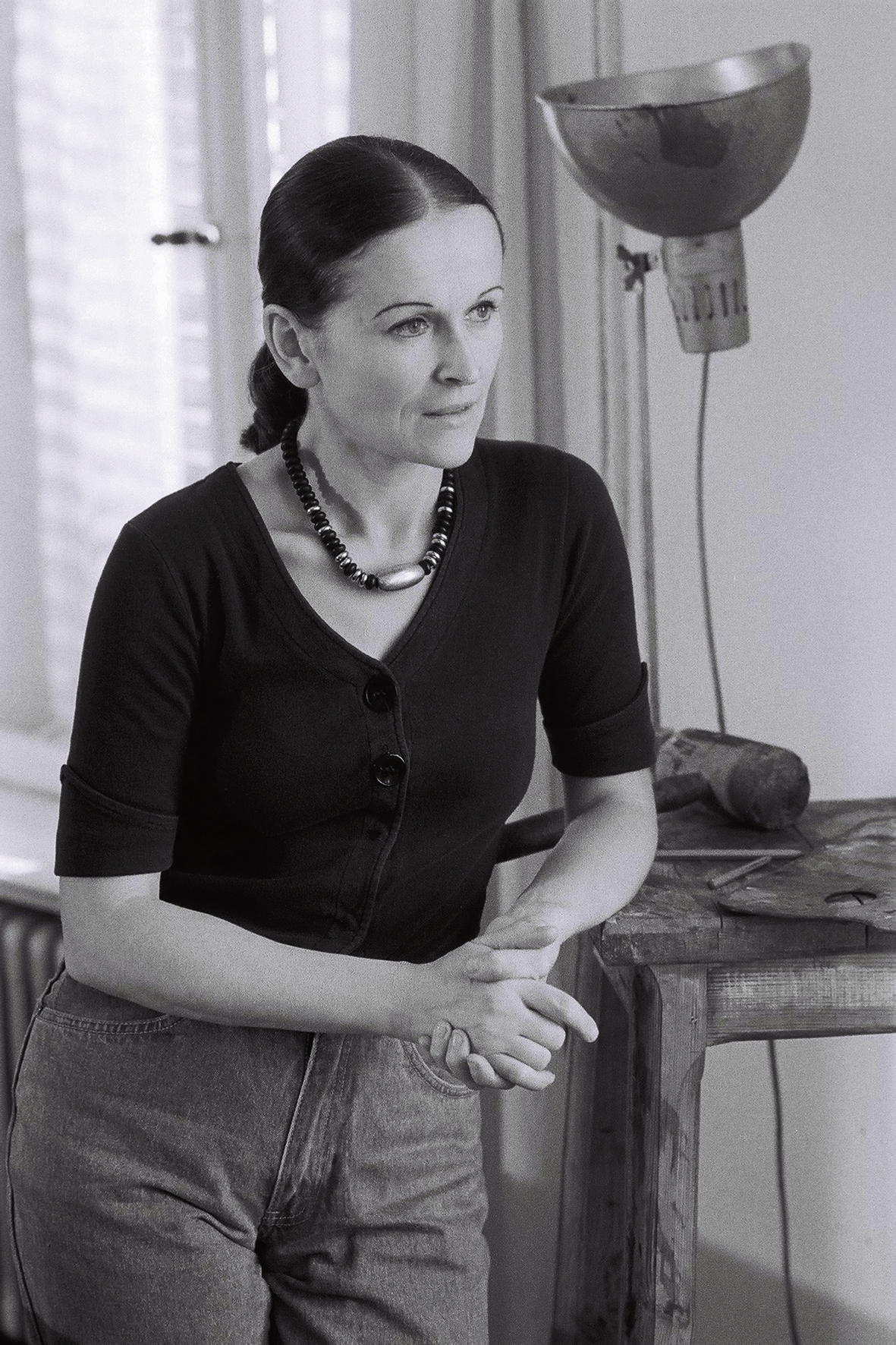
Petra Flemming (* 1944)

- 1926: Jean-François Malle, französischer Automobilrennfahrer
- 1927: Janet Leigh, US-amerikanische Schauspielerin
- 1928: George Deukmejian, US-amerikanischer Politiker
- 1929: Hélène Carrère d’Encausse, französische Historikerin und Politikerin
- 1929: Miłosz Magin, polnisch-französischer Pianist und Komponist
- 1929ː Högna Sigurðardóttir, isländische Architektin
- 1929: Gerd Zacher, deutscher Komponist und Organist
- 1930: Chief Armstrong, kanadischer Eishockeyspieler und -trainer
- 1930: Werner Arnold, deutscher Fußballspieler
- 1930: Ian Burgess, britischer Automobilrennfahrer
- 1930: Jerome M. Eisenberg, US-amerikanischer Antikenhändler
- 1931: Murad Wilfried Hofmann, deutscher Autor
- 1931: Antonella Lualdi, italienische Schauspielerin
- 1931: Della Reese, US-amerikanische Sängerin
- 1932: Rainer Hauer, österreichischer Schauspieler
- 1933: Henry Anglade, französischer Radrennfahrer
- 1934: Günther Domenig, österreichischer Architekt
- 1934: Marta Valdés, kubanische Sängerin und Komponistin
- 1935: Tenzin Gyatso, tibetischer Mönch und Dalai Lama
- 1936: Stuart H. Pappé, US-amerikanischer Filmeditor
- 1936: Chris White, US-amerikanischer Jazz-Bassist
- 1937: Ned Beatty, US-amerikanischer Schauspieler
- 1937: Wladimir Dawidowitsch Aschkenasi, russischer Pianist
- 1937: Gene Chandler, US-amerikanischer Sänger
- 1937: Bessie Head, botswanische Schriftstellerin
- 1938: Uli Maslo, deutscher Fußballspieler und -trainer
- 1939: Jet Harris, britischer Musiker
- 1939: Mary Peters, britische Leichtathletin, Olympiasiegerin
- 1940: Rex Cawley, US-amerikanischer Leichtathlet
- 1940: Nursultan Nasarbajew, Präsident von Kasachstan
- 1940: Jeannie Seely, US-amerikanische Country-Sängerin und -Songschreiberin
- 1940: Tove Skutnabb-Kangas, finnische Linguistin und Pädagogin
- 1942: Claudia Wedekind, deutsche Schauspielerin
- 1943: Rodolfo de Anda, mexikanischer Schauspieler, Filmregisseur und -produzent
- 1943: Hans-Jürgen Papier, deutscher Jurist, Präsident des Bundesverfassungsgerichts
- 1944ː Petra Flemming, deutsche Malerin und Grafikerin
- 1944: Gunhild Hoffmeister, deutsche Leichtathletin, Olympiamedaillengewinnerin
- 1944: Andor Izsák, ungarischer Organist, Musikwissenschaftler und Dirigent, Gründer des Europäischen Zentrums für Jüdische Musik
- 1944: Bernhard Schlink, deutscher Jurist und Romanautor

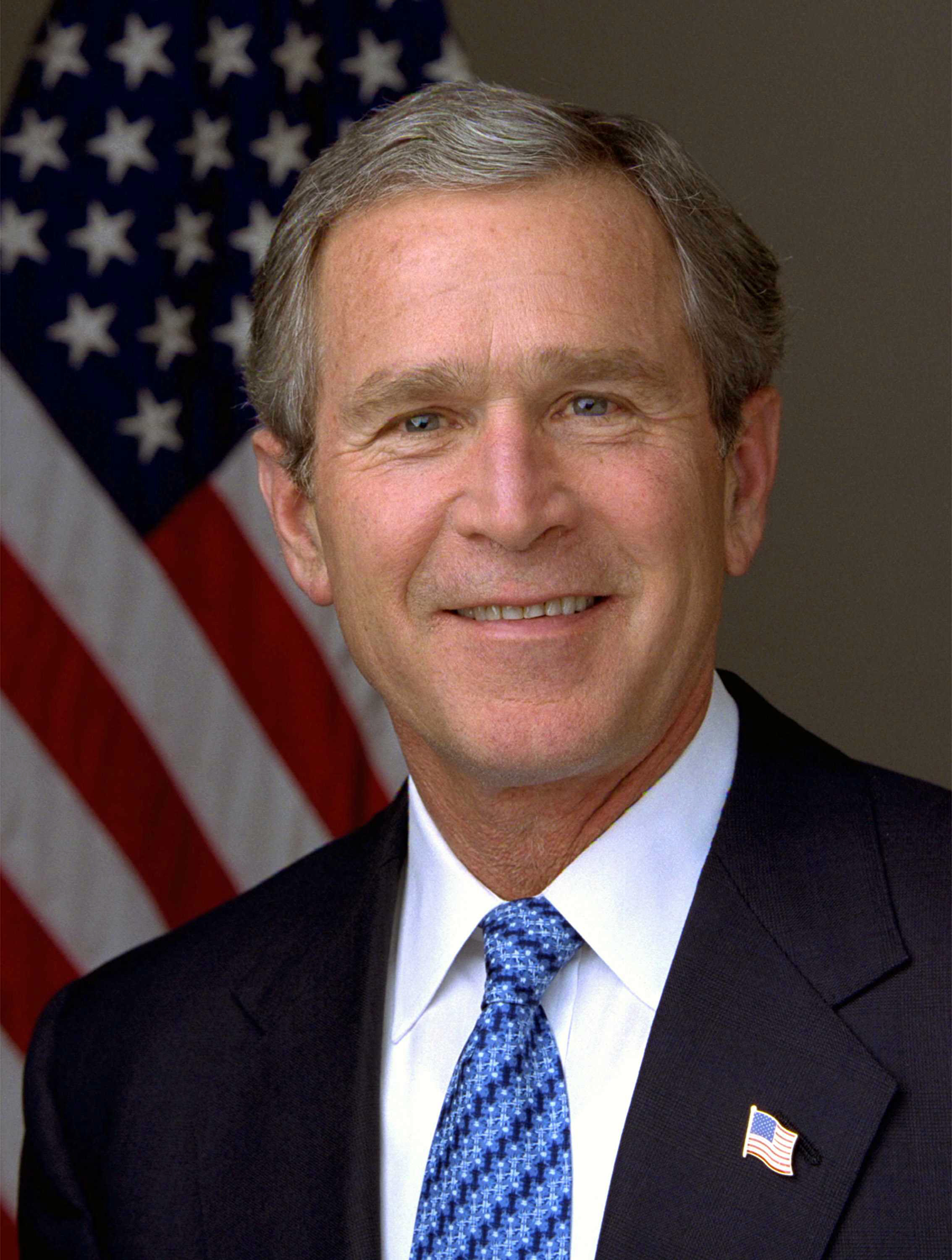
George W. Bush (* 1946)
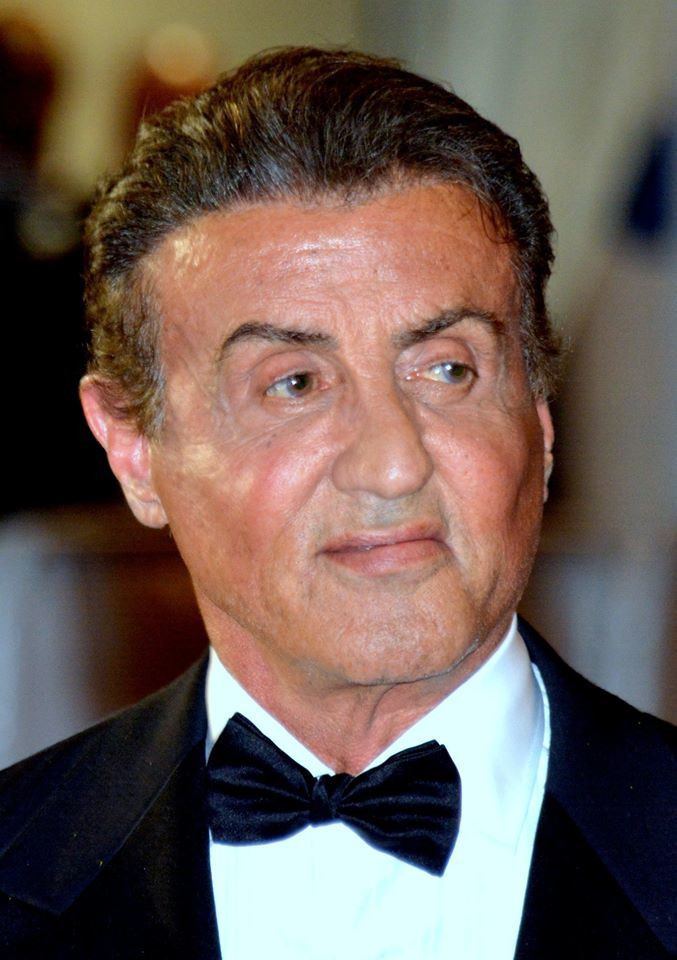
Sylvester Stallone (* 1946)
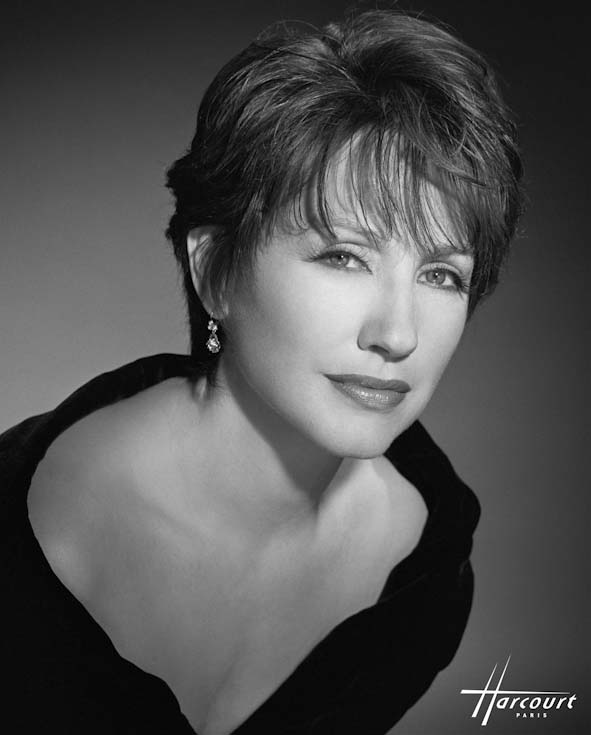
Nathalie Baye (* 1948)
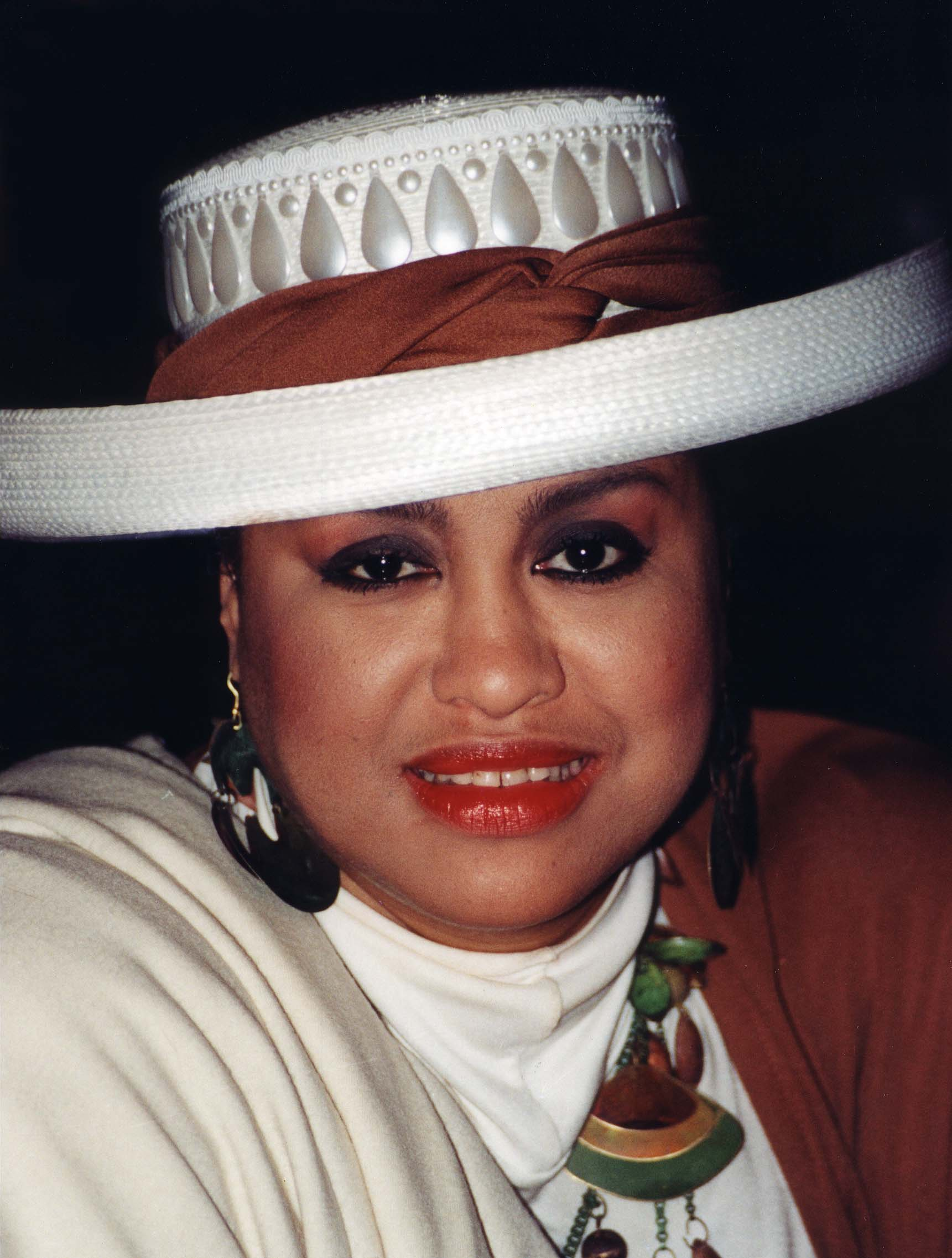
Phylis Hyman (* 1949)

- 1946: George W. Bush, US-amerikanischer Präsident
- 1946: Bernard Chenevière, Schweizer Automobilrennfahrer
- 1946: Gina Hathorn, britische Skirennläuferin
- 1946: Peter Singer, australischer Philosoph und Ethiker
- 1946: Sylvester Stallone, US-amerikanischer Schauspieler
- 1948: Nathalie Baye, französische Schauspielerin
- 1948: Bodo Kirchhoff, deutscher Schriftsteller
- 1949: Phyllis Hyman, US-amerikanische R&B-, Disco- und Soulsängerin
- 1950: Gabriele Albertini, italienischer Politiker
- 1950: Hans-Joachim Andree, deutscher Fußballspieler
- 1950: Geraldine James, britische Schauspielerin

#### 1951–1975

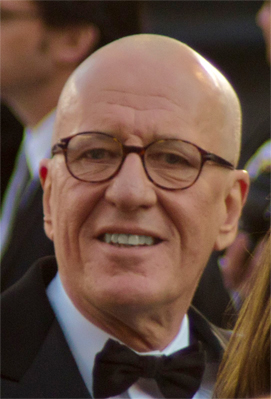
Geoffrey Rush (* 1951)
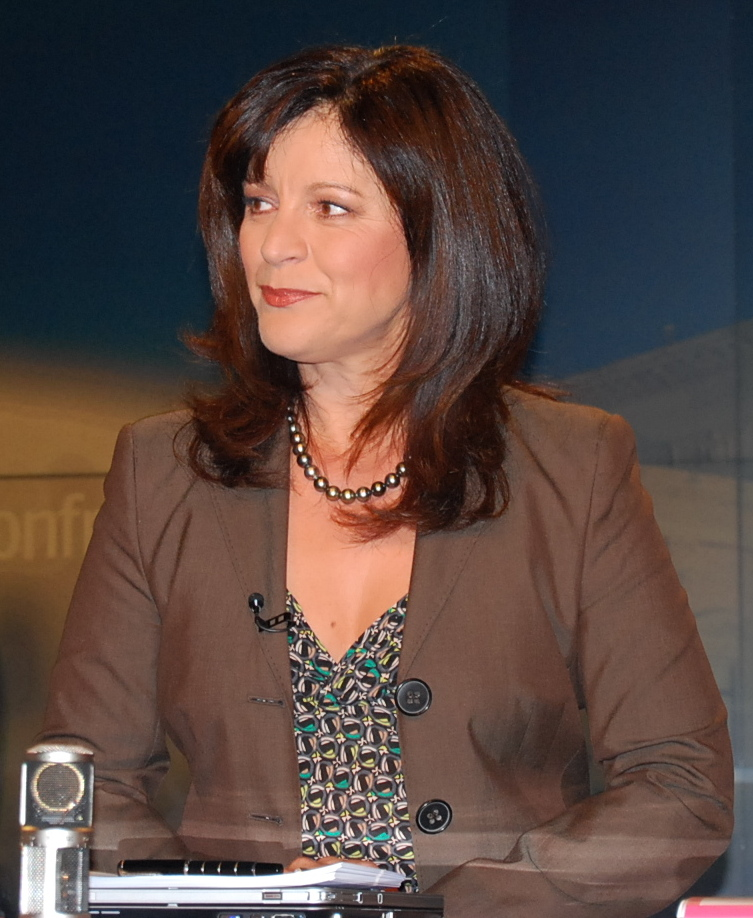
Ingrid Thurnher (* 1962)
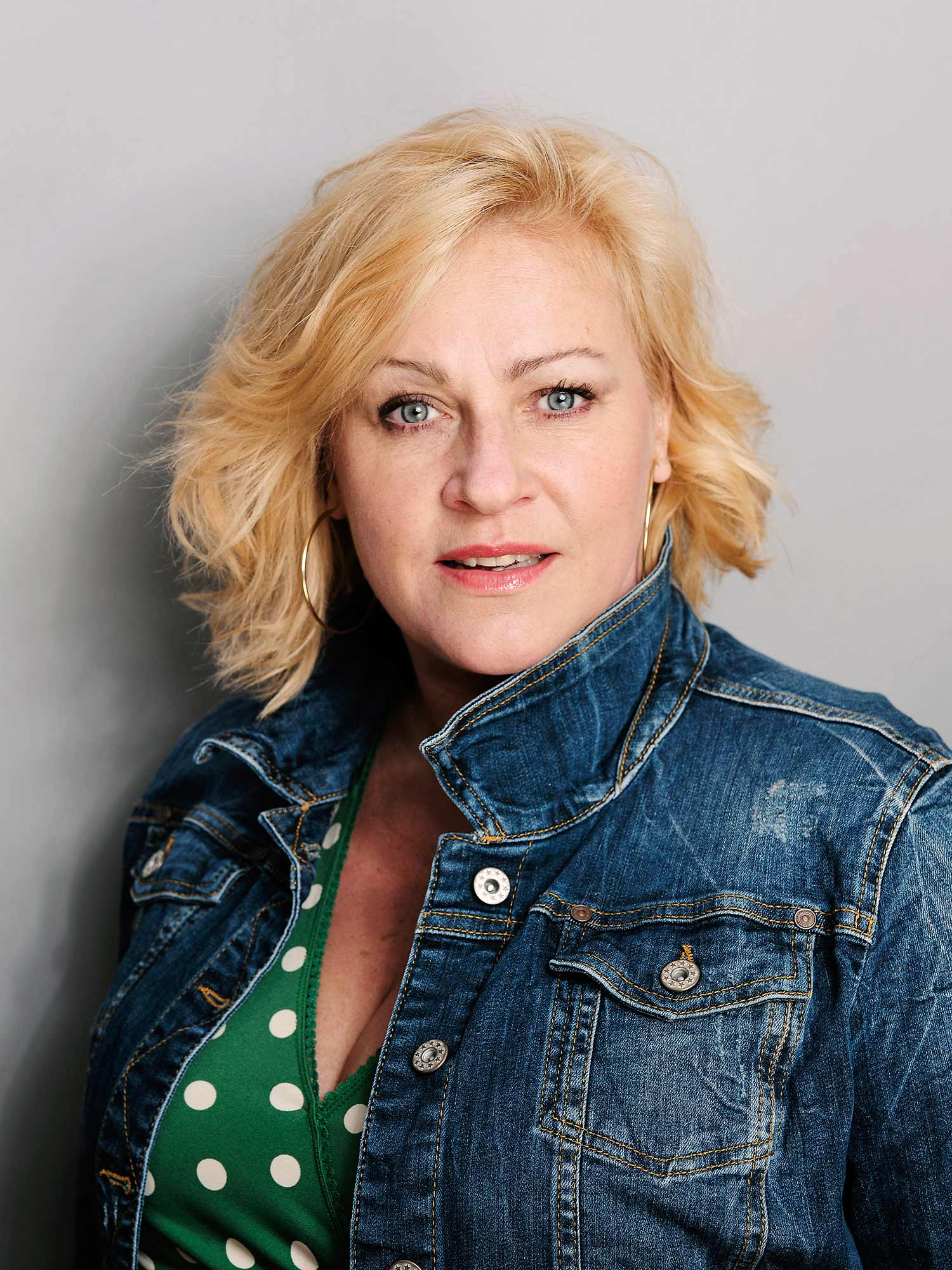
Petra Kleinert (* 1967)
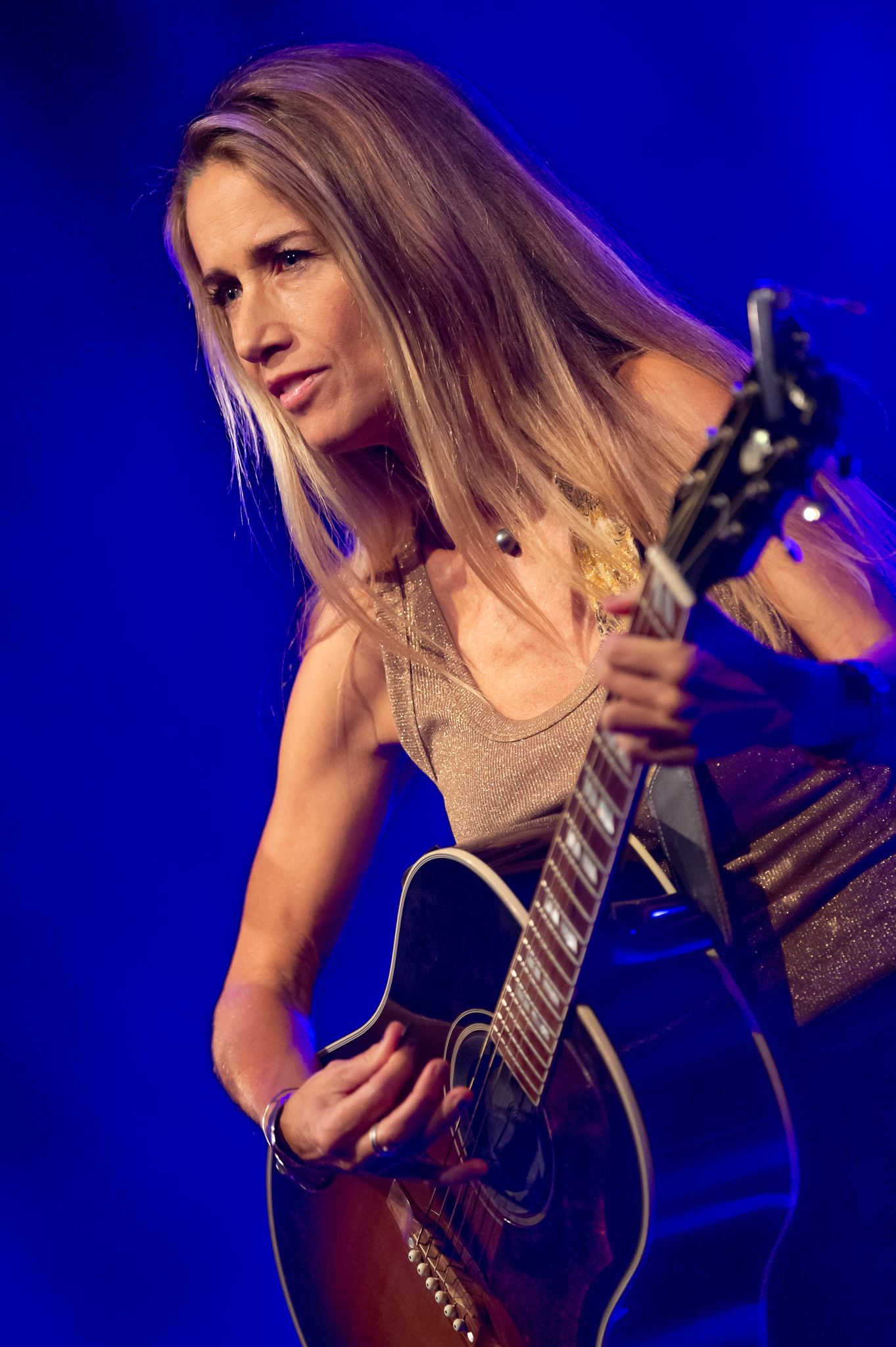
Heather Nova (* 1967)

- 1951: Maja Brunner, Schweizer Sängerin
- 1951: Adrian Iorgulescu, rumänischer Komponist
- 1951: Geoffrey Rush, australischer Schauspieler
- 1952: Hilary Mantel, britische Schriftstellerin
- 1952: Frank Schäffer, deutscher Fußballspieler und Sänger
- 1952: Adi Shamir, israelischer Informatiker
- 1953ː Corinne Mentzelopoulos, französische Winzerin und Weinunternehmerin
- 1953: Manfred Spoo, deutscher Autor, Kabarettist und Moderator
- 1954: Allyce Beasley, US-amerikanische Schauspielerin und Synchronsprecherin
- 1954: Joachim Schulte, deutscher Bürgerrechtler
- 1955: Jutta Kunz, deutsche Physikerin
- 1955ː Sheila Sri Prakash, indische Architektin
- 1956: Michail Leopoldowitsch Abramow, russischer Admiral
- 1957: Pia Hänggi, Schweizer Schauspielerin
- 1958: Jennifer Saunders, britische Komikerin, Schauspielerin und Drehbuchautorin
- 1959: Mikael Andersson, schwedischer Eishockeyspieler
- 1959: Joe Jacoby, US-amerikanischer American-Football-Spieler
- 1959: Thomas Kügel, deutscher Schauspieler
- 1959: Yves Laroche, kanadischer Freestyle-Skier
- 1960: Asahifuji Seiya, japanischer Sumōringer
- 1960: Robbie Dunn, australischer Fußballspieler und -trainer
- 1961: Robin Antin, US-amerikanische Choreographin, Videoregisseurin und Schauspielerin
- 1961: Benita Fitzgerald-Brown, US-amerikanische Leichtathletin, Olympiasiegerin
- 1962: Anthony Forde, barbadischer Dartspieler
- 1962: Ingrid Thurnher, österreichische Journalistin und Fernsehmoderatorin
- 1963: Helmut Jawurek, deutscher Politiker, MdB
- 1964: Markus Böttcher, deutscher Schauspieler
- 1965: Stefan Ilsanker, deutscher Rennrodler
- 1965: Christoph Mohn, deutscher Manager
- 1966: Aelrun Goette, deutsche Regisseurin
- 1966: Brian Posehn, US-amerikanischer Schauspieler, Comedian und Sänger
- 1967: Petra Kleinert, deutsche Schauspielerin
- 1967: Heather Nova, bermudische Musikerin, Sängerin und Dichterin
- 1968: Noel Van Horn, US-amerikanischer Comiczeichner

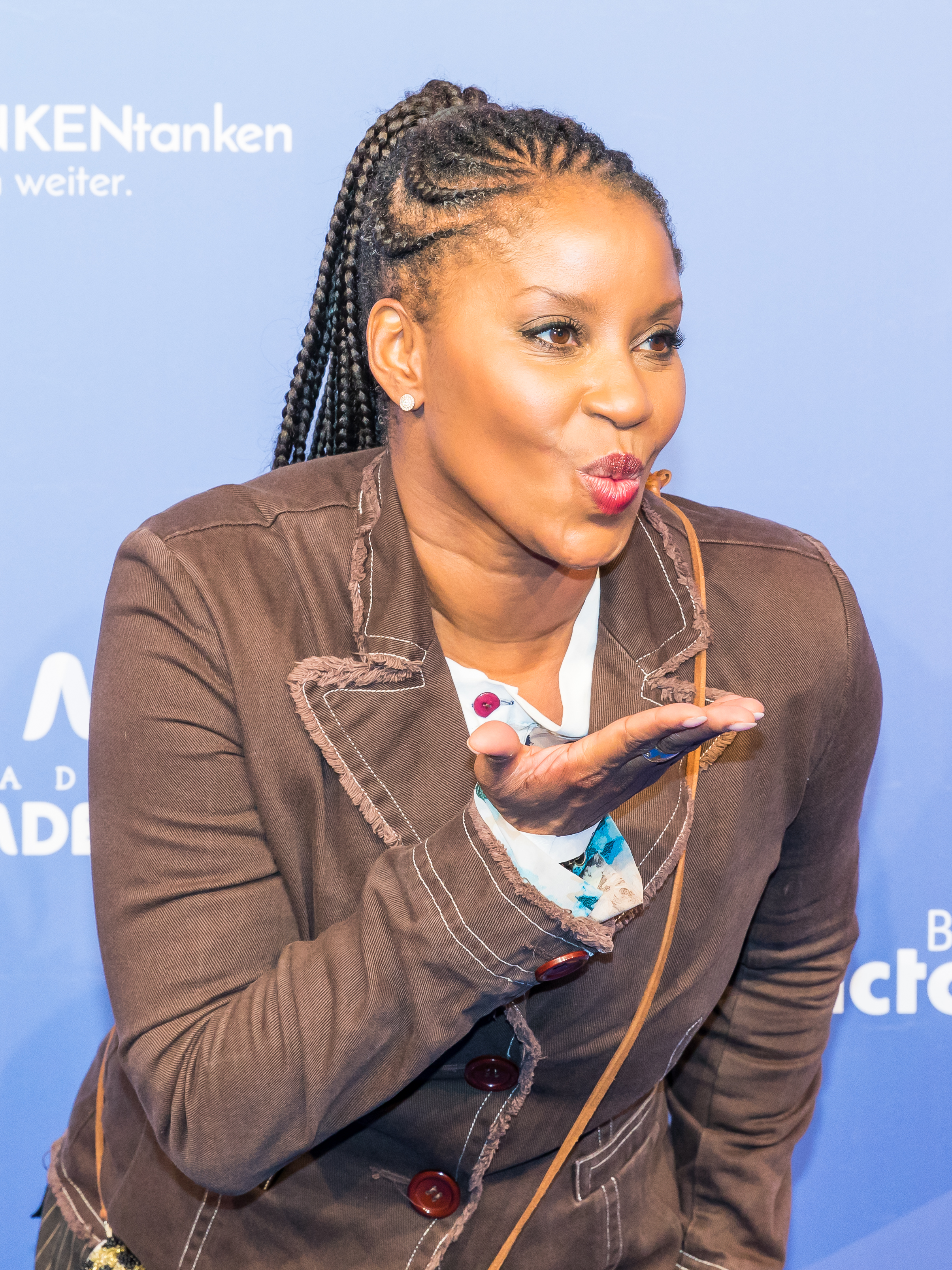
Liz Baffoe (* 1969)
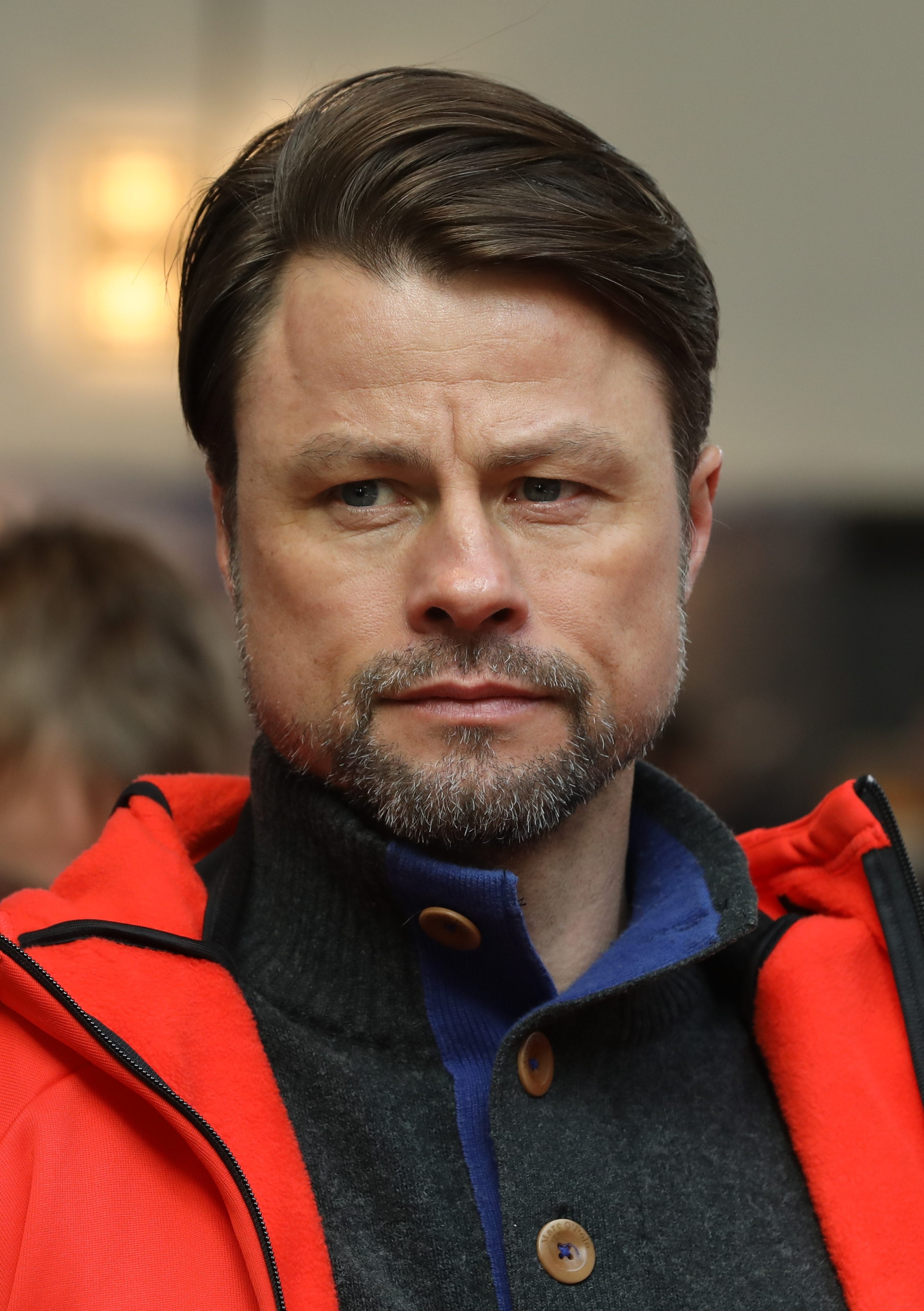
Tobias Abstreiter (* 1970)
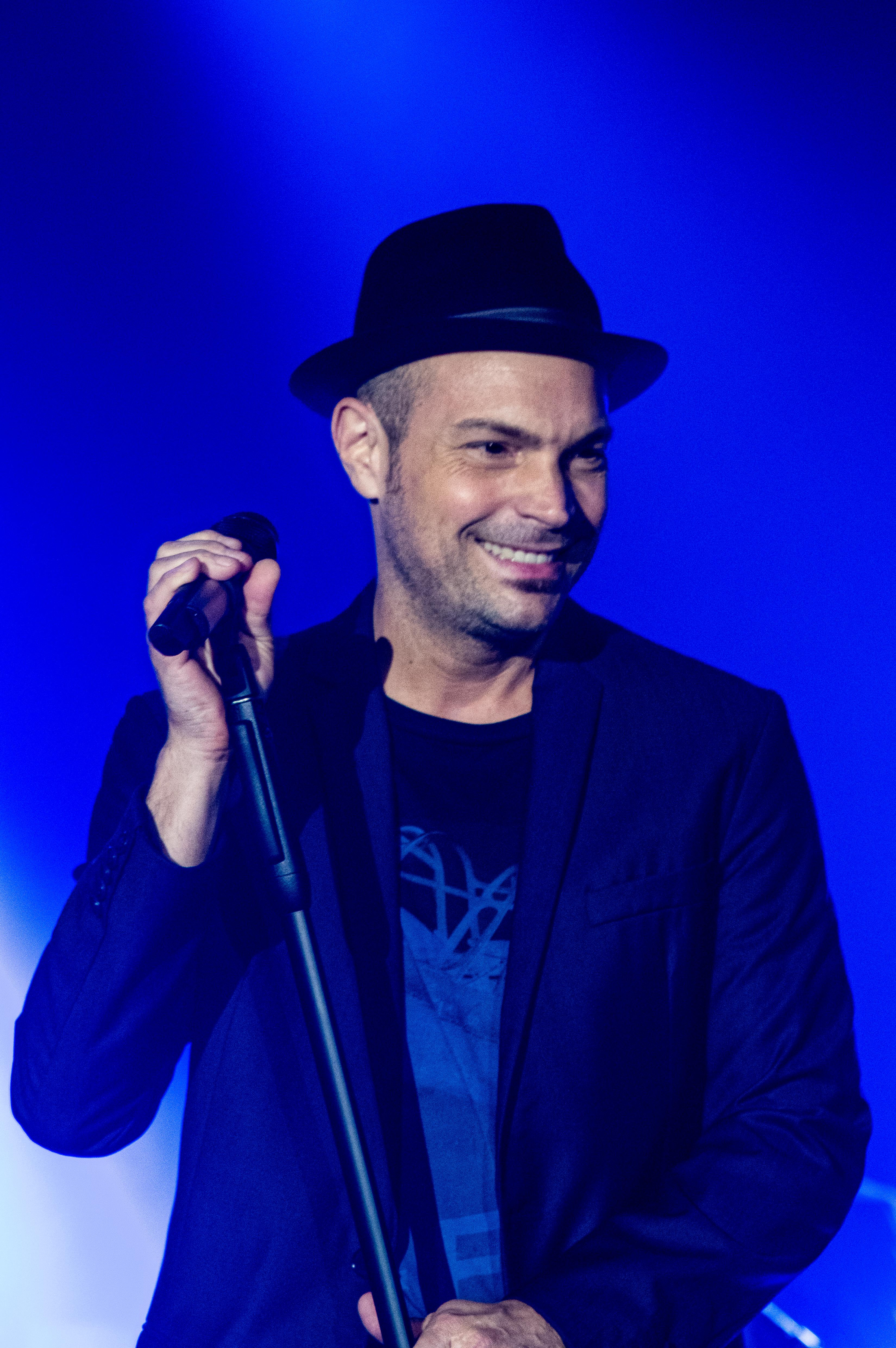
Roger Cicero (* 1970)
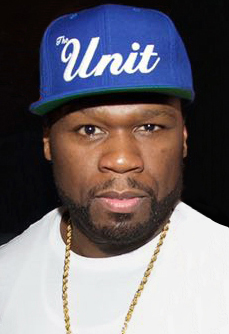
50 Cent (* 1975)

- 1969: Liz Baffoe, deutsche Schauspielerin
- 1969: Monchy Capricho, dominikanischer Sänger
- 1970: Tobias Abstreiter, deutscher Eishockeyspieler
- 1970: Roger Cicero, deutscher Pop- und Jazzmusiker
- 1970: Luca Zamperoni, deutscher Schauspieler
- 1972: Isabelle Boulay, kanadische Pop- und Chanson-Sängerin
- 1972ː Maria Köstlinger, österreichische Schauspielerin
- 1973: Mark Ashley, deutscher Popsänger
- 1974: Diego Klimowicz, argentinischer Fußballspieler
- 1974: Zé Roberto, brasilianischer Fußballspieler
- 1975: 50 Cent, US-amerikanischer Rapper
- 1975: André Dietz, deutscher Schauspieler, Musiker und Autor
- 1975: Vladimir Vasilj, kroatischer Fußballspieler

#### 1976–2000
- 1976: Ophélie David, französische Freestyle-Skierin
- 1976: Bashir Salahuddin, US-amerikanischer Schauspieler und Drehbuchautor
- 1977: Maks Mirny, belarussischer Tennisspieler
- 1978: Danil Chalimow, kasachischer Ringer
- 1979: Maik Makowka, deutscher Handballspieler
- 1979: Goran Šprem, kroatischer Handballspieler
- 1980: Pau Gasol, spanischer Basketballspieler
- 1980: Eva Green, französische Schauspielerin
- 1980: Alice Vogler, deutsche Handballspielerin
- 1980: Tanja Wörle, deutsche Fußballspielerin
- 1981: Roman Nikolajewitsch Schirokow, russischer Fußballspieler
- 1983: Shama Aboobakar, mauritische Badmintonspielerin
- 1985: Stefano Chiapolino, italienischer Skispringer
- 1985: Patrick Mouaya, deutscher Fußballspieler kongolesischer Herkunft

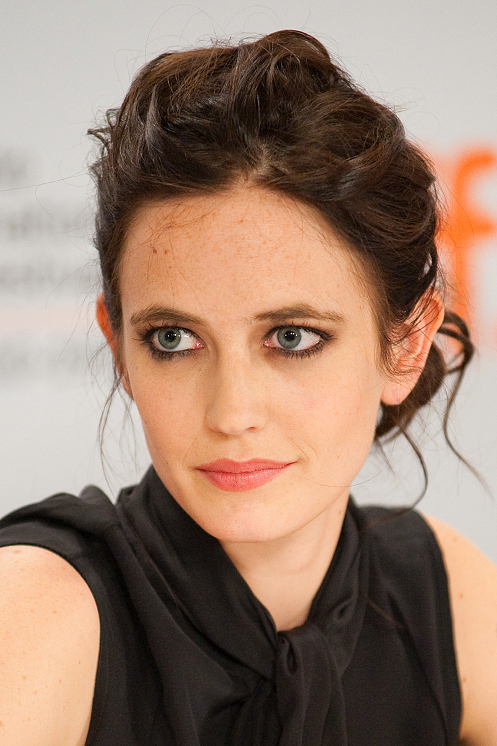
Eva Green (* 1980)
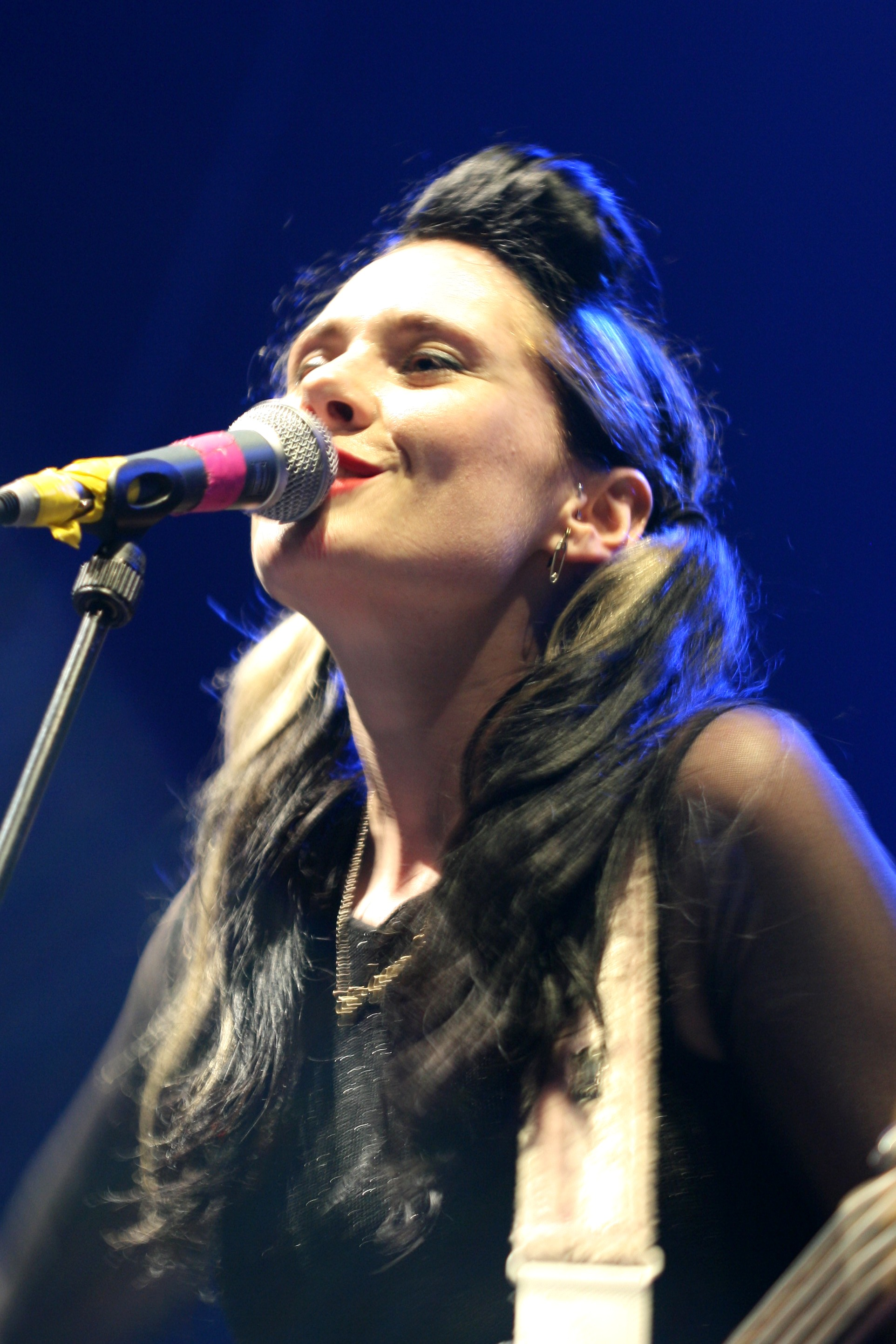
Kate Nash (* 1987)
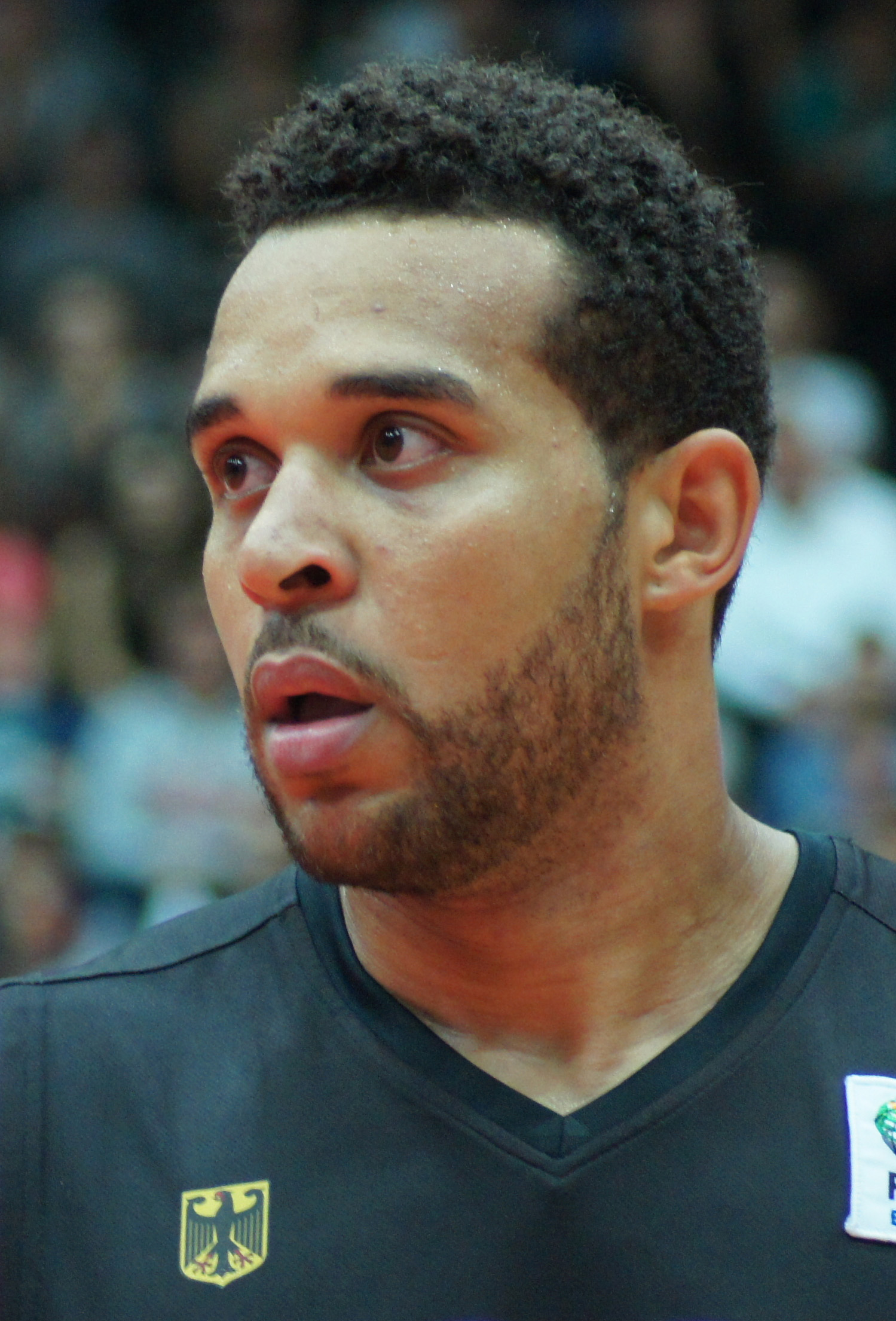
Elias Harris (* 1989)

- 1987: Victor Astafei, rumänischer Fußballspieler
- 1987: Kate Nash, britische Musikerin
- 1987: David Pisot, deutscher Fußballspieler
- 1988: Katy Tiz, englische Singer-Songwriterin
- 1989: Nicholas Fairall, US-amerikanischer Skispringer
- 1989: Elias Harris, deutscher Basketballspieler
- 1989: Melissa Lee, deutsche Webvideoproduzentin und Moderatorin
- 1990: Jae Crowder, US-amerikanischer Basketballspieler
- 1990: Felix Schoft, deutscher Skispringer
- 1991: Gavin James, irischer Popmusiker
- 1991: Victoire Thivisol, französische Schauspielerin
- 1992: Georg Blatnik, österreichischer Fußballspieler
- 1992ː Marie Mouroum, deutsche Stuntfrau, Model und Schauspielerin
- 1992: Evans Nyarko, deutsch-ghanaischer Fußballspieler
- 1994: Nikola Dovedan, österreichischer Fußballspieler
- 1994: Jennifer Lotsi, deutsche Schauspielerin
- 1994: Camilla und Rebecca Rosso, britische Kinderdarstellerinnen
- 1994: Lion Wasczyk, deutscher Schauspieler
- 1996: Mark Padun, ukrainischer Radrennfahrer
- 1997: Emilie Ågheim Kalkenberg, norwegische Biathletin
- 1999: Tomasz Kucz, polnischer Fußballspieler
- 2000: Sébastien Baud, französischer Automobilrennfahrer
- 2000: Paula Rakijašić, kroatische Leichtathletin

### 21. Jahrhundert
- 2001: Blagoj Todew, bulgarischer Biathlet
- 2001: Marie Wegener, deutsche Sängerin
- 2002: Martina Trabucchi, italienische Biathletin
- 2004: Olena Horodna, ukrainische Biathletin

## Gestorben

### Vor dem 17. Jahrhundert

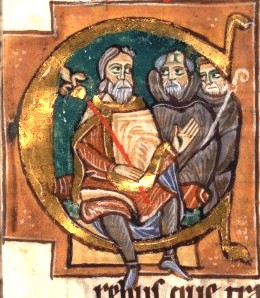
Wilhelm I. von Aquitanien († 918)
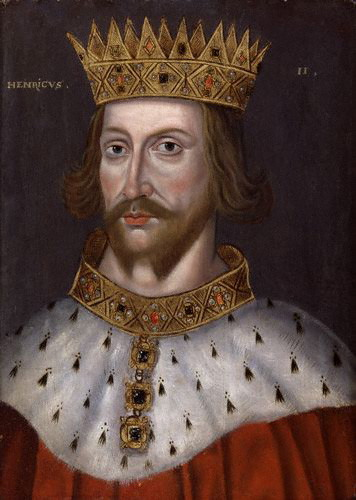
Heinrich II. von England († 1189)
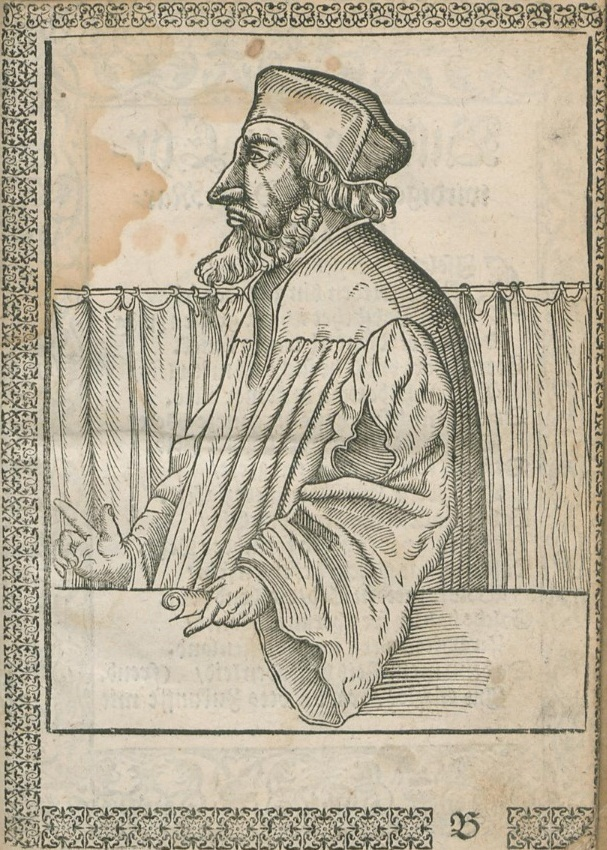
Jan Hus († 1415)
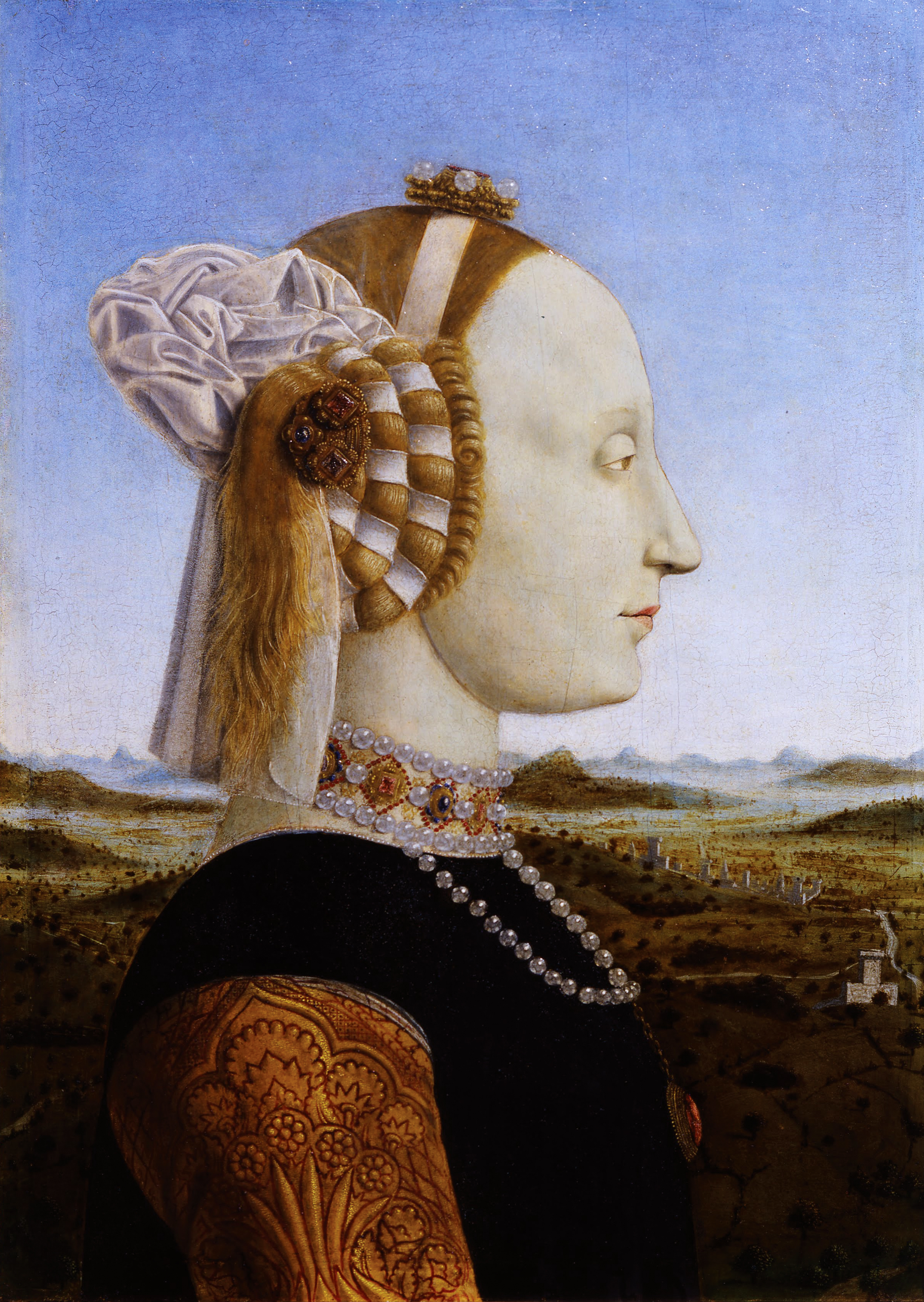
Battista Sforza († 1472)

- 0649: Goar, Priester aus der Auvergne
- 0880: Otgar, Fürstbischof von Eichstätt
- 0907: Utto, Bischof von Freising
- 0918: Wilhelm I., Herzog von Aquitanien
- 1089: Otto von Riedenburg, Bischof von Regensburg
- 1118: Dmitr Sawiditsch, Statthalter von Nowgorod
- 1135: Alexander I., Bischof von Lüttich
- 1160: Bernhard I., Bischof von Paderborn
- 1164: Adolf II., Graf von Schauenburg und Holstein, Gründer Lübecks
- 1164: Reinold von Dithmarschen, Ministerialer Heinrich des Löwen
- 1167: Werinher, Abt und Bibliothekar im Kloster St. Gallen
- 1189: Heinrich II., Herzog von Anjou und König von England
- 1218: Odo III., Herzog von Burgund
- 1233: Burchard von Oldenburg-Wildeshausen, Graf von Wildeshausen und Graf von Bruchhausen
- 1249: Rudolf I., Graf von Habsburg-Laufenburg, Landgraf im Klettau
- 1250: Peter Mauclerc, Herzog von Bretagne
- 1325: John Salmon, Lordkanzler und Bischof von Norwich
- 1333: Wolfram Wolfskeel von Grumbach, Bischof von Würzburg
- 1398: Giovannino de’ Grassi, italienischer Maler und Buchmaler, Bildhauer und Baumeister der Spätgotik
- 1399: Martin von Polheim, deutscher Benediktiner und Abt des Stiftes Kremsmünster
- 1415: Jan Hus, böhmischer Reformator und Märtyrer
- 1435: Alexander Stewart, 12. Earl of Mar, schottischer Adeliger
- 1472: Battista Sforza, Herzogin von Urbino

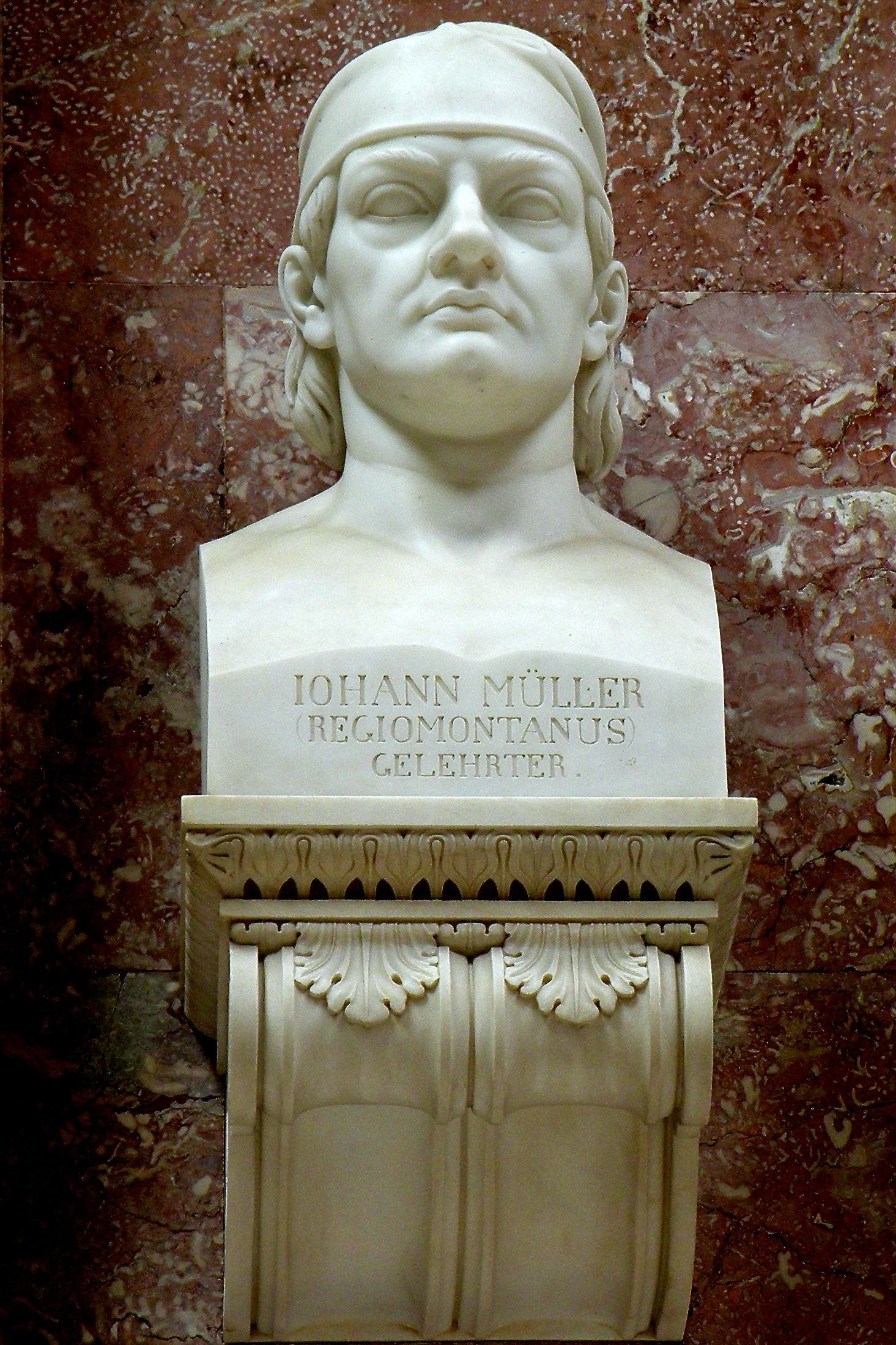
Regiomontanus († 1476)
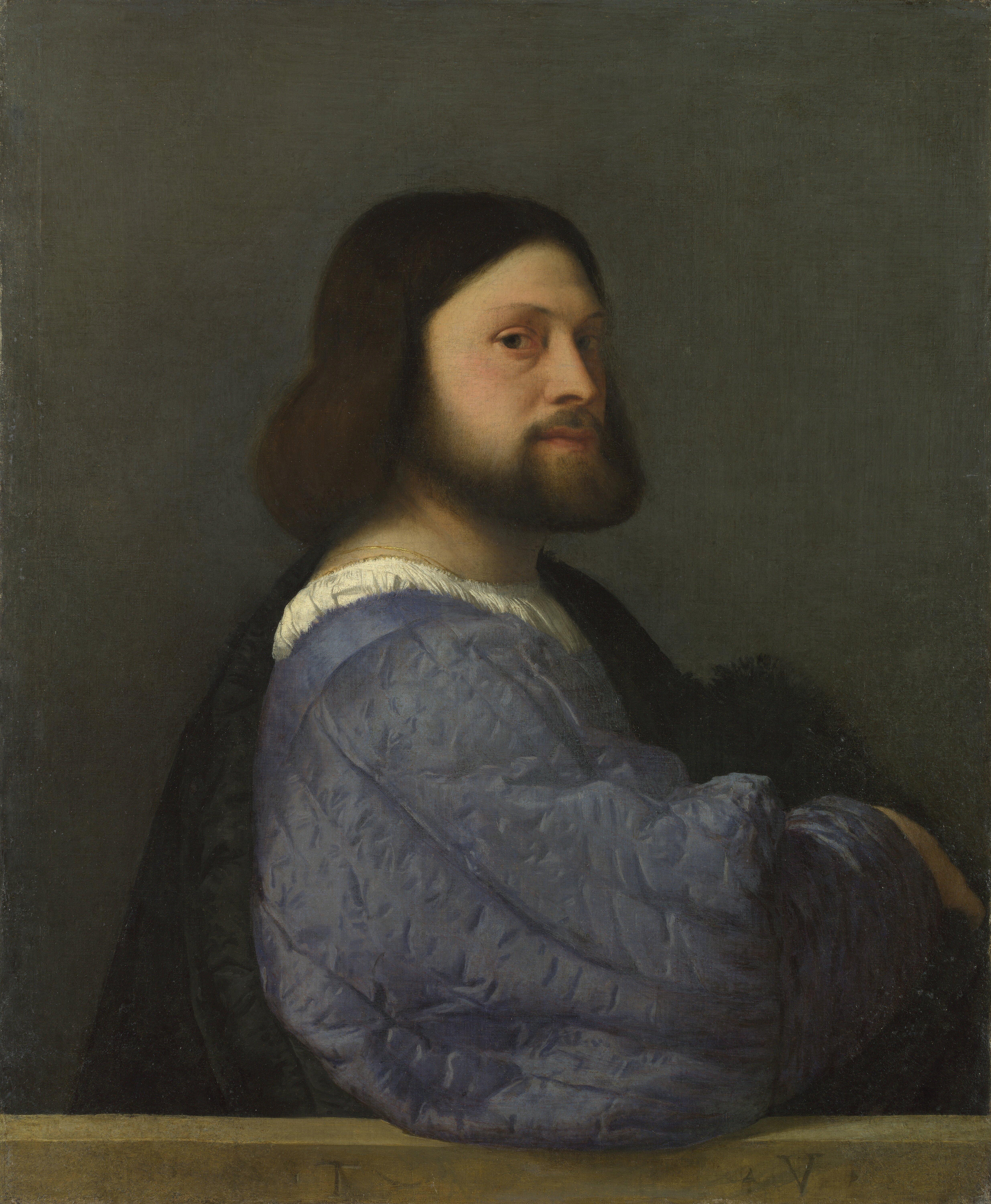
Ludovico Ariosto († 1533)
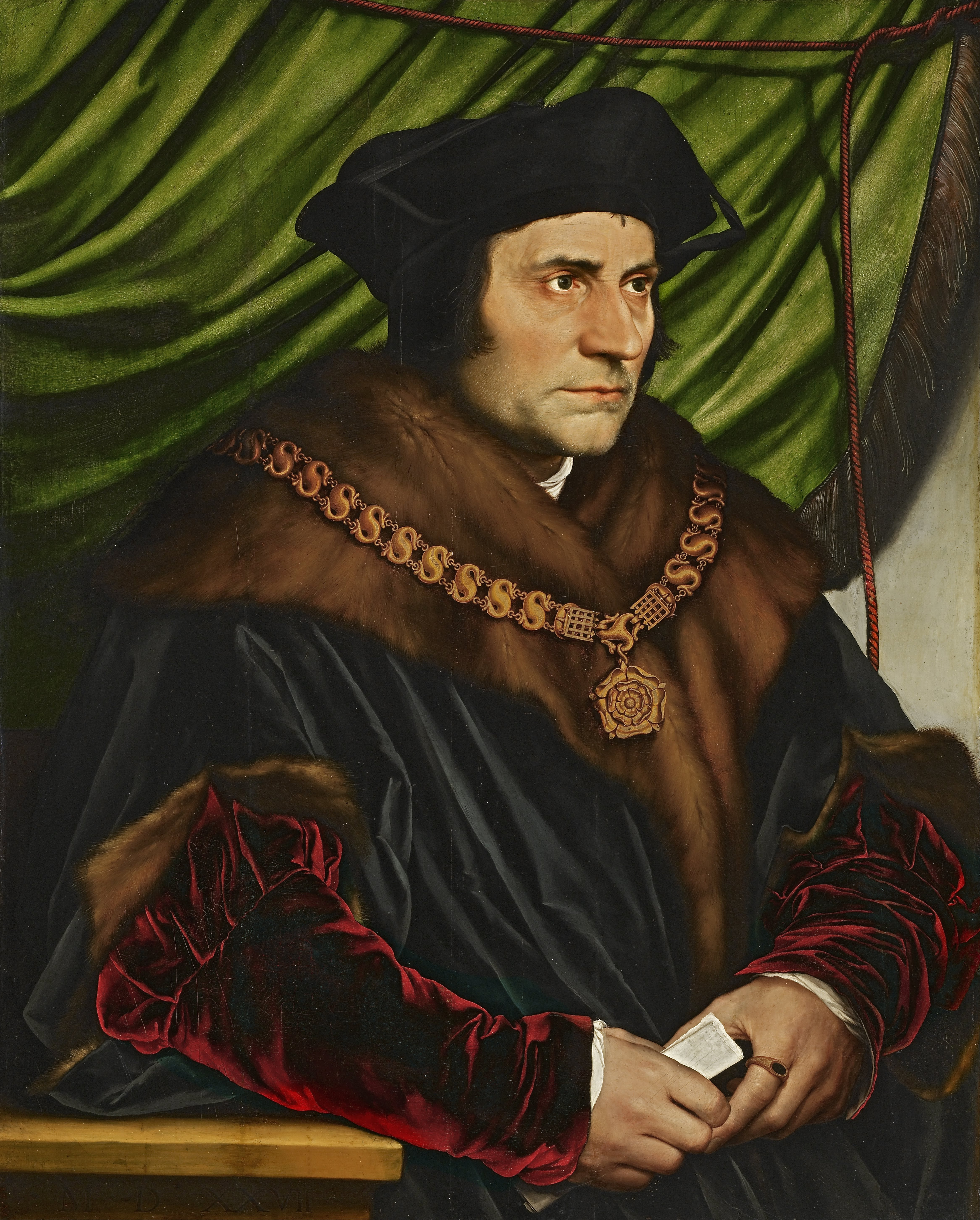
Thomas Morus († 1535)
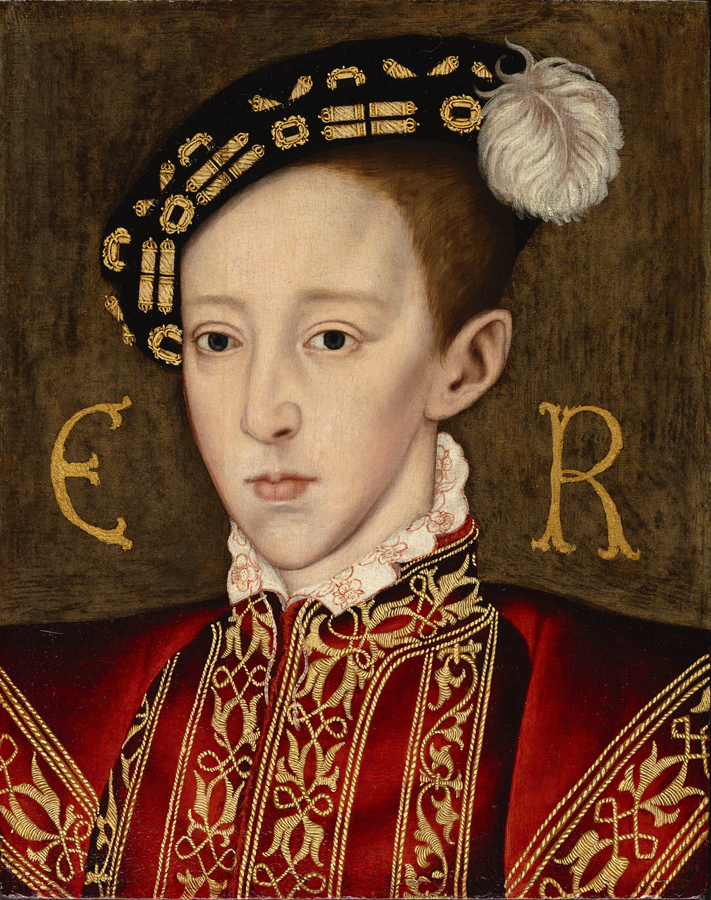
Eduard VI. von England († 1553)

- 1476: Regiomontanus, deutscher Astronom, Mathematiker und Verleger
- 1480: Antonio Squarcialupi, italienischer Organist und Komponist
- 1511: Adolf III., Graf von Nassau-Wiesbaden-Idstein
- 1524: Wilhelm Nesen, deutscher Humanist und Pädagoge
- 1533: Ludovico Ariosto, italienischer Dichter der Renaissance
- 1535: Thomas Morus, englischer Jurist, Staatsmann und Lordkanzler, Philosoph, Humanist und Autor, Märtyrer
- 1547: Nikolaus Glossenus, deutscher lutherischer Theologe
- 1553: Eduard VI., englischer König
- 1566: Margarethe von der Saale, zweite Ehefrau des Landgrafen Philipp I. von Hessen
- 1568: Johannes Oporinus, Schweizer Humanist, Buchdrucker, Verleger, Sekretär und Lehrer
- 1583: Edmund Grindal, Erzbischof von Canterbury und York
- 1587: Arnold Mercator, flämisch-deutscher Kartograf
- 1589: Christoph Schlattl, Bischof von Chiemsee
- 1592: Johann Georg, Herzog von Ohlau und Wohlau

### 17. und 18. Jahrhundert

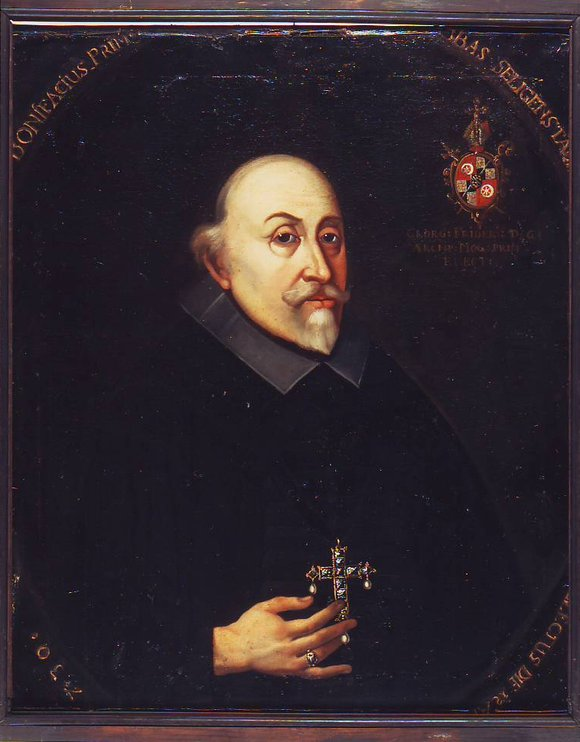
Georg Friedrich von Greiffenclau († 1629)
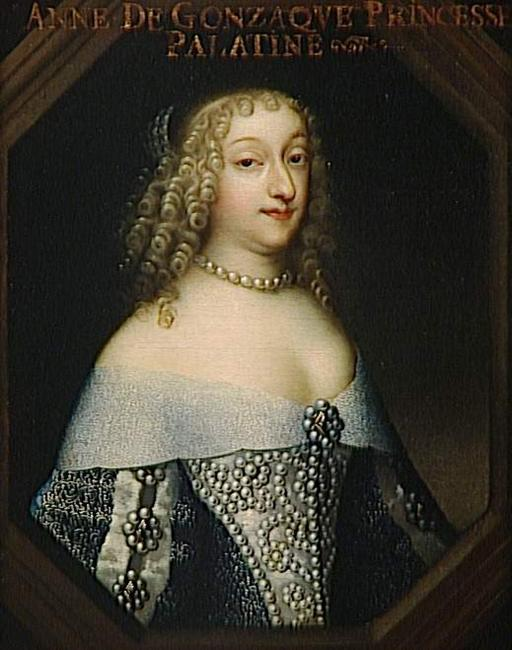
Anna Gonzaga († 1684)
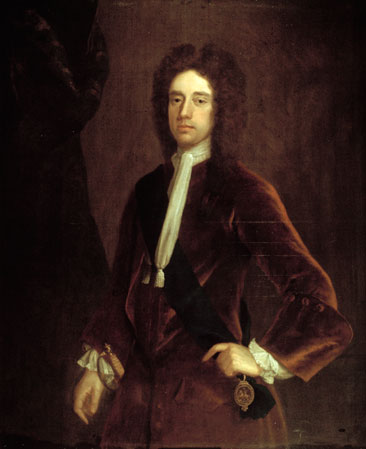
James Douglas († 1711)
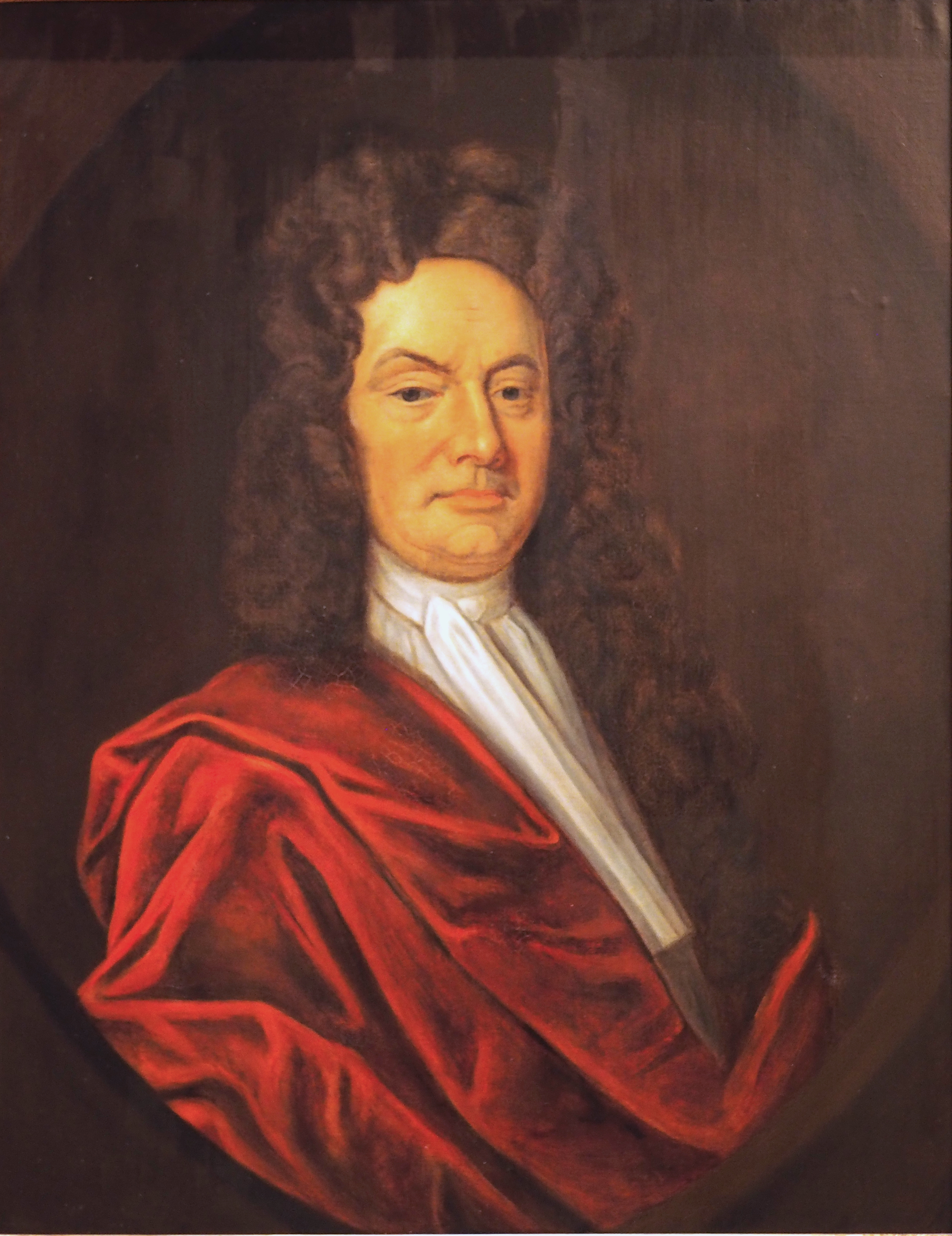
Andreas Gottlieb von Bernstorff († 1726)

- 1615: Furuta Oribe, japanischer Daimyō
- 1616: Philipp Hahn, deutscher lutherischer Theologe
- 1617: Johann, Margreth und Ela Schad, Opfer der Hexenprozesse in Flörsheim im Bereich des Erzbistums Mainz
- 1623: William Byrd, englischer Komponist und Organist
- 1629: Georg Friedrich von Greiffenclau zu Vollrads, Erzbischof und Kurfürst von Mainz
- 1635: Johann Philipp Cratz von Scharffenstein, kaiserlicher Offizier, später schwedischer Feldmarschall
- 1641: Louis de Bourbon, Graf von Soissons und Pair von Frankreich
- 1657: Tobias Michael, deutscher Komponist und Thomaskantor
- 1664: Jakob Weller, lutherischer Theologe, Oberhofprediger am Hof des Kurfürsten von Sachsen
- 1672: Johann Georg Reinhard, deutscher Jurist und Verwaltungsbeamter
- 1678: Jobst Hermann zur Lippe-Biesterfeld, Graf zur Lippe, Sternberg und Schwalenberg sowie Begründer der Linie zur Lippe-Biesterfeld
- 1684: Anna Gonzaga, französische Adlige, Gegnerin von Jules Mazarin
- 1700: Bartholomäus Anhorn, Schweizer Pfarrer und Historiker
- 1702: Nicolas Antoine Le Bègue, französischer Organist, Cembalist und Komponist
- 1704: Hieronymus Dürer, deutscher Schriftsteller und Theologe
- 1711: James Douglas, 2. Duke of Queensberry, schottischer Adeliger und Politiker
- 1722: Friedrich von Saldern, Verwaltungsbeamter des Herzogs von Holstein
- 1726: Andreas Gottlieb von Bernstorff, erster Minister des Kurfürstentums Braunschweig-Lüneburg
- 1737: Pietro Torri, italienischer Komponist
- 1740: Claudius Amyand, französischer Chirurg
- 1743: Chajim b. Mose Attar, jüdischer Gelehrter und Kabbalist

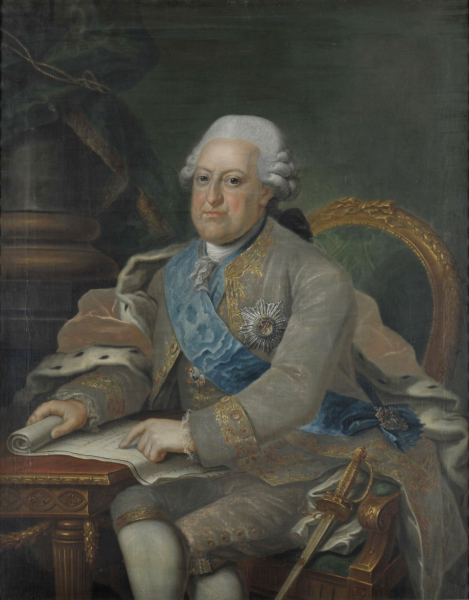
Friedrich August von Oldenburg († 1785)
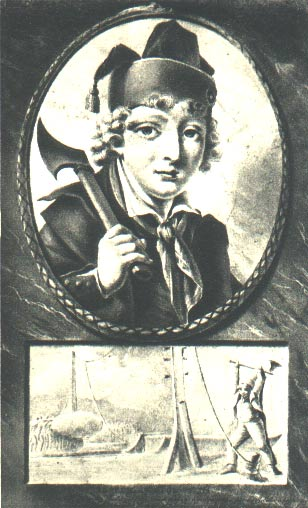
Joseph Viala († 1793)
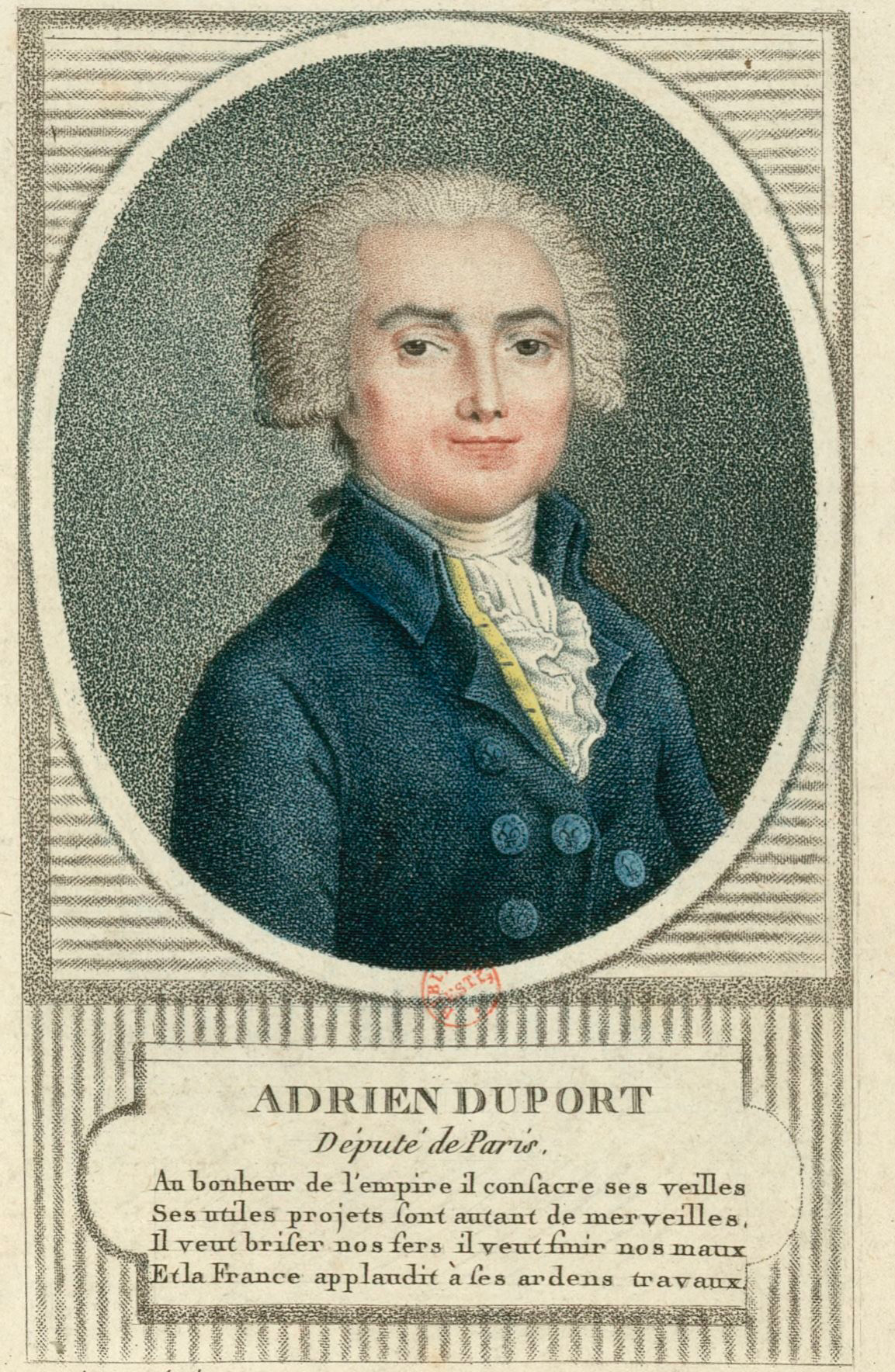
Adrien Duport († 1798)

- 1758: Johann Andreas Rothe, deutscher Pfarrer und Liederdichter
- 1765: Ferdinand Zellbell, schwedischer Komponist
- 1772: Karl Gottlob Sperbach, deutscher Philologe
- 1772: Franz Karl Eusebius von Waldburg-Friedberg und Trauchburg, Fürstbischof von Chiemsee
- 1785: Friedrich August, Fürstbischof von Lübeck und Herzog von Oldenburg
- 1790: George Augustus Eliott, 1. Baron Heathfield, britischer General und Gouverneur von Gibraltar
- 1793: Joseph Agricol Viala, französischer Nationalgardist
- 1795: Christian Gottlieb Kratzenstein, deutscher Professor und Naturforscher
- 1798: Adrien Duport, französischer Politiker

### 19. Jahrhundert
- 1808: William Bradford, US-amerikanischer Politiker
- 1809: Jean Étienne Benoît Duprat, französischer General und Revolutionär
- 1811ː Christiane von der Osten-Sacken, deutsche frühkapitalistische Unternehmerin
- 1813: Granville Sharp, Gründer der britischen abolitionistischen Bewegung
- 1816: Konstantin Ypsilantis, griechischer Gospodar der Moldau und Walachai
- 1819: Sophie Blanchard, französische Ballonfahrerin
- 1820: Franz Johann Joseph von Reilly, österreichischer Verleger, Kartograf und Schriftsteller
- 1824: Johann Michael Feder, katholischer Geistlicher und Hochschullehrer
- 1825: Frederik von Haxthausen, dänisch-norwegischer Offizier und norwegischer Ministerpräsident
- 1835: John Marshall, US-amerikanischer Jurist und Politiker, Außenminister, Vorsitzender Richter am Obersten Gerichtshof, Mitbegründer des Verfassungsrechts
- 1840: Johann Heinrich Ramberg, deutscher Maler und Zeichner
- 1841: Gottlieb Mohnike, deutscher Übersetzer, Theologe und Philologe
- 1848: Karl Godulla, deutscher Großindustrieller

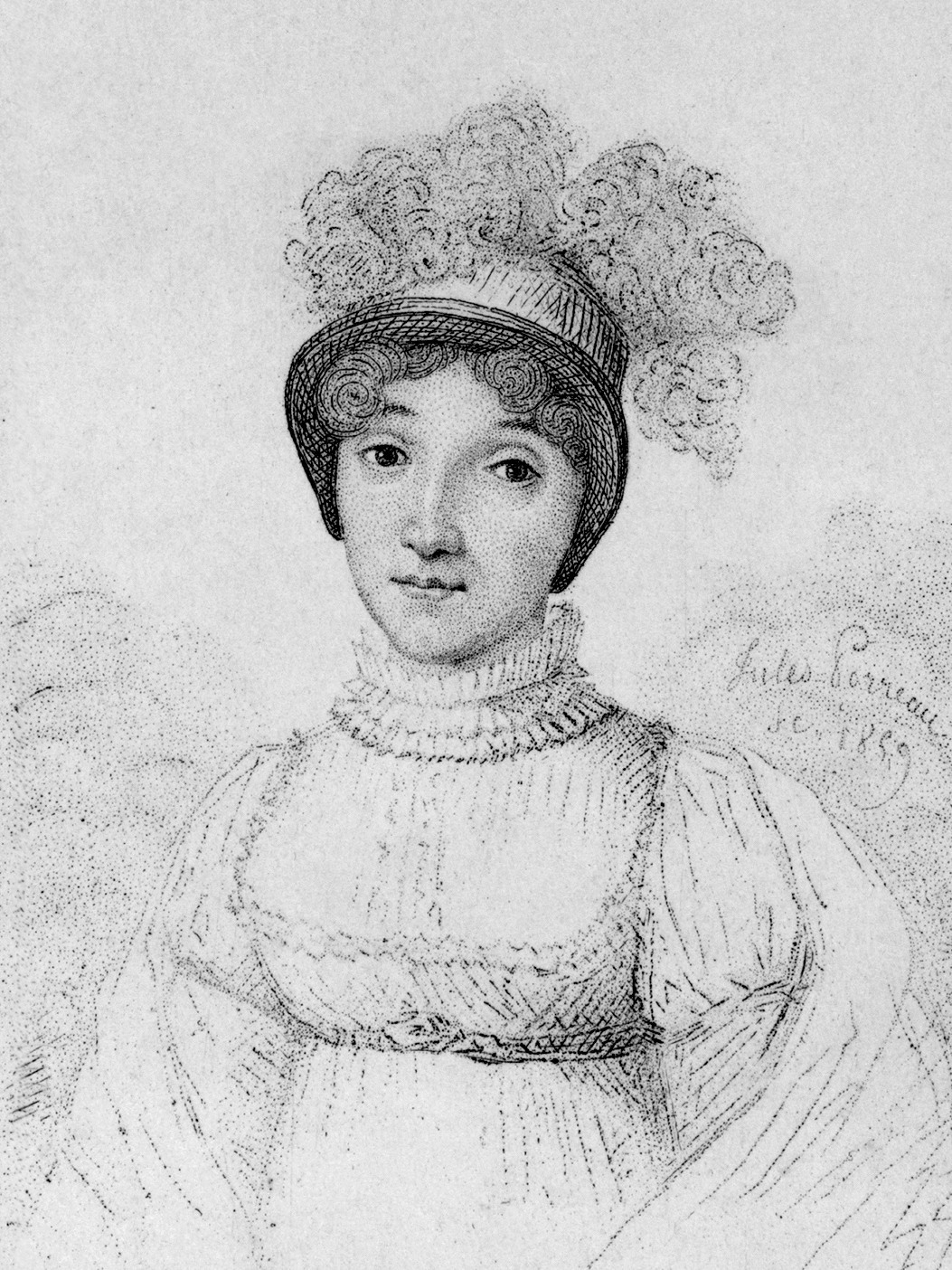
Sophie Blanchard († 1819)
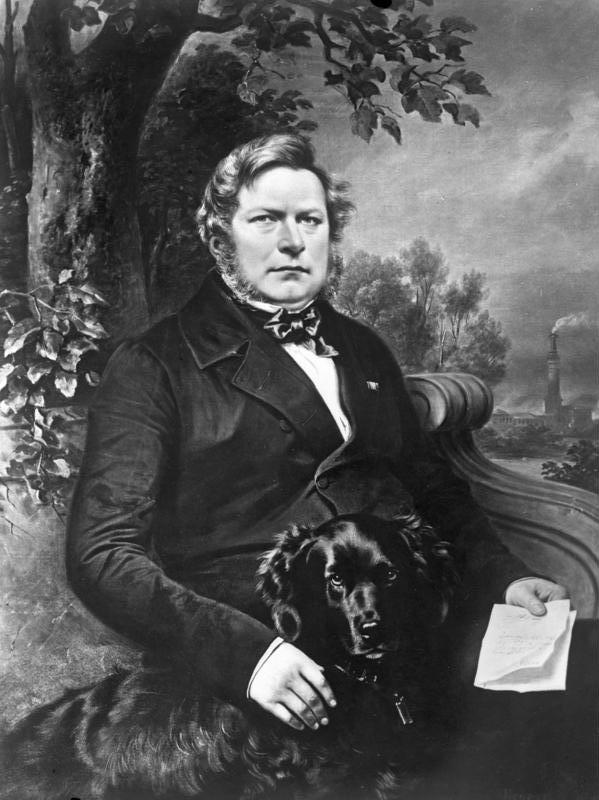
August Borsig († 1854)
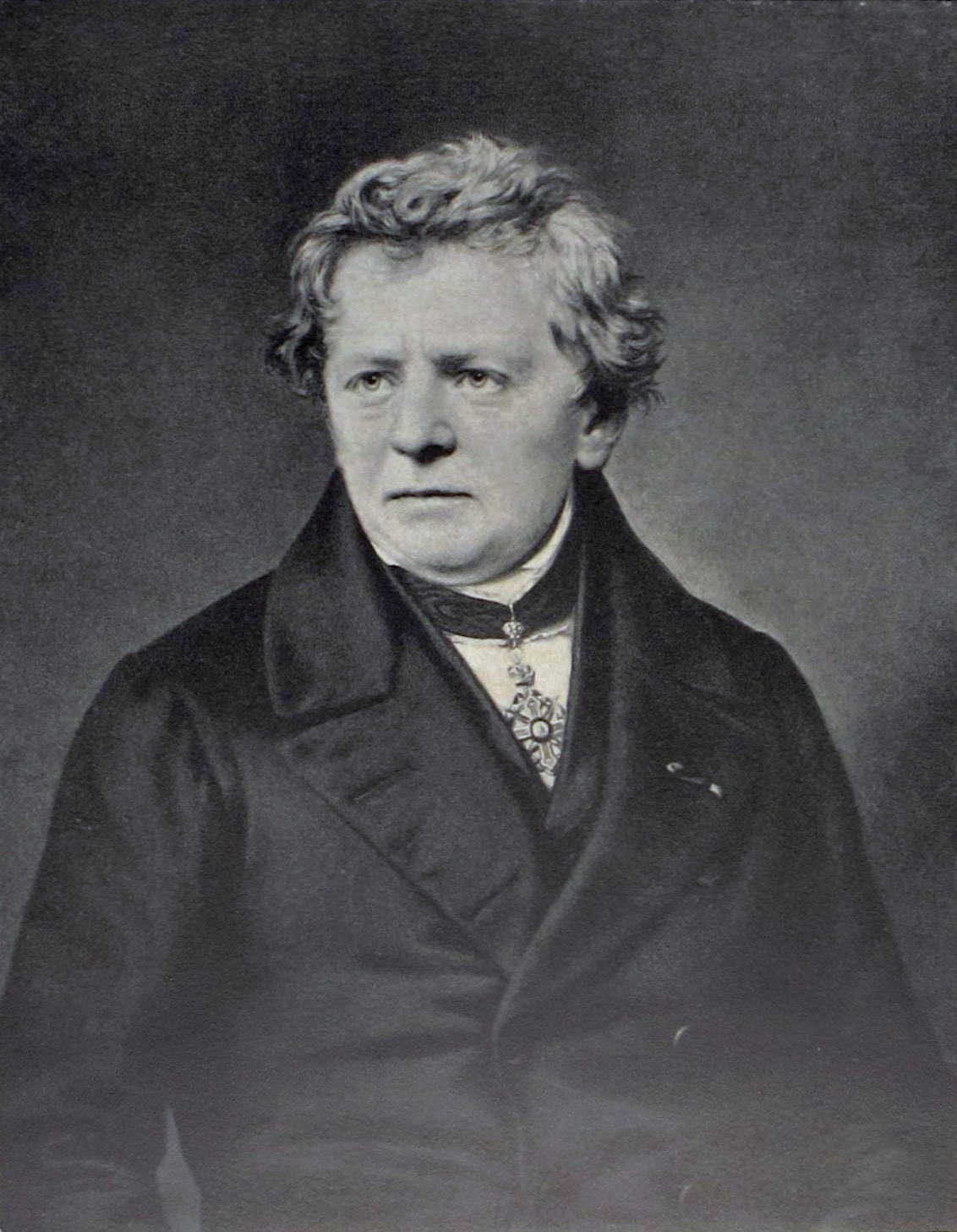
Georg Simon Ohm († 1854)
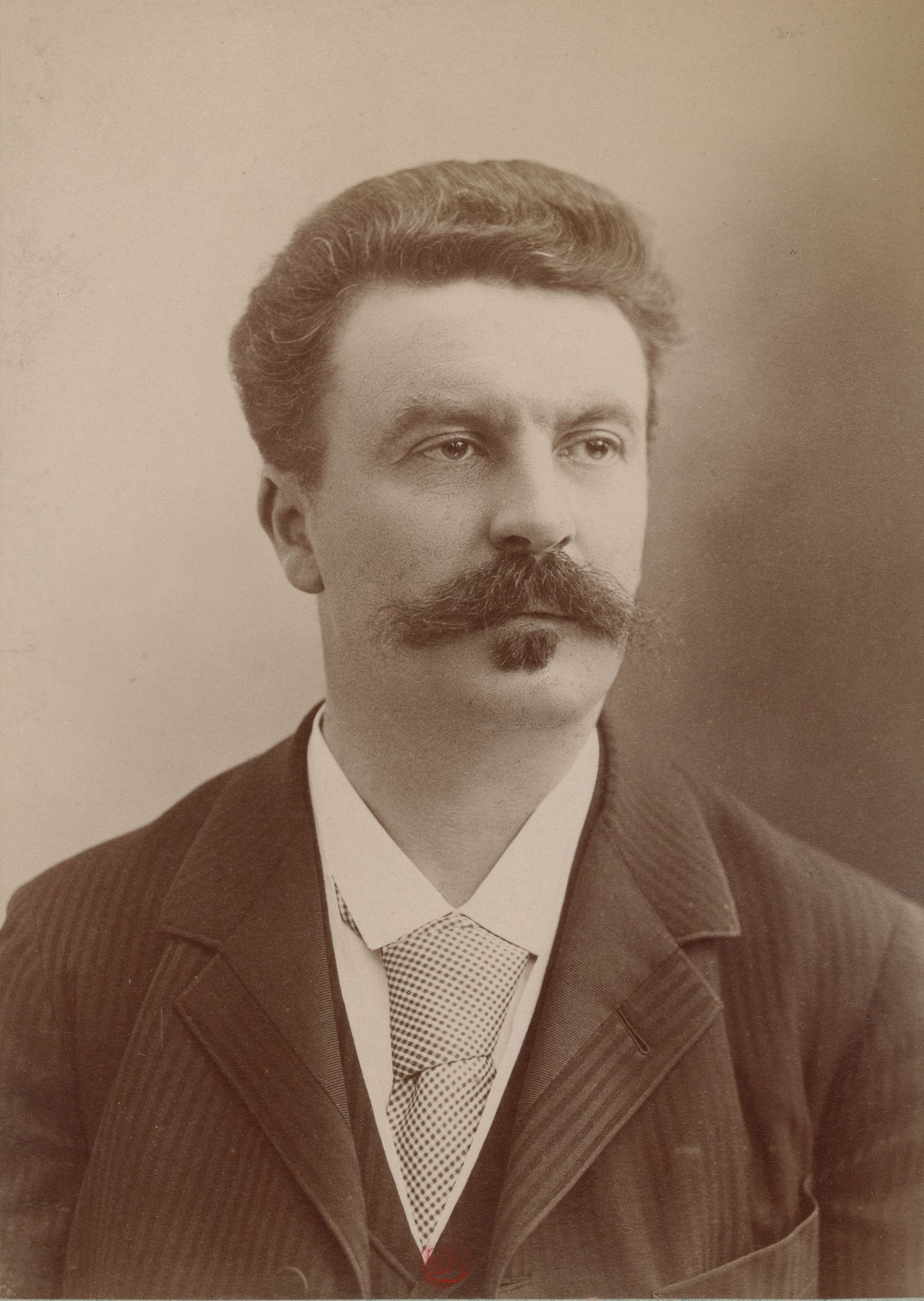
Guy de Maupassant († 1893)

- 1854: August Borsig, deutscher Unternehmer, Gründer der Borsig-Werke
- 1854: Georg Simon Ohm, deutscher Physiker (Ohmsches Gesetz), Namensgeber für den elektrischen Widerstand
- 1860: Albert Friedrich Vitzthum von Eckstädt, sächsischer Kammerherr und Gutsbesitzer
- 1861: August Friedrich Gfrörer, deutscher Historiker und Abgeordneter der Frankfurter Nationalversammlung
- 1863: Ernst Merck, deutscher Unternehmer und Politiker
- 1865ː Sophie Wilhelmine von Schleswig-Holstein-Gottorf, Herzogin von Holstein-Gottorf, Großherzogin von Baden
- 1868: Harada Sanosuke, japanischer Samurai
- 1877: Friedrich Wilhelm Hackländer, deutscher Schriftsteller
- 1879: Jakob Friedrich Reiff, deutscher Philosoph
- 1879: Henry Smart, britischer Organist und Komponist
- 1880: Johann Joseph Imhoff (der Jüngere), deutscher Bildhauer
- 1892: Nabil-i-Akbar, iranischer Bahai
- 1893: Guy de Maupassant, französischer Schriftsteller, Dichter und Journalist
- 1897: Wilhelm Engelhardt, preußischer Jurist und Militärbeamter
- 1897: Henri Meilhac, französischer Bühnenautor
- 1898: Cornelius Herz, französischer Geschäftsmann

### 20. Jahrhundert

#### 1901–1950
- 1901: Chlodwig zu Hohenlohe-Schillingsfürst, deutscher Staatsmann, Ministerpräsident von Bayern und Preußen, Reichskanzler
- 1902: Maria Goretti, italienische Märtyrin
- 1902: Leopoldo Miguez, brasilianischer Komponist
- 1905: Anton Burger, deutscher Maler, Zeichner und Radierer
- 1908: Gregor Münst, deutscher Verwaltungsbeamter
- 1913: James Cassius Williamson, australischer Schauspieler und Impresario
- 1914: Delmira Agustini, uruguayische Dichterin
- 1914: Giuseppe Lorenzoni, italienischer Astronom
- 1916: Kurd Adler, deutscher Lyriker
- 1916: Odilon Redon, französischer Maler des Impressionismus
- 1918: Wilhelm von Mirbach-Harff, deutscher Diplomat
- 1919: Ernest de Weck, Schweizer Bankier und Politiker
- 1922: John Edwin Sandys, britischer klassischer Philologe
- 1925ː Pearl Starr, US-amerikanische Bordellbetreiberin im Wilden Westen
- 1925: Antoine Taudou, französischer Musikpädagoge, Violinist und Komponist

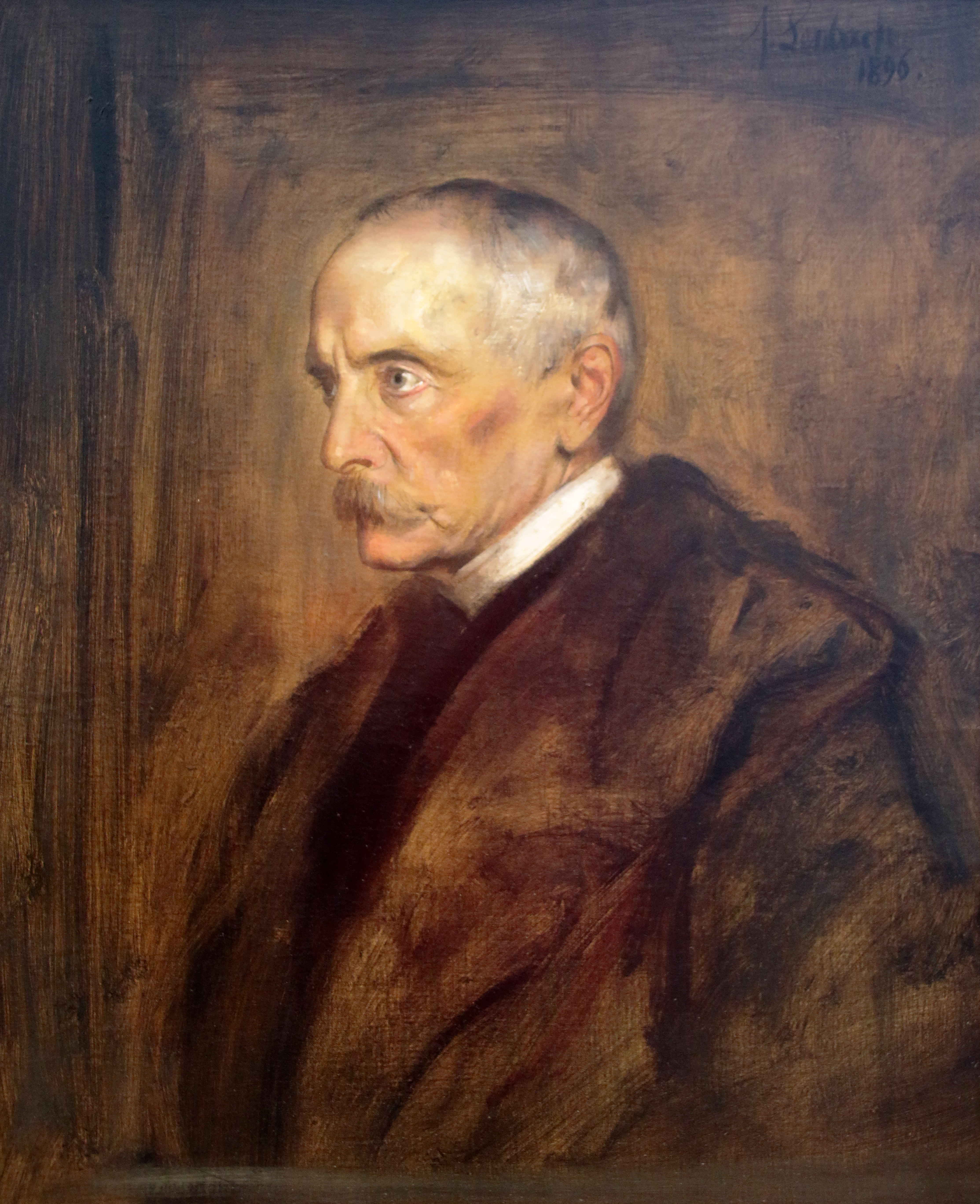
Chlodwig zu Hohenlohe-Schillingsfürst († 1901)
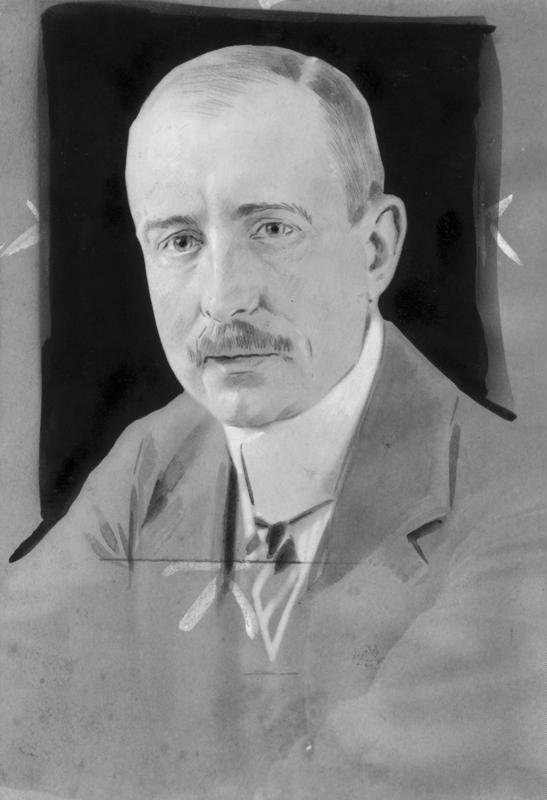
Wilhelm von Mirbach-Harff († 1918)
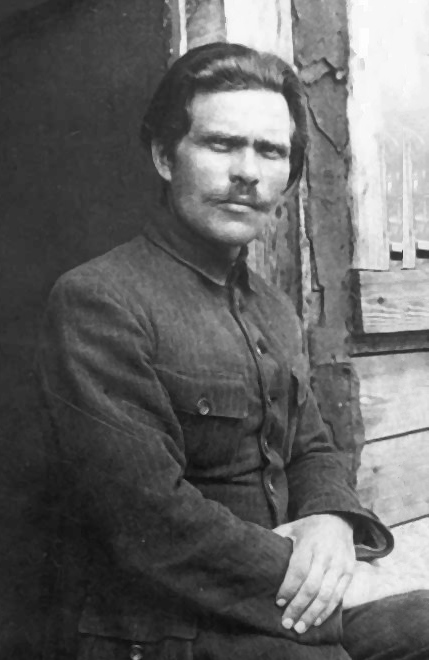
Nestor Machno († 1934)
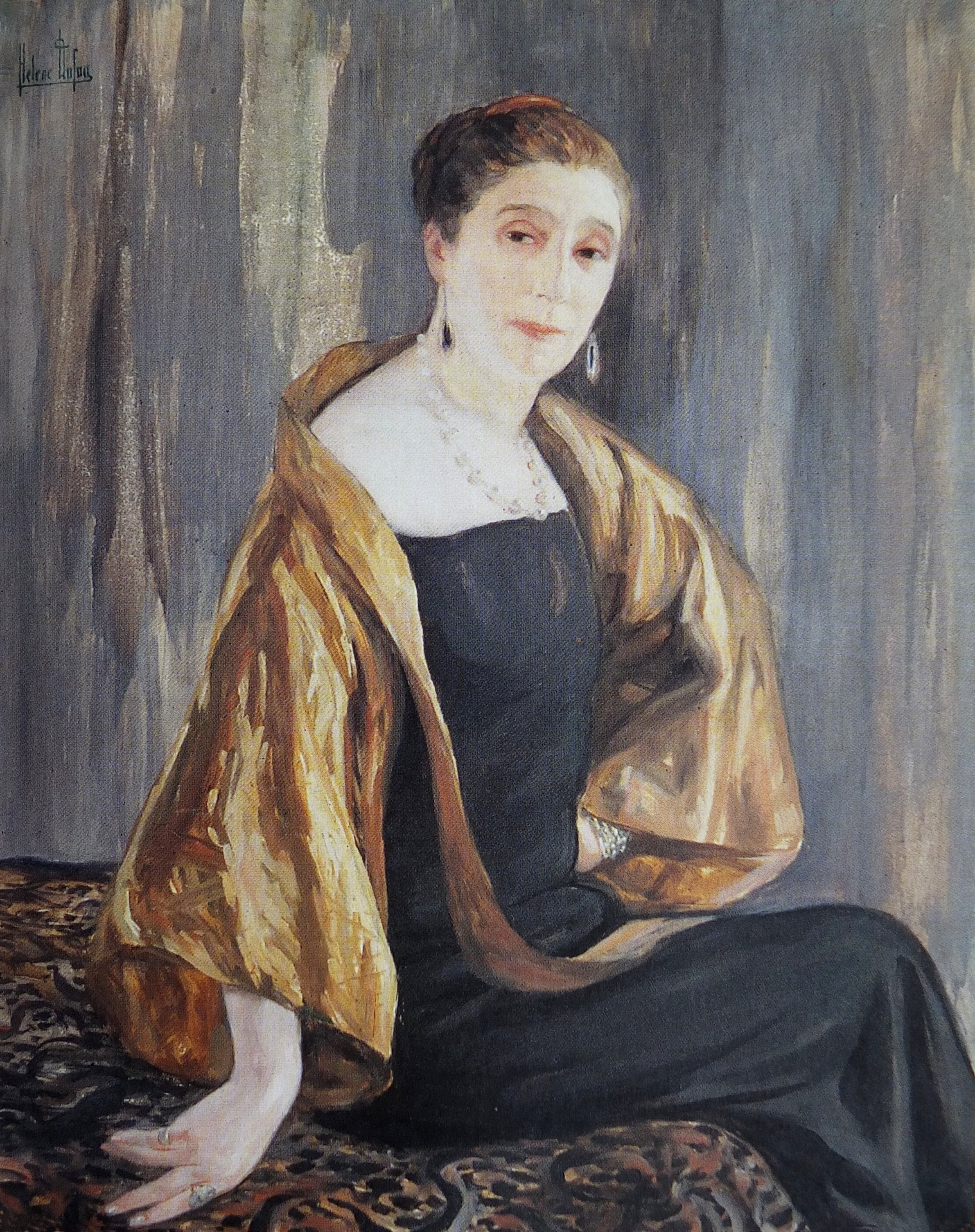
Jeanne Lanvin († 1946)

- 1927: Wilhelm Blos, deutscher Journalist, Schriftsteller und Politiker, MdR, Staatspräsident von Württemberg
- 1931: Edward Goodrich Acheson, US-amerikanischer Chemiker und Techniker
- 1933: Robert Kajanus, finnischer Dirigent und Komponist
- 1934: Nestor Machno, ukrainischer Anarchist
- 1934: Kurt Sethe, deutscher Ägyptologe
- 1937: Bohdan-Ihor Antonytsch, ukrainischer Poet und Prosaist
- 1944: Nagumo Chūichi, japanischer Vizeadmiral der kaiserlichen Marine
- 1945: Adolf Bertram, deutscher Geistlicher, Bischof von Hildesheim und Erzbischof von Breslau
- 1946: Jeanne Lanvin, französische Modeschöpferin
- 1948: Luigi Arrigoni, italienischer Erzbischof

#### 1951–2000
- 1952: Felix Huch, deutscher Arzt und Schriftsteller
- 1953: Julia de Burgos, puerto-ricanische Lyrikerin
- 1954: Julio Acosta García, costa-ricanischer Politiker, Außenminister, Staatspräsident
- 1955: Ferdinand Barlog, deutscher Karikaturist und Comiczeichner
- 1955: Paolo Gallico, italienisch-amerikanischer Pianist, Komponist und Musikpädagoge
- 1958: Luigi Musso, italienischer Automobilrennfahrer
- 1958: Emil Teubner, deutscher Holzschnitzer und Bildhauer
- 1959: George Grosz, deutsch-US-amerikanischer Maler, Grafiker und Karikaturist
- 1960: Aneurin Bevan, britischer Politiker
- 1960: Johann Gottfried Bischoff, deutscher Stammapostel der Neuapostolischen Kirche
- 1961: Cuno Amiet, Schweizer Maler
- 1961: Scott LaFaro, US-amerikanischer Musiker

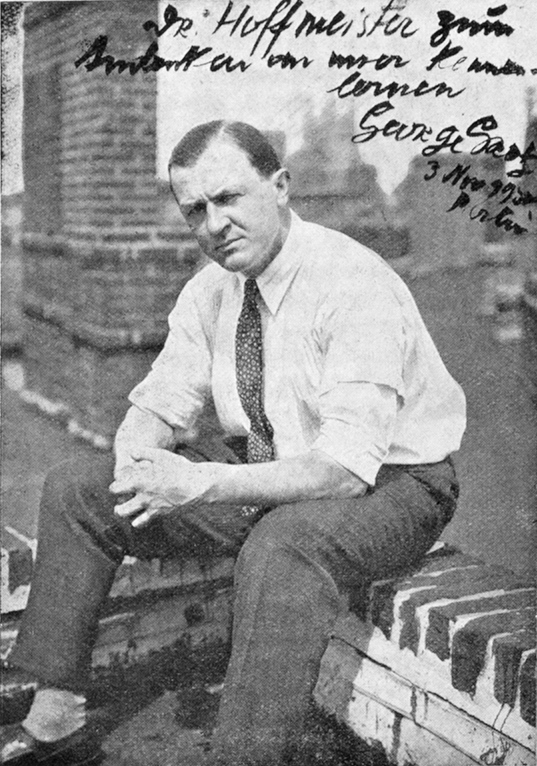
George Grosz († 1959)
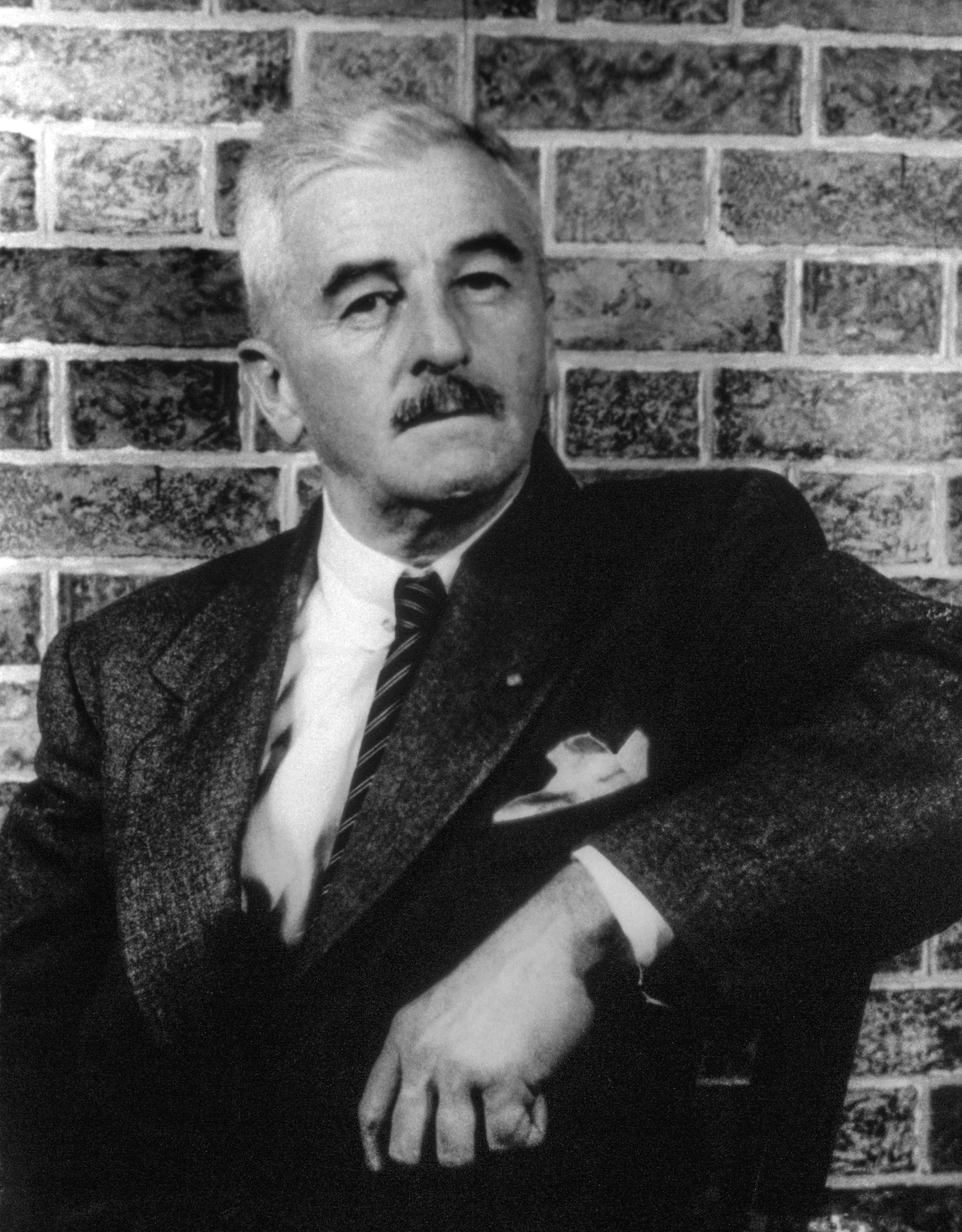
William Faulkner († 1962)
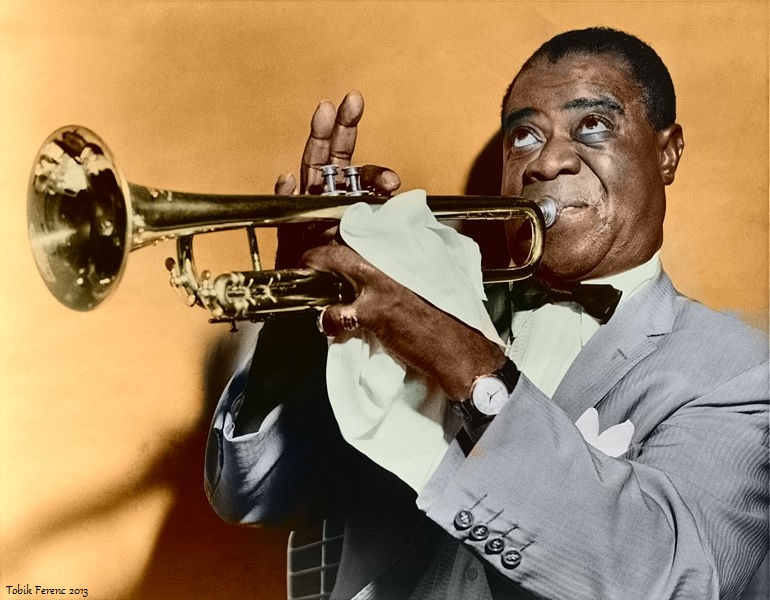
Louis Armstrong († 1971)
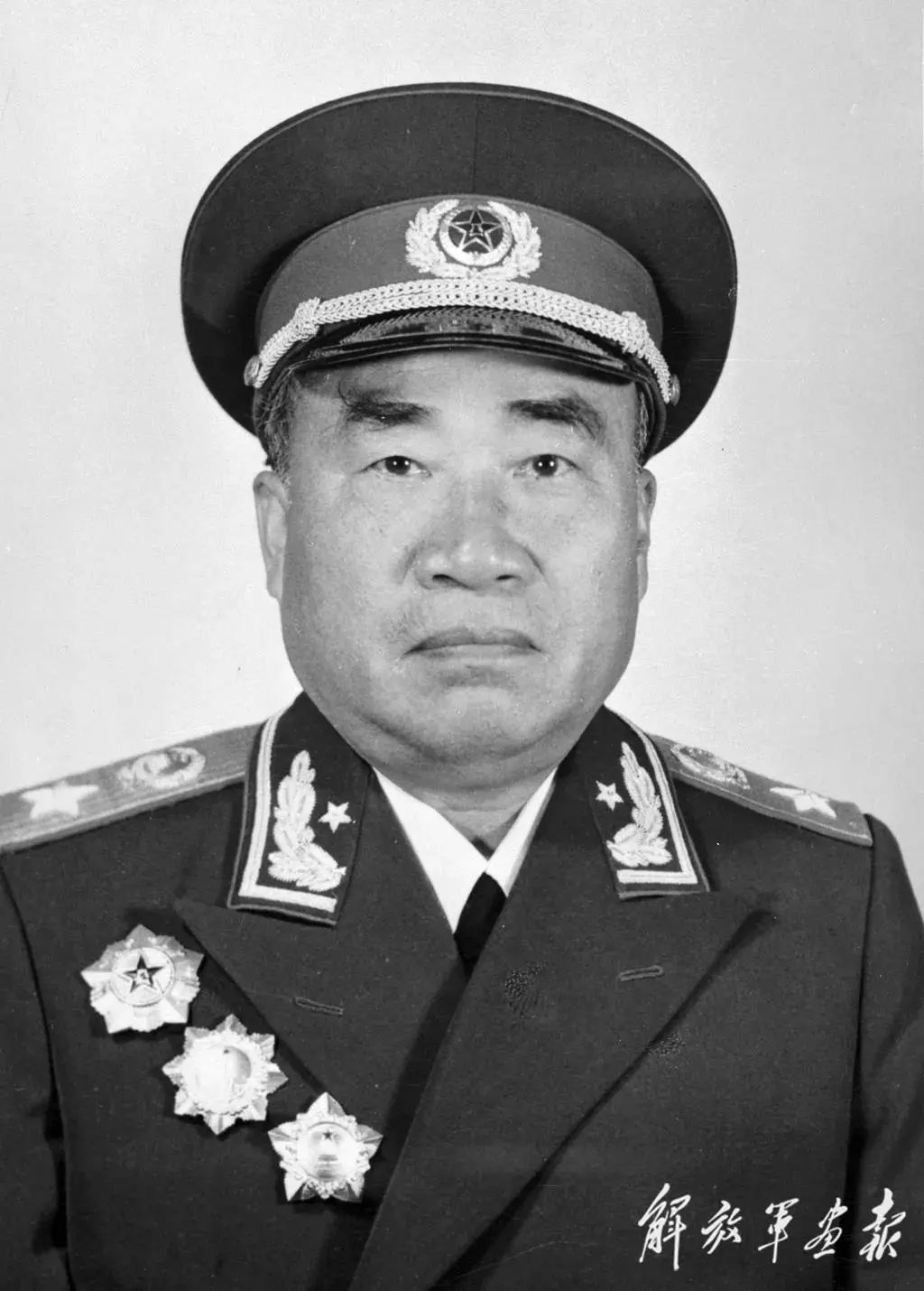
Zhu De († 1976)
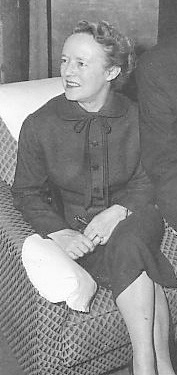
Alma Reville († 1982)

- 1962: William Faulkner, US-amerikanischer Schriftsteller
- 1965: Oscar Funcke, deutscher Industrieller und Politiker, MdB
- 1965: Max Jara, chilenischer Dichter
- 1966: Frank Patterson, US-amerikanischer Komponist
- 1968: Adam Sołtys, polnischer Komponist, Dirigent und Musikpädagoge
- 1970: Fritz von Ameln, deutscher Politiker
- 1971: Roger Adams, US-amerikanischer Chemiker
- 1971: Louis Armstrong, US-amerikanischer Jazztrompeter und Sänger
- 1971: Horst Lange, deutscher Schriftsteller
- 1972: Hans Dreckmann, deutscher Landwirt und Politiker
- 1972: Suzanne Grinberg, französische Anwältin
- 1973: Otto Klemperer, deutscher Dirigent und Komponist
- 1973: Adolfo Mejía, kolumbianischer Komponist
- 1976: Fritz Lenz, deutscher Anthropologe, Humangenetiker und Eugeniker, führender Rassenhygieniker der Weimarer Republik und NS-Zeit
- 1976: Zhu De, chinesischer Politiker
- 1977: Ödön Pártos, israelischer Komponist
- 1978: Gustav Burmester, deutscher Regisseur und Schauspieler
- 1978: Babe Paley, US-amerikanische Dame der Gesellschaft
- 1979: Antonio María Barbieri, uruguayischer Ordensgeistlicher, Erzbischof von Montevideo und Kardinal
- 1979: Van McCoy, US-amerikanischer Musikproduzent, Songwriter und Musiker

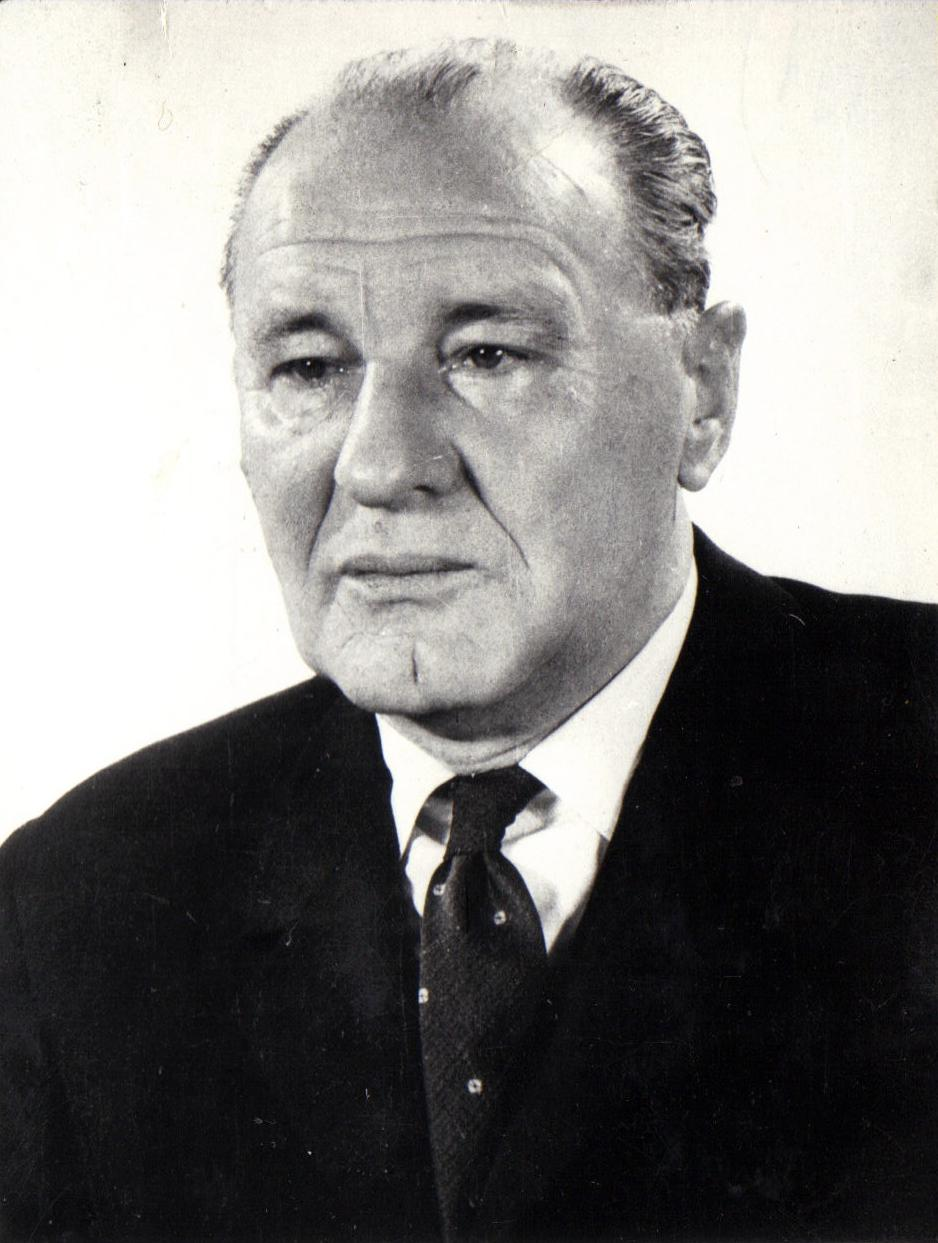
János Kádár († 1989)
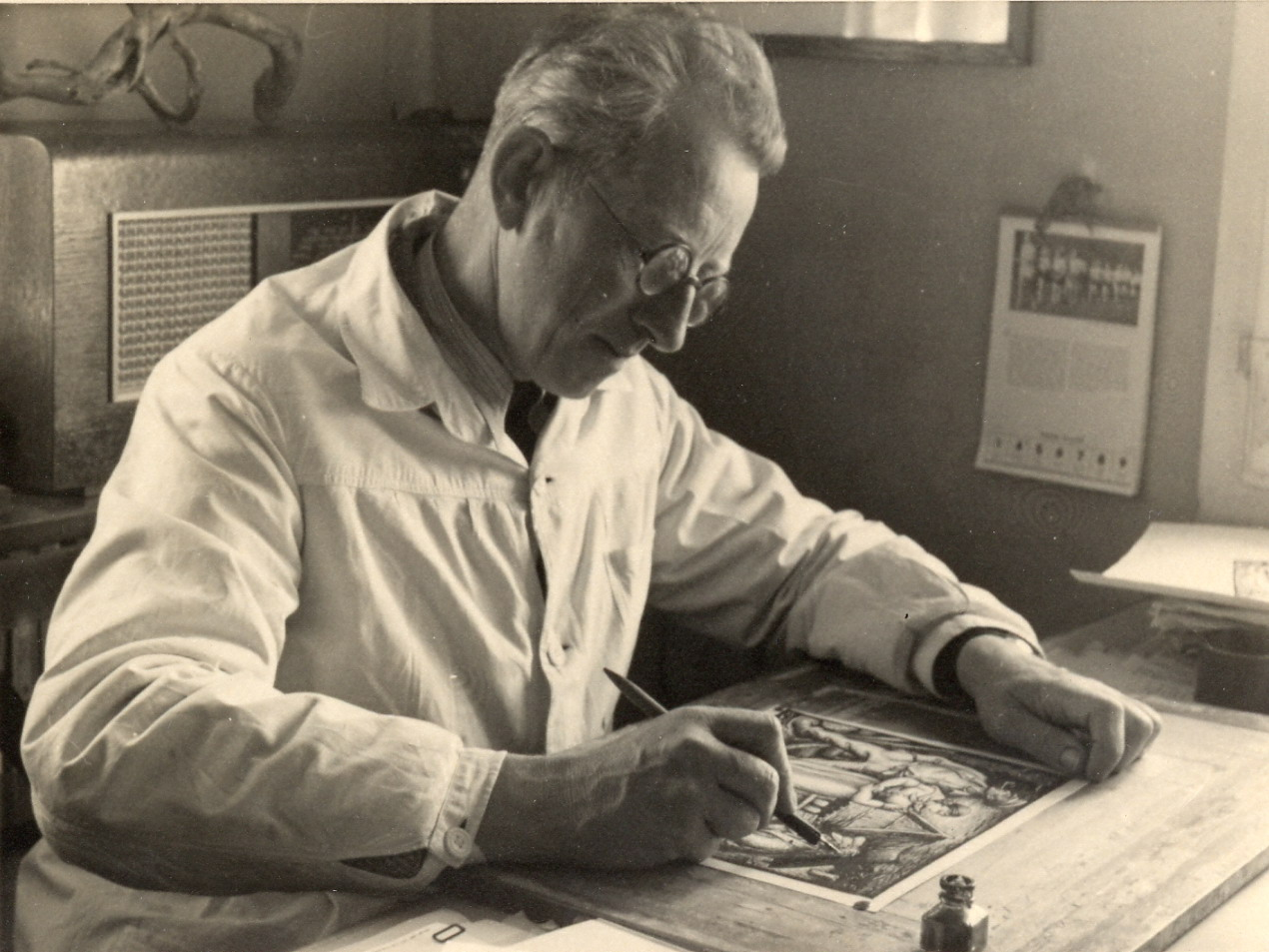
Měrćin Nowak-Njechorński († 1990)
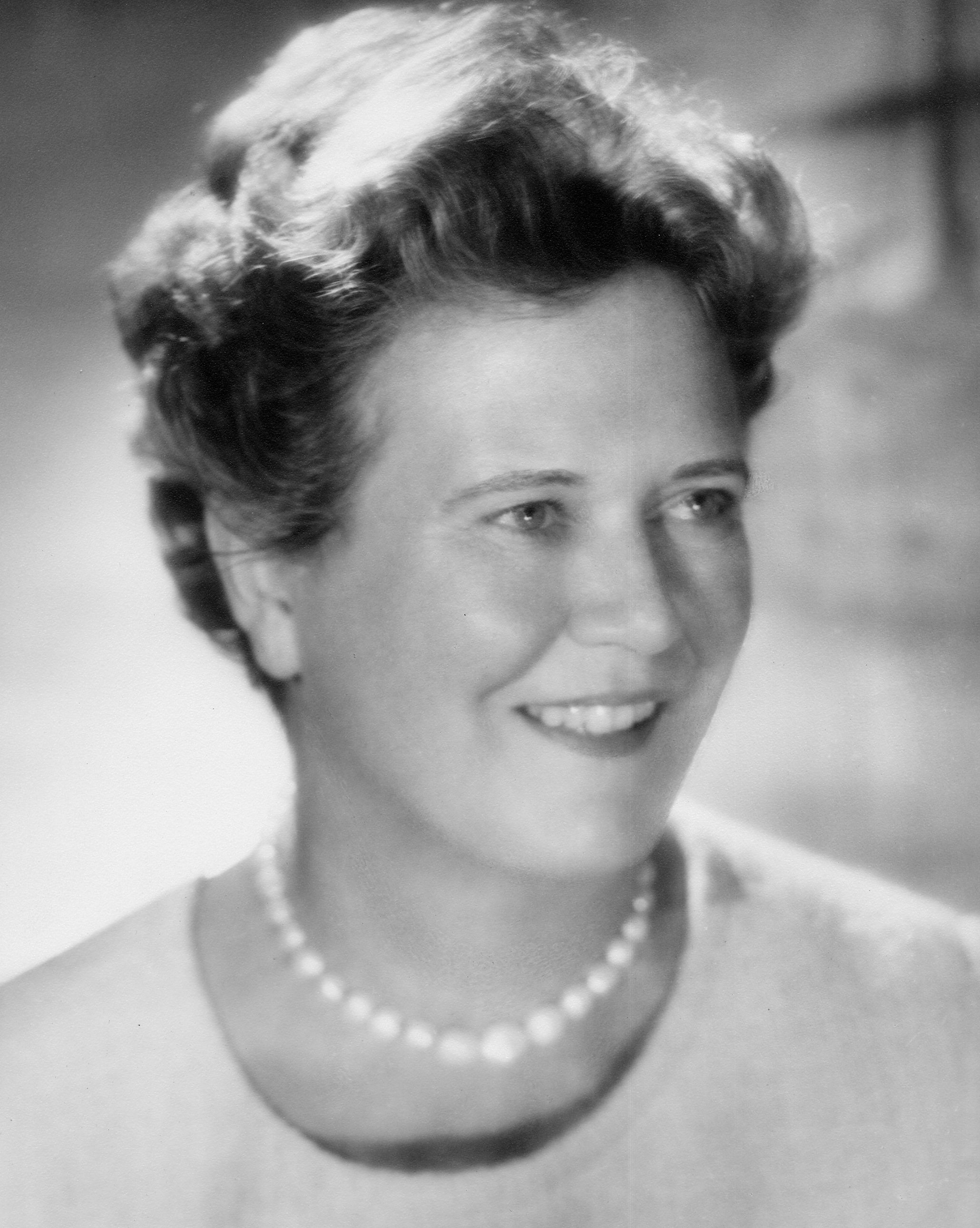
Dorothy Buffum Chandler († 1997)
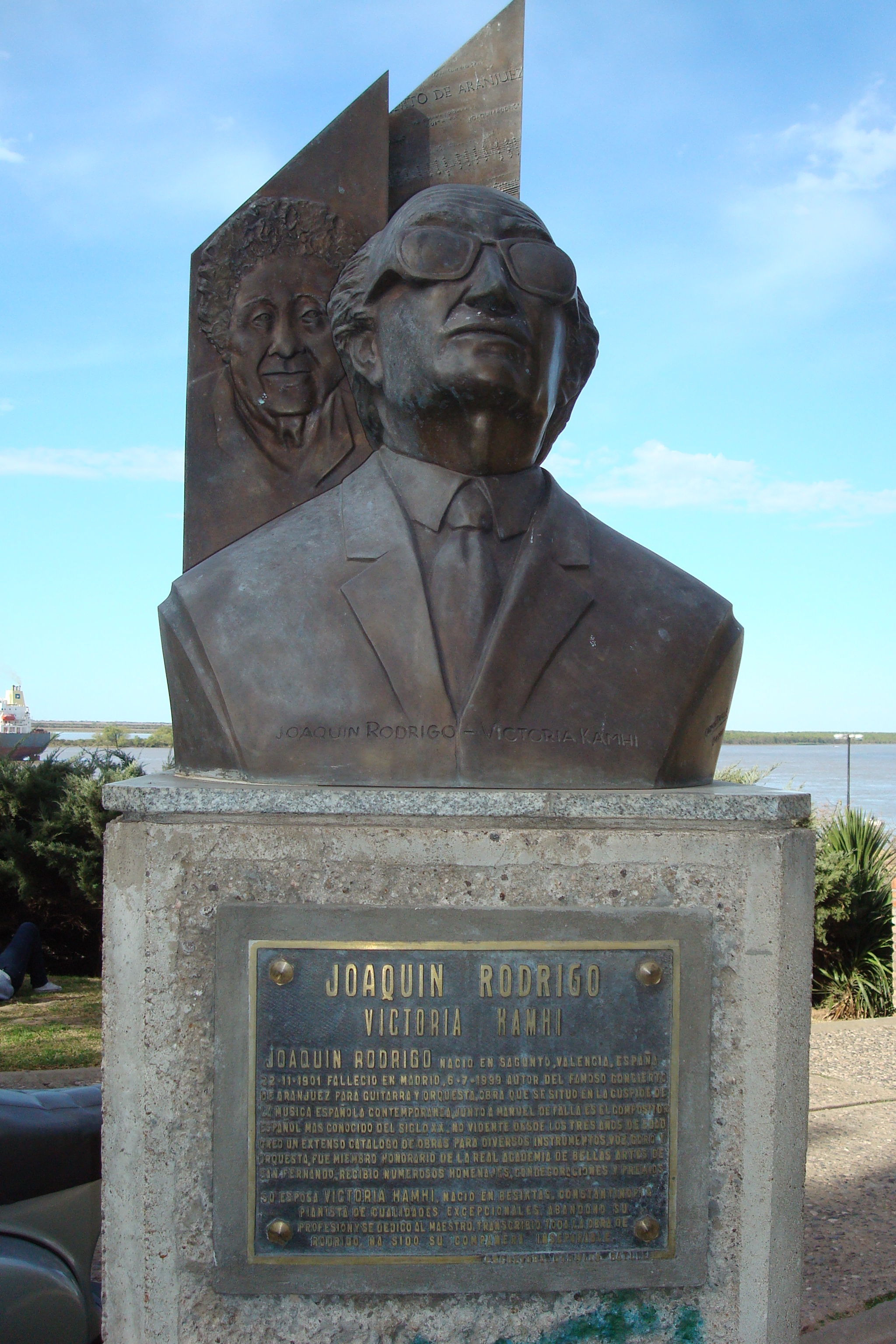
Joaquin Rodrigo († 1999)
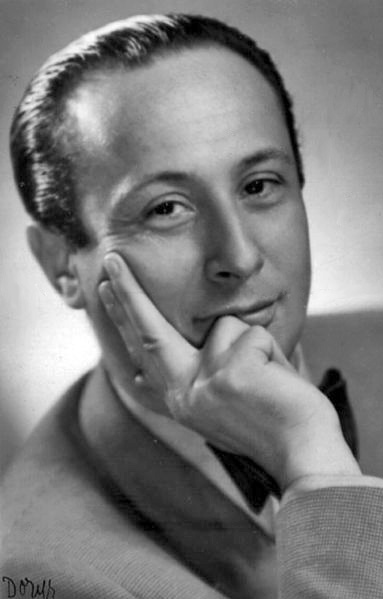
Władysław Szpilman († 2000)

- 1981: Hans Achinger, deutscher Nationalökonom und Sozialwissenschaftler
- 1981: Martin Jahn, deutscher Zeichner, Maler und Kunstpädagoge
- 1982: Alma Reville, britische Filmeditorin und Drehbuchautorin, Ehefrau von Alfred Hitchcock
- 1984: Henricus Jacobus Charles Tendeloo, niederländischer Chemiker
- 1988: Hans Gutzwiller, Schweizer Philologe und Germanist
- 1989: János Kádár, ungarischer Politiker
- 1989: Alexandru Pașcanu, rumänischer Komponist und Musikpädagoge
- 1990: Joe Appiah, ghanaischer Jurist, Diplomat und Politiker
- 1990: Měrćin Nowak-Njechorński, sorbischer Maler, Publizist und Schriftsteller
- 1991: Herminio Giménez, paraguayischer Komponist
- 1991: Thorley Walters, britischer Schauspieler
- 1992: Ray Abrams, US-amerikanischer Jazz-Saxophonist
- 1992: Amadeus August, deutscher Schauspieler
- 1993: Olive Ann Beech, US-amerikanische Unternehmerin
- 1995: Aziz Nesin, türkischer Pädagoge und Schriftsteller
- 1997: Gabriel Asaad, assyrischer Komponist und Musiker
- 1997ː Dorothy Buffum Chandler, US-amerikanische Kunstmäzenin und Sammlerin
- 1998: Roy Rogers, US-amerikanischer Sänger
- 1999: Joaquín Rodrigo, spanischer Komponist
- 2000: Ľudovít Rajter, slowakischer Dirigent, Komponist und Musikpädagoge
- 2000: Władysław Szpilman, polnischer Pianist, Komponist und Schriftsteller

### 21. Jahrhundert

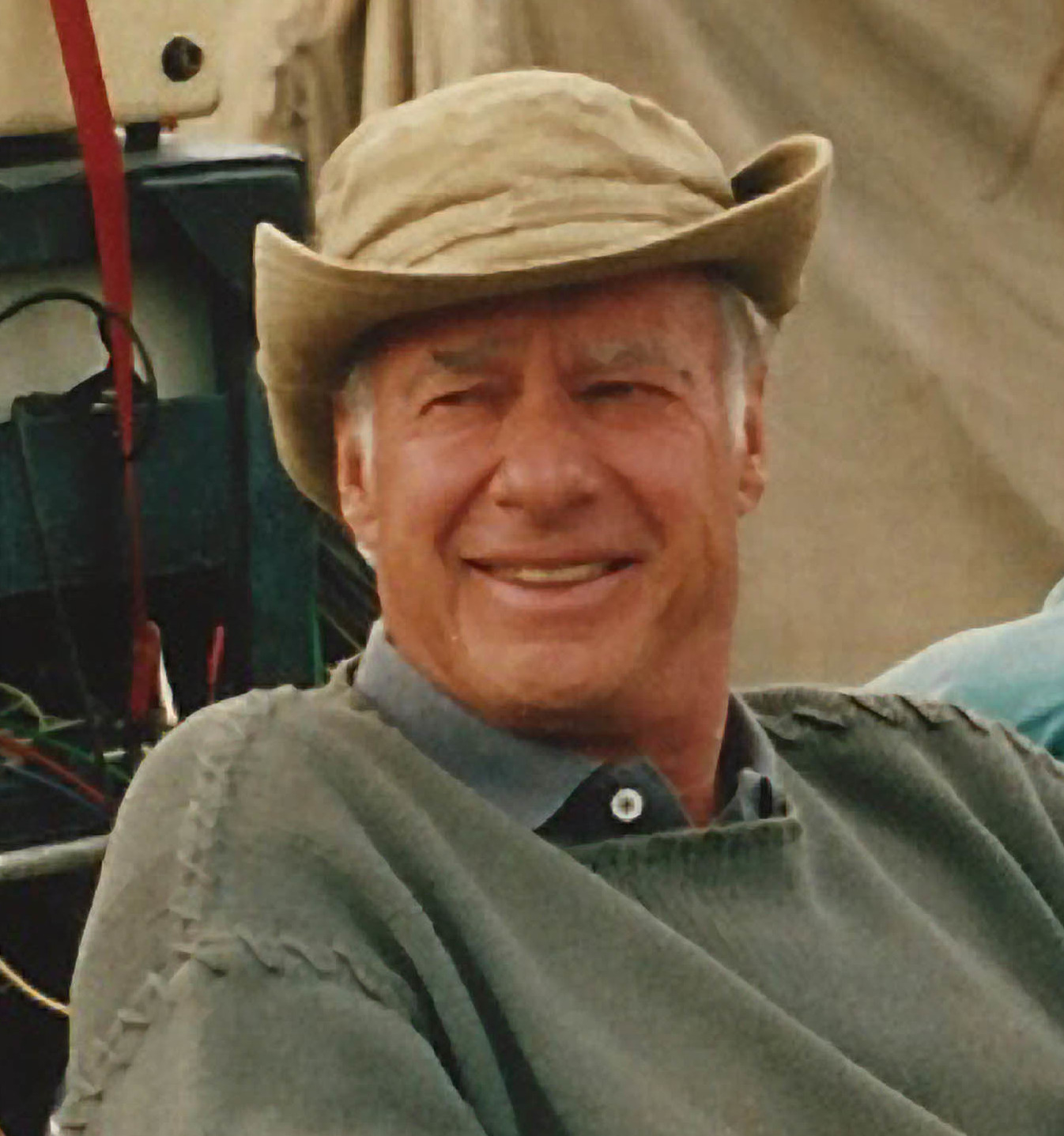
John Frankenheimer († 2002)
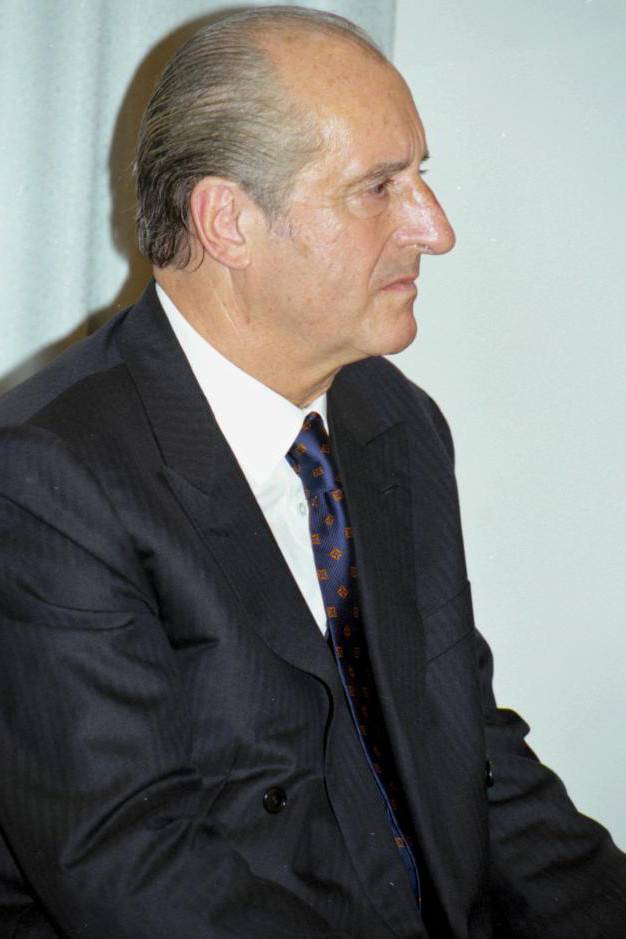
Thomas Klestil († 2004)
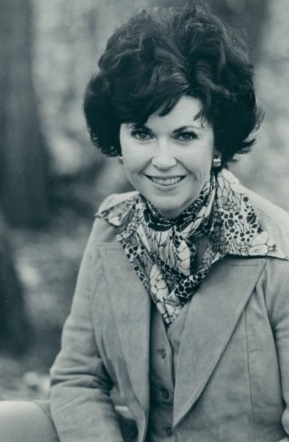
Kathleen E. Woodiwiss († 2007)
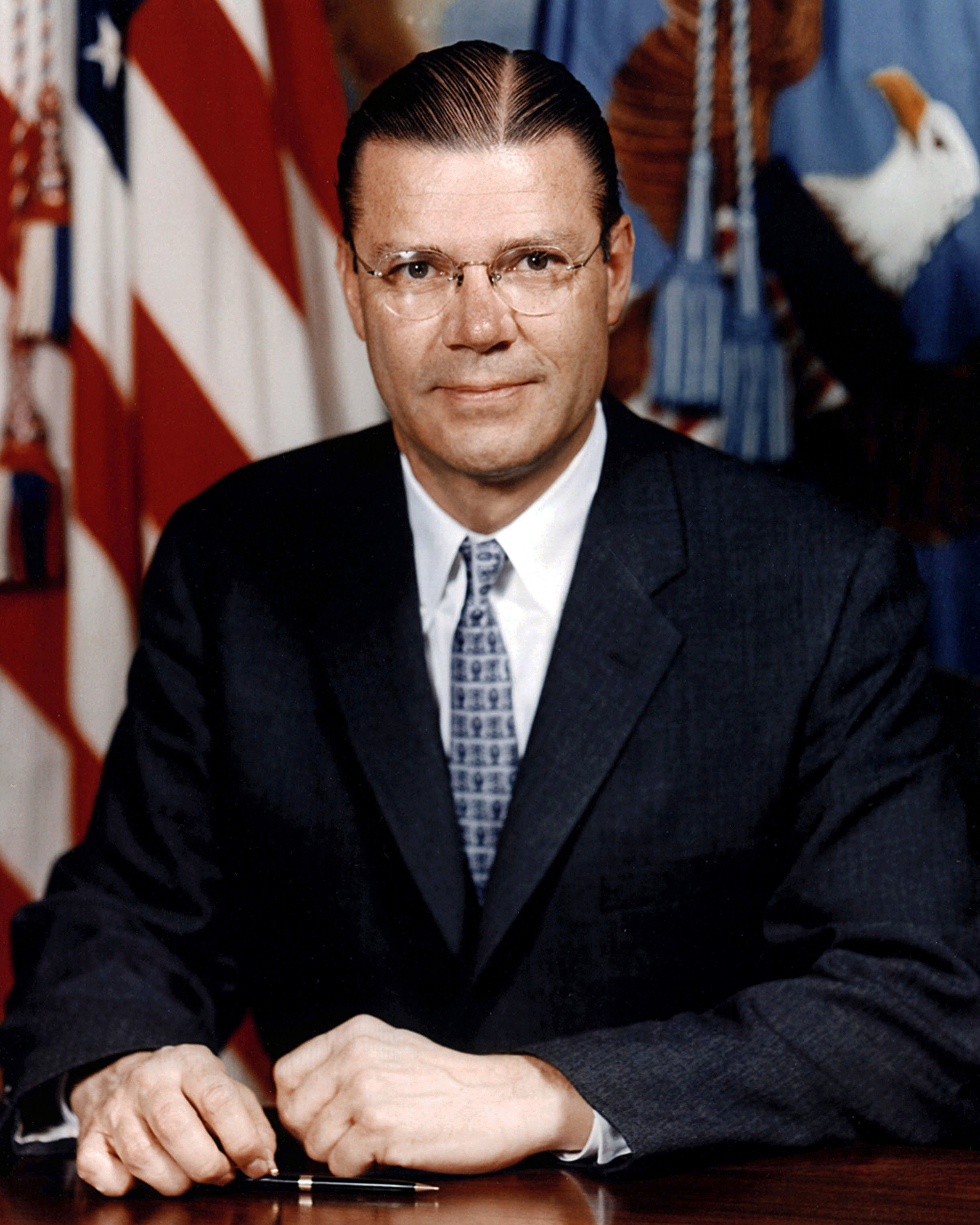
Robert McNamara († 2009)

- 2001: Willy Sommer, Schweizer Fußballspieler und -trainer
- 2002: Dhirajlal Hirachand Ambani, indischer Unternehmer
- 2002: John Frankenheimer, US-amerikanischer Regisseur
- 2003: Skip Battin, US-amerikanischer Countryrock-Sänger und -Bassist
- 2003ː Kathleen Raine, britische Schriftstellerin
- 2003: Antonio Ignacio Velasco García, venezolanischer Geistlicher, Erzbischof von Caracas, Kardinal
- 2004: Peter Birks, britischer Jurist
- 2004: Thomas Klestil, österreichischer Diplomat und Politiker, Bundespräsident
- 2004: Pawel Gerassimowitsch Lisizian, russisch-armenischer Opernsänger (Bariton)
- 2005: Bruno Wilhelm Augenstein, deutsch-US-amerikanischer Mathematiker und Physiker
- 2005: Ed McBain, US-amerikanischer Schriftsteller
- 2005: Claude Simon, französischer Schriftsteller, Nobelpreisträger
- 2007ː Marguerite Vogt, deutsch-amerikanische Virologin
- 2007ː Eileen Wearne, australische Leichtathletin
- 2007ː Kathleen E. Woodiwiss, US-amerikanische Schriftstellerin
- 2007ː Lois Wyse, US-amerikanische Autorin und Kolumnistin
- 2008: Bobby Durham, US-amerikanischer Jazzschlagzeuger
- 2008: Thích Huyền Quang, vietnamesischer Mönch und Patriarch
- 2009: Wassili Pawlowitsch Aksjonow, russischer Schriftsteller
- 2009: Robert McNamara, US-amerikanischer Manager und Politiker, Minister, Weltbankpräsident
- 2010ː Matilde Rosa Araújo, portugiesische Schriftstellerin
- 2010ː Carol Laderman, US-amerikanische Medizinanthropologin und Hochschullehrerin
- 2010: Werner Schmalenbach, deutsch-schweizerischer Kunsthistoriker, Autor und Kurator
- 2010: Fritz Teufel, deutscher politischer Aktivist und Autor, Teilnehmer der Studentenbewegung

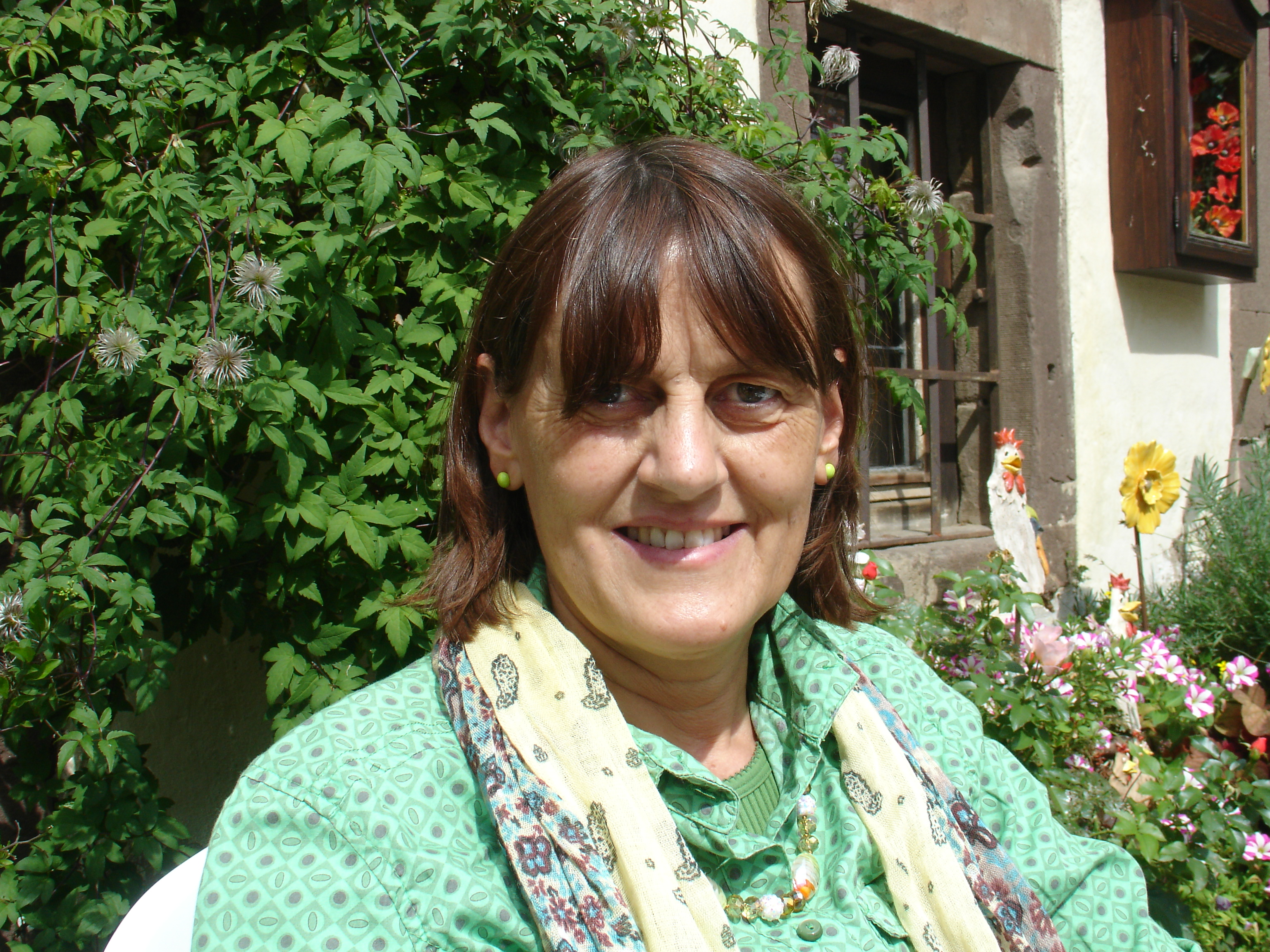
Diana Kiehl († 2015)
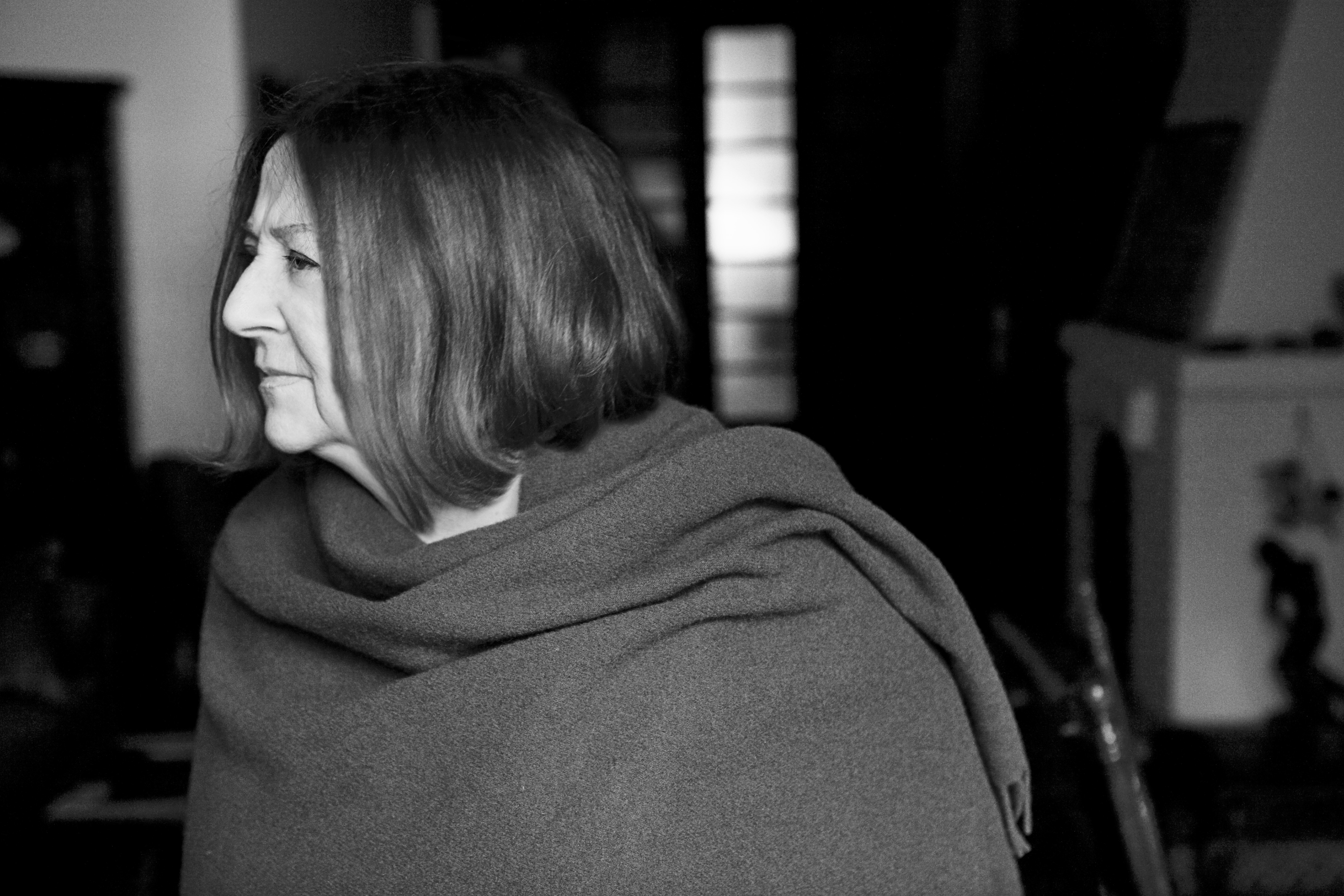
Wanda Warska († 2019)
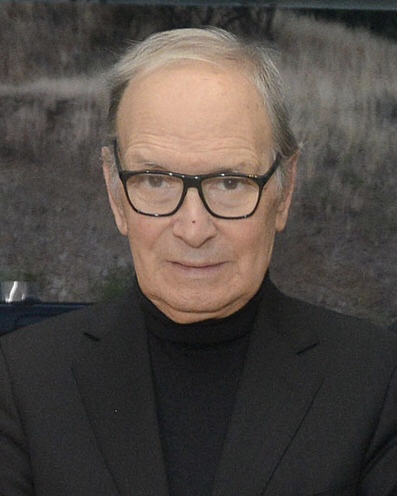
Ennio Morricone († 2020)

- 2011: Oliver Storz, deutscher Drehbuchautor, Regisseur und Produzent
- 2013: Hans Rössling, deutscher Opernsänger
- 2014: Estanislau Amadeu Kreutz, brasilianischer Bischof
- 2014: Andrew Mango, britischer Historiker und Schriftsteller
- 2015: Diana Kiehl, deutsche Künstlerin
- 2015: Masabumi Kikuchi, japanischer Jazzpianist
- 2016: Artur K. Führer, deutscher Künstler und Autor
- 2017: Friedrich August Tuchmann, britischer Politiker
- 2017: Christian Weis, deutscher Schriftsteller
- 2018: Shōkō Asahara, japanischer Attentäter und Sektenführer
- 2018: Andreas Hägele, deutscher Fußballspieler und -trainer
- 2019: Cameron Boyce, US-amerikanischer Schauspieler
- 2019: João Gilberto, brasilianischer Gitarrist, Sänger und Komponist
- 2019ː Wanda Warska, polnische Jazz- und Chansonsängerin
- 2020: Hisham al-Hashimi, irakischer Historiker, Publizist und Experte für Sicherheit, Extremismus und Terrorismus
- 2020ː Mary Kay LeTourneau, US-amerikanische Lehrerin
- 2020: Ennio Morricone, italienischer Komponist und Dirigent
- 2021: Patrick John, dominicanischer Politiker, Ministerpräsident
- 2022: James Caan, US-amerikanischer Schauspieler
- 2022: Arnaldo Pambianco, italienischer Radrennfahrer
- 2023: Graham Clark, englischer Opernsänger
- 2024ː Christine Dölle, Leipziger Gebrauchsgrafikerin und Karikaturistin
- 2024: André Drege, norwegischer Radrennfahrer
- 2025ː Irene Rodrian, deutsche Schriftstellerin und Drehbuchautorin
- 2025ː Helena Tattermuschová, tschechische Opernsängerin

## Feier- und Gedenktage
- Kirchliche Gedenktage
  - Jan Hus, tschechischer Reformator und Märtyrer (evangelisch)
  - Hl. Goar, französischer Missionar, Priester und Schutzpatron (katholisch)
  - Hl. Godeleva, belgische Jungfrau und Märtyrerin (katholisch)
  - Hl. Maria Goretti, italienische Jungfrau und Märtyrerin (katholisch)
  - Hl. Thomas Morus, englischer Märtyrer, Staatsmann und Autor (anglikanisch)
  - Hl. Jesaja, israelitischer Prophet, vielleicht Märtyrer (armenisch, evangelisch: LCMS)

- Namenstage
  - Goar

- Staatliche Feier- und Gedenktage
  - Malawi: Unabhängigkeit von Großbritannien (1964)
  - Tschechien: Jan-Hus-Tag

- Weitere Informationen zum Tag
  - Internationaler Tag des Kusses

Weitere Einträge enthält die Liste von Gedenk- und Aktionstagen.